# Высадка в Нормандии
Высадка в Нормандии (англ. Normandy landings, фр. Débarquement de Normandie) или Опера́ция «Непту́н» (англ. Operation Neptune, фр. Opération Neptune) — морская десантная операция, проведённая 6 июня 1944 года в Нормандии во время Второй мировой войны силами США, Великобритании, Канады и их союзников против оккупационных сил Германии. Первая часть стратегической операции «Оверлорд», которая предусматривала освобождение северо-западной Франции.
Операция союзников началась 6 июня 1944 года (День Д) высадкой более 150 тыс. солдат на побережье Нормандии и проводилась в два основных этапа. Первый этап представлял собой воздушно-десантную операцию по десантированию около 13 500 британских, американских, канадских и французских парашютистов после полуночи. Второй этап состоял из морской десантной операции, которая началась утром в 6 часов 30 минут, и ряда дезинформационных операций под кодовыми названиями «Глиммер» и «Таксабл» с целью ввести немцев в заблуждение относительно настоящего направления вторжения.
Высадка проводилась на участке побережья шириной 80 км между устьем реки Орн и коммуной Озвиль, разделённом на 5 основных секторов вторжения — «Юта», «Омаха», «Голд», «Джуно» и «Сворд».
Вторжение подразделений на французское побережье происходило с разной степенью успеха. Если на большинстве плацдармов достижения союзников были значительными, а десант в ходе высадки на вражеский берег с первых минут смог завладеть инициативой и создать плацдармы, то на участке «Омаха» шириной 8 км ситуация вышла из-под контроля. Столкнувшись с организованным сопротивлением немецких войск, американцы с первых минут операции понесли серьёзные потери и почти потеряли способность переломить ситуацию в свою пользу. Командующий 1-й американской армией генерал Омар Брэдли был уже почти готов отменить дальнейшую высадку на этом участке и отозвать войска. С самого начала успех операции «Нептун» оказался под угрозой. Однако десантники смогли прорваться сквозь береговые оборонительные позиции немцев и создать отдельные очаги сопротивления.
Общая реакция немцев на высадку морского десанта противника по всему нормандскому побережью была вялой и плохо организованной. Более того, в условиях абсолютного господства в воздухе союзной авиации, из-за диверсионных акций Сопротивления и отрядов британских коммандос, войска вермахта ещё на стадии выдвижения резервов на рубежи несли серьёзные потери. В результате немцы не смогли воспользоваться возможностью сразу сбросить десант в море.
К концу «Дня Д» в английском и американском секторах на берег высадились 5 пехотных, 3 воздушно-десантные дивизии и танковая бригада. Им удалось захватить береговую полосу глубиной от 3 до 5 км, правда, не по всему фронту. Только 7 июня плацдармы были полностью освобождены от противника. Высадка морского десанта в Нормандии была крупнейшей в мировой истории морской десантной операцией по одновременному десантированию морем 156 тыс. военных при поддержке 195 700 моряков и с одновременным привлечением около 5 тыс. боевых и транспортных судов всех типов и видов.

## Планирование и подготовка операции
С принятием в ходе Касабланкской конференции решения о проведении операции по вторжению союзных войск в Западную Европу, военное руководство Великобритании и США приступило к разработке плана и подготовке крупнейшей в мировой истории десантной операции. Ответственным за разработку плана вторжения был назначен британский генерал-лейтенант Фредерик Морган.
Первые варианты проведения будущей операции базировались на огромном материале, накопленном в ходе предыдущих планов вторжения через Ла-Манш в 1941—1942 годах во время разработки операции «Раундап». Однако самый ценный опыт был перенят из результатов битвы за Дьеп, произошедшей 19 августа 1942 года. В отличие от рейда на Сен-Назер, который был проведён войсками специального назначения в марте 1942 года, это сражение изначально планировалось как миниатюрное вторжение с привлечением всех видов вооружённых сил и высадкой пехотных и танковых частей на побережье Франции. Цель операции была захватить и как можно дольше удерживать плацдарм, так как руководство союзников понимало, что удерживать его длительное время не удастся. И хотя эта операция с тактической точки зрения завершилась полным поражением, в целом, битва за Дьеп дала достаточно полезной информации организаторам новой масштабной высадки.
Ключевыми выводами из этого опыта, которые повлияли на разработку морской десантной операции, стали следующие факторы: во-первых, по результатам высадки стало понятно, что проводить её нужно только на открытых пляжах с минимальным количеством фортификационных сооружений противника. Кроме того, во время десантирования нужна мощная сбалансированная авиационная и артиллерийская поддержка боевых кораблей для подавления береговых оборонительных сооружений. Также для успешного прорыва пехотных частей с захваченных плацдармов вглубь обороны противника требуется определённое количество специализированной инженерной бронетехники и множество приспособлений для преодоления инженерных заграждений береговой обороны. И главное, опыт Дьепа доказал, что необходима сложная комбинированная военная операция всех видов вооружённых сил, в которой вопросы взаимодействия будут играть исключительно важную роль.
Чтобы минимизировать переброску германских войск с восточного фронта, СССР согласился начать крупномасштабное наступление синхронно с высадкой союзников в Нормандии.

### Поиски района высадки морского десанта

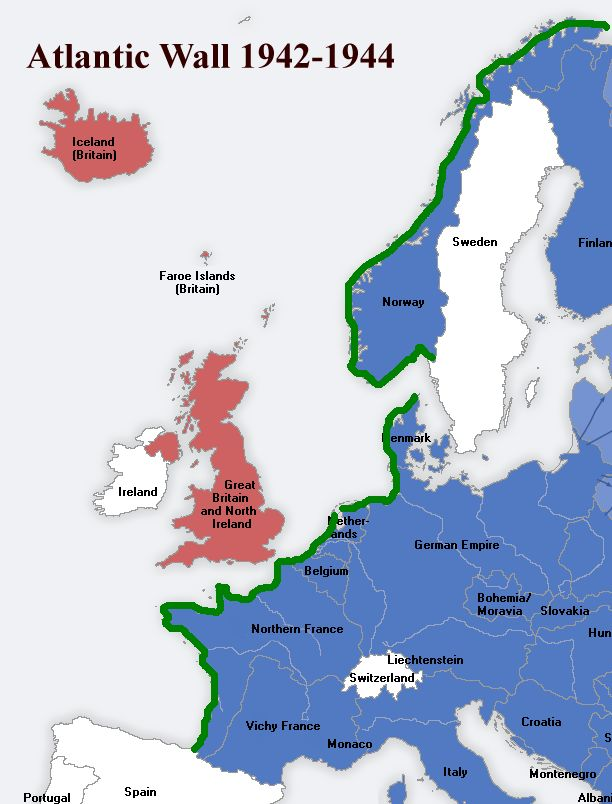
Атлантический вал выделен зелёным цветом
Нацистская Германия
Союзники

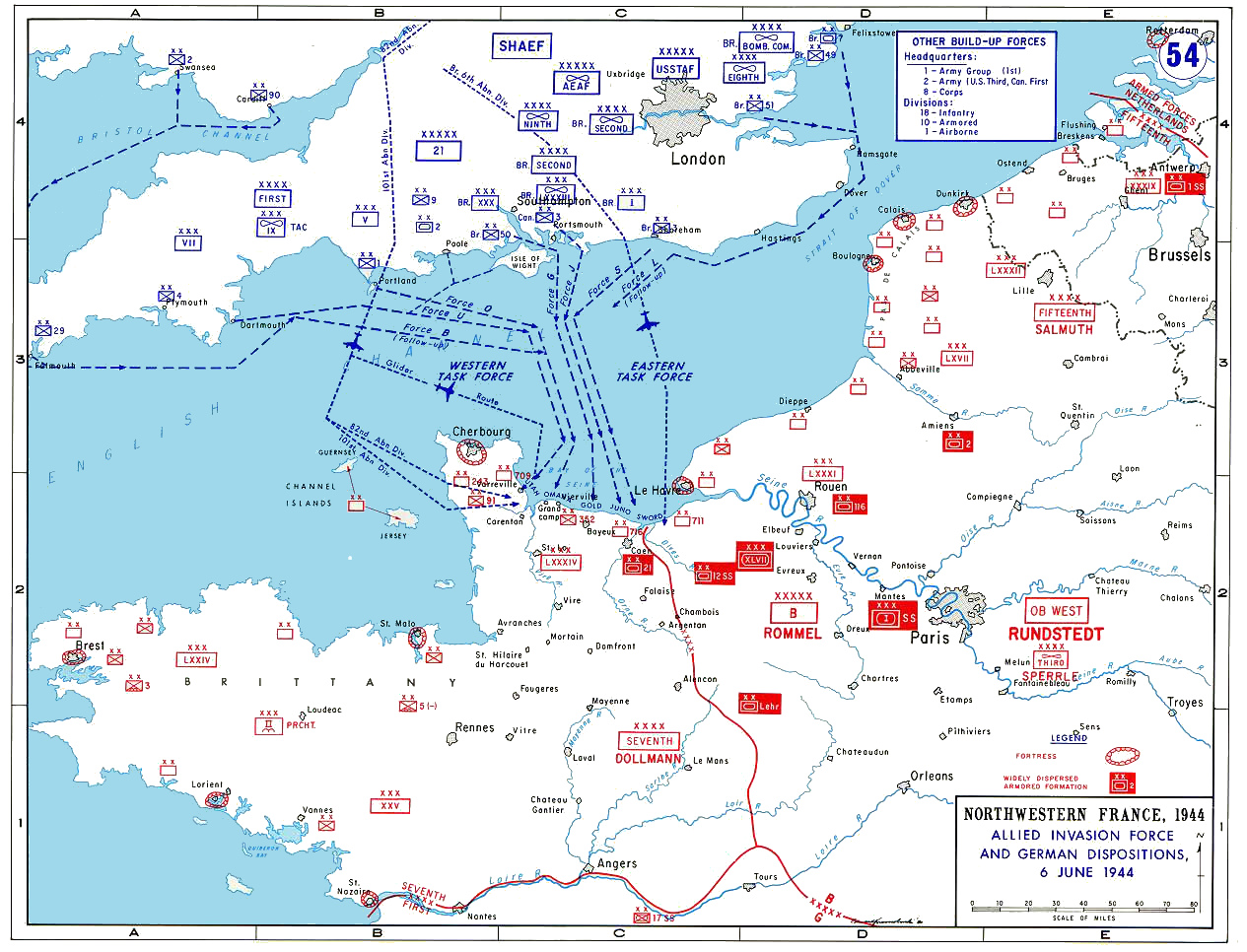
План вторжения во Францию

Первым важным вопросом планирования вторжения, который встал перед разработчиками операции, был выбор удобного для высадки морского десанта участка побережья в Западной Европе. Союзники исходили из того, что полностью скрыть процесс подготовки к вторжению миллионной группировки невозможно, но противнику неизвестно главное — место и время начала операции «Оверлорд». Поэтому главной задачей было правильно выбрать места высадки, которые будут наилучшим образом отвечать ряду требований: наличию удобных пляжей для высадки войск, степени мощности береговых укреплений противника, расстоянию районов высадки до портов Великобритании и возможности эффективного применения союзниками истребительной авиации, исходя из радиуса их действия с целью поддержки флота союзников и десанта.
Командование союзников тщательно обследовало всё атлантическое побережье, где немцами был построен так называемый «Атлантический вал» от Норвегии до Бискайского залива. Для высадки десанта наиболее подходили районы Па-де-Кале, Нормандии и Бретани, потому что остальные места — побережье Нидерландов, Бельгии и Бискайского залива — были на значительном расстоянии от Великобритании и не соответствовали определённым требованиям дальнейшего снабжения морским путём. Немецкое командование считало, что вероятнее всего местом вторжения союзников на континент будет район Па-де-Кале, так как он ближе всего к Британским островам. Поэтому системы фортификационных сооружений «Атлантического вала» на этом направлении были мощнейшими. Руководство союзников, тщательно проанализировав масштабы вероятных потерь в случае вторжения на этом участке, сразу отказалось от такого простейшего варианта высадки морского десанта.
Англо-американские союзники прекрасно понимали грандиозность масштабов запланированного вторжения и настоятельную потребность в мощной морской инфраструктуре для обеспечения успешного продвижения своих армий во Франции. Немецкое командование также признавало тот факт, что противнику в случае вторжения в континентальную Европу будет необходимо иметь порты, через которые должны снабжаться войска. Поэтому оно считало, что лучшего варианта, чем Па-де-Кале, где существовало множество отличных портов, не существует. Исходя из этого, Верховное командование вермахта и, в частности, командование войск «Запад» концентрировало свои главные силы в этом регионе. Позже выяснилось, что немцы менее всего ожидали высадки союзников именно на нормандском участке «Атлантического вала». Это объясняется тем, что немецкое командование считало Нормандию непригодной для высадки из-за отсутствия соответствующей морской береговой инфраструктуры для выгрузки войск и военных запасов и не догадывалось, что союзники на начальном этапе вторжения рассчитывали обойтись без захвата морских портов и вместо этого задействовать искусственные гавани «Малберри», которые должны были компенсировать эти недостатки.
Таким образом, союзному руководству пришлось направить своё внимание на менее привлекательную, но гораздо более безопасную зону Нормандии и Бретани. Полуостров Бретань имел много преимуществ, в частности, отличные мощные порты, такие как Брест, однако общее расстояние от морского побережья южной Англии и возможности дальнейшего снабжения войск и сил были крайне ограничены. К тому же высадка на побережье Бретани могла привести к тому, что немцы просто заблокировали бы союзников и лишили их возможности прорваться на оперативный простор.
Нормандское побережье практически не имело удобных портов, способных удовлетворить потребность союзников в выгрузке войск, техники и имущества, за исключением Шербура, который к тому же находился почти в тупике полуострова Котантен. Возможности остальных портовых структур, которые имелись на этом направлении, были незначительны, и в планах вторжения они не играли существенной роли. Плацдарм, прилегающий к побережью Сенской бухты, можно было изолировать от контратак наземных войск противника, расположенных на территории Франции и Германии, разрушая мосты и переправы и устанавливая контроль над многочисленными путями, которые вели к Сенской бухте. Кроме того, Сенская бухта не имела островов, банок, отмелей или рифов у берега. От постоянных западных ветров её прикрывал полуостров Котантен. Просторные песчаные пляжи давали возможность одновременно высаживать большое количество войск и боевой техники. Также определённую роль играло то, что глубина Сенской бухты исключала действие немецких крупных и средних подводных лодок. Правда, порты Шербур и Гавр были базами для вражеских торпедных катеров и подводных лодок, однако отсутствие в полосе вторжения других крупных городов не давало возможности создать устойчивые очаги обороны войскам вермахта.
Рассматривая вариант с Нормандией, планировщики пришли к выводу, что это направление более привлекательно прежде всего из-за близости побережья к британским портам. Проблема портов имела два аспекта её решения: первый — создание временных портов, второй — наращивание сил на плацдармах и захват крупных портов, прежде всего Шербура. Исходя из этого, возникла задача обеспечить условия для успешного захвата этого порта. Фельдмаршал Бернард Монтгомери настоял на том, чтобы включить в план вторжения пятый плацдарм, расположенный за водной преградой реки Орн, который впоследствии получил название «Юта».

После всестороннего анализа данных разведки и оценки сил противника районом проведения десантной операции в конце концов стало побережье Нормандии — там укрепления были мощнее, чем в Бретани, но не так глубоко эшелонированы, как в Па-де-Кале. Расстояние от Англии было больше, чем в Па-де-Кале, но меньше, чем в Бретани. Значительную роль также сыграли большое количество военно-морских баз и портов на южном побережье Великобритании, относительно малые расстояния от них до побережья Франции и господство авиации союзников в воздухе — благодаря этому можно было спокойно осуществлять посадку войск на транспортные средства и переход армады морем ночью. 

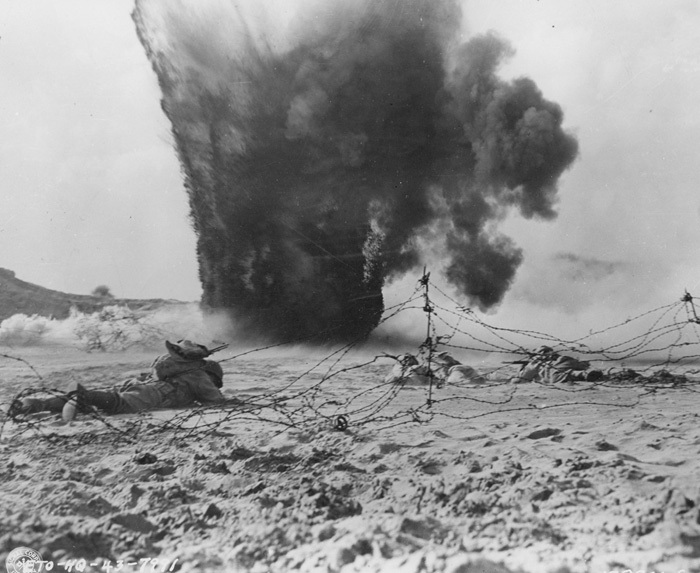
Боевая подготовка десанта. Англия, 1944

### Выбор подходящего момента для начала десантной операции
Исходя из опыта предыдущих десантных операций, союзники посчитали целесообразным начать высадку на рассвете, аргументируя это ослаблением противодесантной обороны противника, а также тем, что для успеха высадки и выполнения необходимых задач на берегу потребуется значительное время. Наконец, было решено воспользоваться отрезком времени между приливом и отливом и осуществить высадку первого эшелона на берег через 40 минут после рассвета. Но поскольку разница времени между моментами полной воды на восточном и западном берегах сенской бухты составляла 40 минут, то для каждого плацдарма было установлено своё время начала высадки, максимальный интервал между которыми достигал 85 минут. Это было нужно, чтобы десантные суда не сели на мель и не получили повреждений от немецких подводных заграждений во время прилива.

Первоначально союзники планировали начать операцию в мае 1944 года. Однако по настоянию Б. Монтгомери было решено дополнительно высадить ещё один десант на полуострове Котантен (сектор «Юта»). Из-за внесения изменений в план высадки дату вынужденно перенесли с мая на июнь. На июнь приходилось несколько подходящих режимом приливов дней, в первую очередь — 5, 6 и 7 июня. Если бы не получилось начать вторжение в эти дни, то его пришлось бы отложить на 18, 19 или 20 июня. 8 мая 1944 года верховный главнокомандующий союзными войсками в Европе генерал Эйзенхауэр утвердил определённую дату — 5 июня 1944 года.

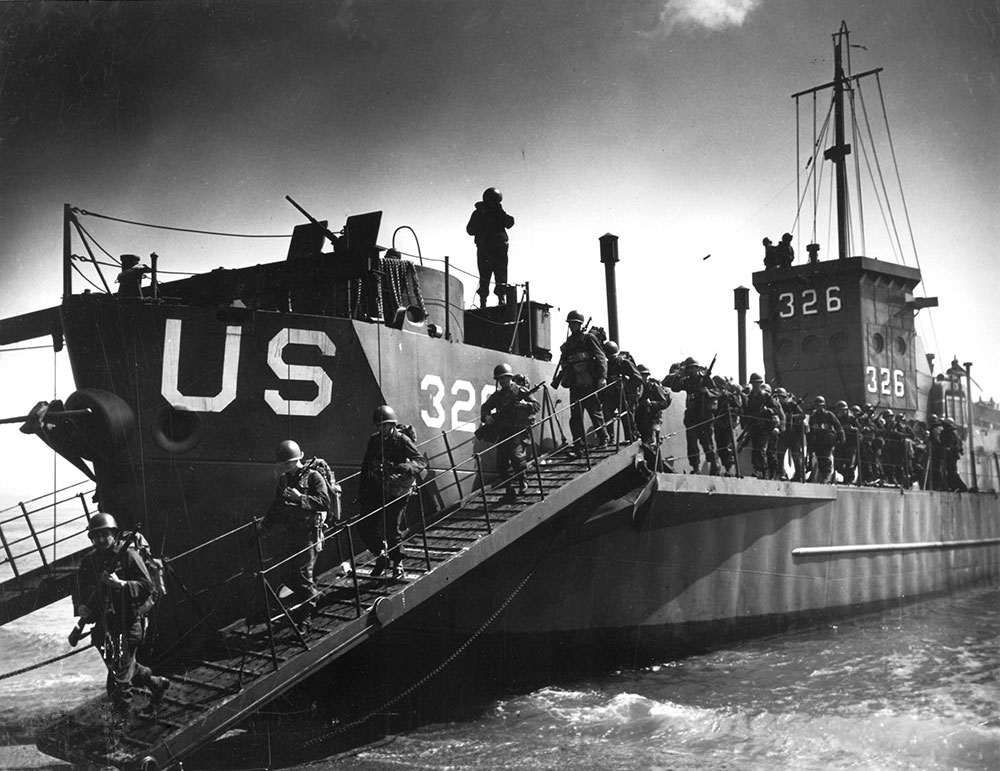
Учения морского десанта с высадкой на берег с малого десантного корабля LCI. Англия, 1944

В мае 1944 года на побережье Франции всё время держалась хорошая погода, но в начале июня она неожиданно изменилась. 4 июня погодные условия резко ухудшились, поднялся сильный ветер, ни о какой высадке морского десанта не могло быть и речи. Утром 5 июня главнокомандующий провёл заключительное совещание, на котором главный метеоролог армии предоставил прогноз на кратковременное улучшение погоды 6 июня. Мнения командования разделились, но Эйзенхауэр после некоторых колебаний отдал решительный приказ — вторжение союзных войск в Западную Европу начать утром 6 июня, именно этот день и вошёл в историю, как «День Д».

### Общий замысел морской десантной операции
1 марта 1943 года план вторжения на северное побережье Нормандии был утверждён Объединённым комитетом начальников штабов союзников. Предварительный план получил название «Скайскрепер» и предусматривал одновременную высадку в районе Кана десанта силами до трёх дивизий, за которыми следовал второй эшелон с шестью дивизиями. После захвата и удержания плацдарма союзники планировали сосредоточить значительное количество войск на берегу и, мощным ударом прорвав оборону вермахта, развить наступление по территории Франции в двух направлениях — на запад и восток от нормандского побережья.
Однако чем больше штаб руководства сталкивался с реалиями на запланированных зонах высадки, оценивая силы противника и в особенности свойства района вторжения, тем больше поддержку получало предложение Монтгомери усилить общую численность сил вторжения. Монтгомери настаивал на том, чтобы увеличить число дивизий с трёх до пяти, что должны высаживаться морем, также осуществить высадку войск на восточном краю полуострова Котантен и минимум трёх воздушно-десантных дивизий для поддержки морского десанта. Высадка британского воздушного десанта возле Кана и американского возле Сент-Мер-Эглиз имели целью всячески содействовать высадке морского десанта и изоляции района боевых действий на флангах полосы вторжения. Десант, который предлагалось провести ночью накануне операции, имел задачей захватить узлы дорог, переправы, мосты и другие ключевые объекты, и помешать контратакам войск вермахта и максимально нарушать систему управления войсками противника в операционной зоне.
Окончательный утверждённый стратегический замысел операции определял одновременную высадку крупных сил морского десанта на побережье Нормандии на фронте до 80 км. В ходе операции «Нептун» планировалось захватить плацдарм глубиной 18—20 км и прочно закрепиться на нём. В дальнейшем ставилась задача накопить значительные силы вторжения и, создав значительное превосходство в силах, мощными ударами занять расположенные на флангах зоны вторжения морские порты Шербур и Гавр. В дальнейшем планом предусматривалось организовать полномасштабное наступление вглубь Франции. По плану вторжения британцы, действуя совместно с канадскими войсками, должны захватить в первый же день ключевые объекты — города Байё и Кан и продвинуться как можно южнее и юго-восточнее. Таким образом, овладев важнейшими транспортными узлами, британцы перерезали пути подхода немецких резервов на полуостров Котантен и предоставляли возможность американцам, которые действовали справа, закрепиться на своих плацдармах. В дальнейшем американские дивизии имели своей главной целью захват большого морского порта Шербур.

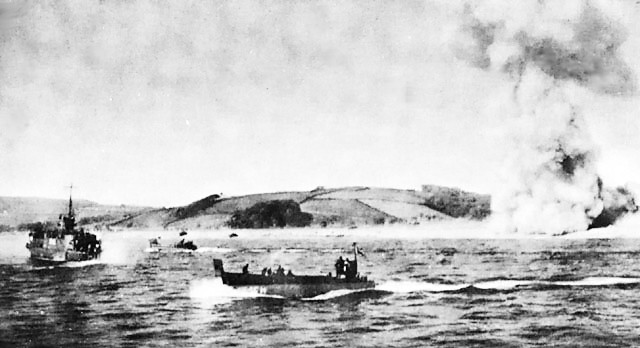
Тренировки транспортных судов в высадке десанта с применением средств имитации. Англия, 1944

На рассвете после мощной и многочасовой авиационной и артиллерийской подготовки должна была начаться высадка передовых подразделений морского десанта. Американские войска должны были высадиться в западном секторе на двух плацдармах, английские и канадские — в восточном секторе на трёх участках. Планируя высадку войск, союзники учли такой важный фактор, как разграничительные линии между зонами ответственности войск противника. Удар был нанесён в стык разграничительной линии между 7-й и 15-й немецкими армиями, что создало большие проблемы с организацией взаимодействия между командованиями двух немецких армий.

### Подготовка войск к операции

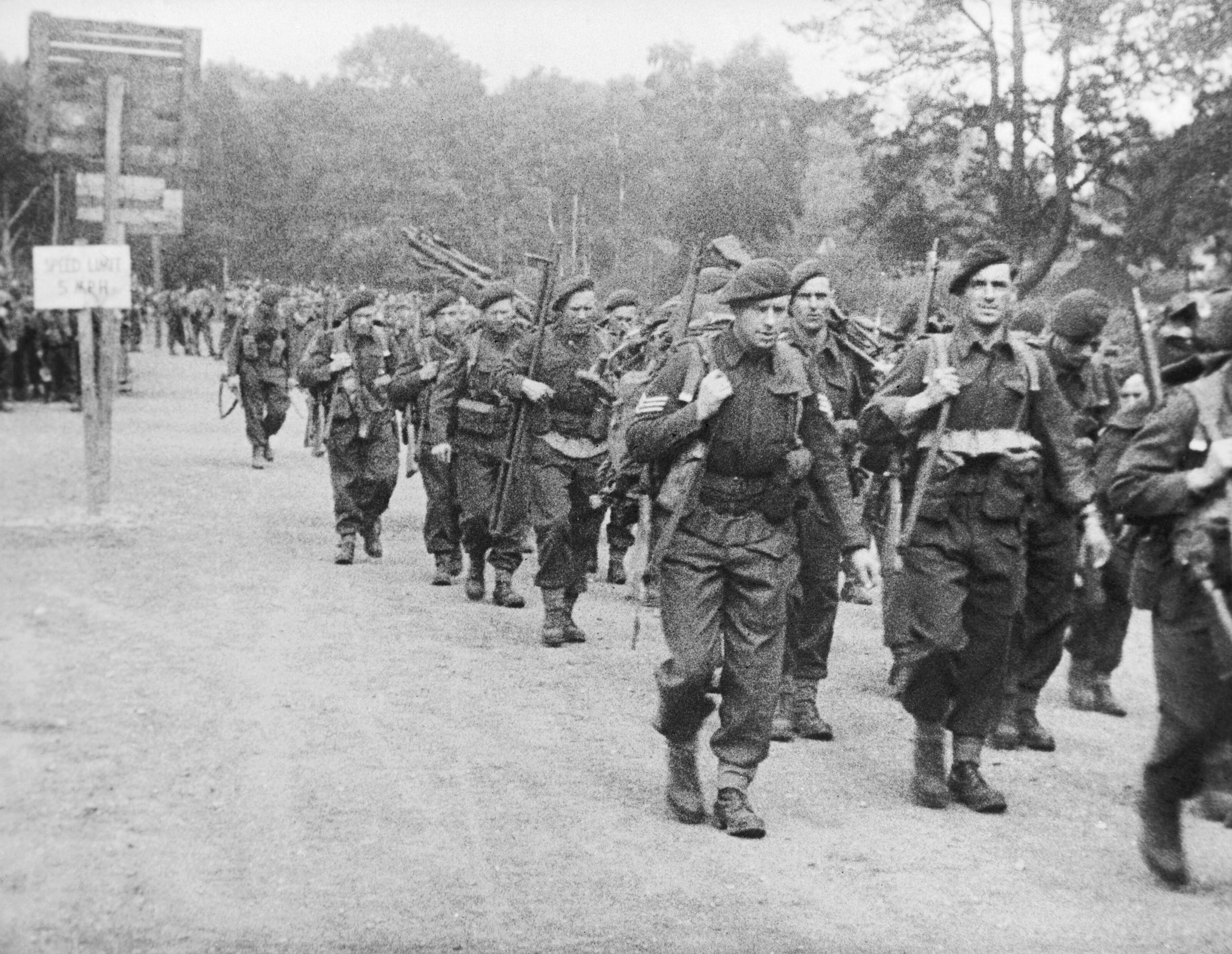
Британские коммандос перед погрузкой на десантные корабли. Саутгемптон, 1944

Подготовка к самой масштабной десантной операции в истории войн шла не только путём тренировки войск и сил, которые должны были непосредственно участвовать в операции, но и за счёт наращивания темпов производства вооружения и расширения строительства специальных десантных и противолодочных средств. Специально для проведения операции судостроительными компаниями Англии и США в сжатые сроки было построено около 30 тысяч единиц разнородных десантных судов, а также десантно-высадочных средств. Были разработаны и запущены в массовое производство специальные средства для обеспечения пехотных подразделений в бою во время высадки: плавающие и огнемётные танки, специализированные бронированные инженерные машины для создания проходов в минных полях, мостоукладчики, специальные баржи с реактивными установками залпового огня и т. д.
Для ускорения темпов загрузки техники на морской транспорт на юге Англии была оборудована разветвлённая сеть специальных подъездных дорог, которые спускались к морю. Оригинальным решением проблемы с портовой инфраструктурой для высадки войск и выгрузки грузов стала идея создания временных искусственных портов. Планировщики операции исходили из того, что в зоне высадки в течение 90 дней после начала вторжения не будет больших портов, а каждый день надо будет выгружать для снабжения войск и перевозки подкреплений около 12 тысяч тонн различных грузов и около 2,5 тыс. автомобилей. Для решения этой проблемы они предложили создать возле захваченных берегов две искусственные гавани, которые получили название гавань «Малберри», и которые не уступали по размеру большому торговому порту.
Для этих целей на юге Англии втайне были сооружены гигантские кессоны для создания двух искусственных гаваней «Малберри» по одной в английском и американском секторах. Гавань «Малберри» состояла из внешних — плавающих — и внутренних — стационарных — волнорезов и из плавающих пирсов от берега до свайных причалов, к которым могли швартоваться суда. Железобетонные кессоны, из которых делались стационарные волнорезы, устанавливали на глубине не более 10—11 м, что было достаточно для небольших судов типа «Либерти»; судна большего размера пользовались акваторией, защищённой плавающими волнорезами. Много кессонов было оборудовано кранами, складами, кубриками для экипажей, имели собственные пушки, боезапас и даже средства ПВО, что усиливало противовоздушную оборону района высадки. Для каждого порта «Малберри» нужно было 146 кессонов различных размеров, весом от 1672 до 6044 т, в зависимости от глубины их затопления. Параллельно с кессонами строились плавающие пирсы, или, как их иначе называли, «наплавные мосты» общей протяжённостью около 7 миль, которые держались на понтонах. Автомашины с грузом, покинув транспортные средства, ехали на берег по «наплавному» мосту, соединявшему свайные причалы.
С первых дней высадки и до окончания строительства портов «Малберри», для обеспечения временной стоянки транспортных судов, предполагалось создать в сравнительно мелководных районах Ароманша и Сен-Лорана пять искусственных гаваней «Гузберри». Эти укрытия, созданные путём затопления старых судов, защищали гавань от ветра и волн, предназначались для стоянки и разгрузки большого количества малых судов и одновременно должны были служить продолжением портов «Малберри». Для затопления было выделено 60 судов (в том числе старые линкоры и крейсеры), которые образовали волнолом длиной около 7300 м. Прибуксированные и установленные в районе высадки кессоны создавали гавань, равную по размерам гавани Дувра.
С целью обеспечения горюче-смазочными материалами войск, которые должны высаживаться на побережье Нормандии, была подготовлена, а с началом высадки осуществлена прокладка по дну моря через пролив Ла-Манш 20 нефтепроводов для бесперебойного питания войск горючим. Операция «Плуто» была реализована британскими учёными, экспертами нефтяных компаний и представителями вооружённых сил. Создание трубопроводной системы, которая пролегала по дну Ла-Манша прямо на плацдармы, позволяло избавиться от необходимости привлекать в угрожающих условиях боевых действий танкеры, очень уязвимые для уничтожения немецкими подводными лодками.

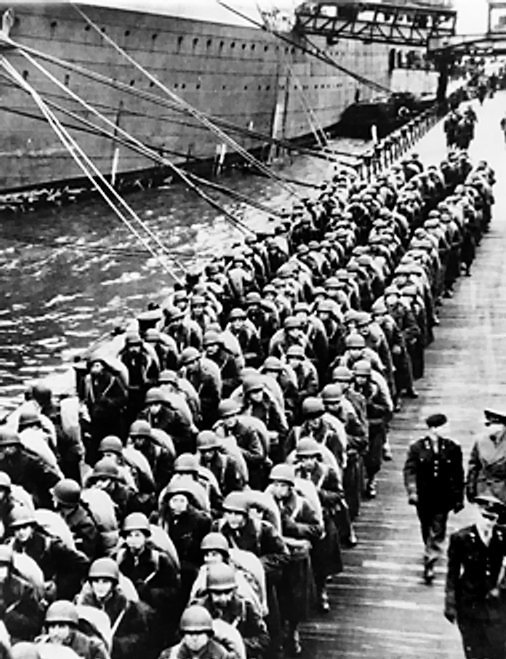
В ожидании посадки на десантные корабли. 5 июня 1944

 Развернулась интенсивная подготовка войск вторжения. Десантные формирования проходили специальную подготовку в нескольких районах: английские — в юго-восточной части Англии, американские — в юго-западной. Районы сосредоточения войск, в которых проводилась боевая подготовка этих войск, располагались за 100—150 км от южного побережья. При этом тренировки войск осуществлялись в нескольких различных по характеру ландшафта районах. Для сокрытия намерений вторжения лишь один из 10 районов по своим географическим свойствам был похож на настоящий район высадки.
После трёх месяцев напряжённой подготовки, в конце мая — в начале июня, войска были передислоцированы в районы сбора — по 20—25 км от пунктов посадки на транспортные судна. Около 7 тысяч зенитных пушек и свыше 1 тысячи аэростатов защищали это огромное скопление людей и машин от нападений с воздуха. В лагерях каждый солдат получал соответствующий приказ и после этого уже не мог оставлять лагерь. Дополнительно с целью сохранения операции в тайне, за 10 дней до высадки была задержана вся почта, адресованная воинским частям, иностранным посольствам, временно запрещена посылка шифрованных телеграмм, задерживалась даже дипломатическая почта.

### Меры введения в заблуждение

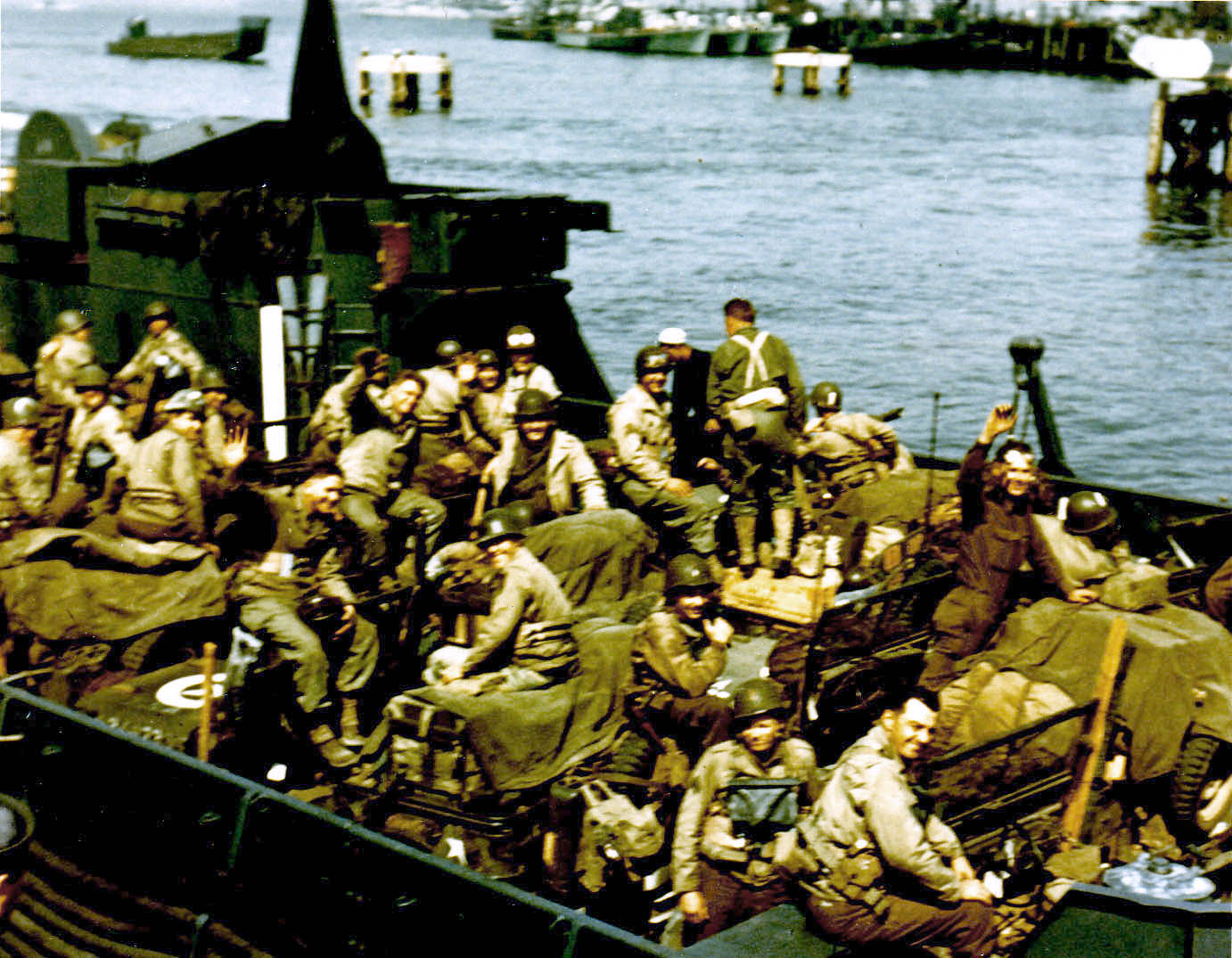
Посадка десанта перед вторжением на десантные корабли типа LCT

Англо-американское командование не рассчитывало на достижение оперативной внезапности высадки десанта во Франции, что было практически невозможным, учитывая масштабы вторжения, поэтому все расчёты основывались на достижении тактической неожиданности, что было очень важно даже в условиях огромного преимущества союзников в силах. С целью достижения внезапности вторжения во Францию командование западных союзников широко применяло меры дезинформирования и дезориентации противника для введения его в заблуждение относительно времени и района проведения операции.

Кампания по дезинформации получила название «Бодигард». Союзники всячески поддерживали и распространяли слухи о том, что наиболее вероятным районом вторжения будет район Кале-Булонь. Англо-американская авиация наносила массированные удары по средствам противодесантной обороны именно в этом районе, усилив интенсивность ударов непосредственно перед самой высадкой (30 мая—5 июня). Для дезинформации противника использовались различные средства: радио, пресса (как собственные, так и нейтральных стран), сооружение ложных макетов районов высадки, возведение целых городков и специальных аэродромов, которые могли бы ввести в заблуждение воздушную или агентурную разведку противника. Широко практиковались многочисленные демонстративные выходы сил в море, чем снижалась бдительность вермахта. Различными источниками внимание противника концентрировалась на один и тот же район высадки — Кале-Булонь. 

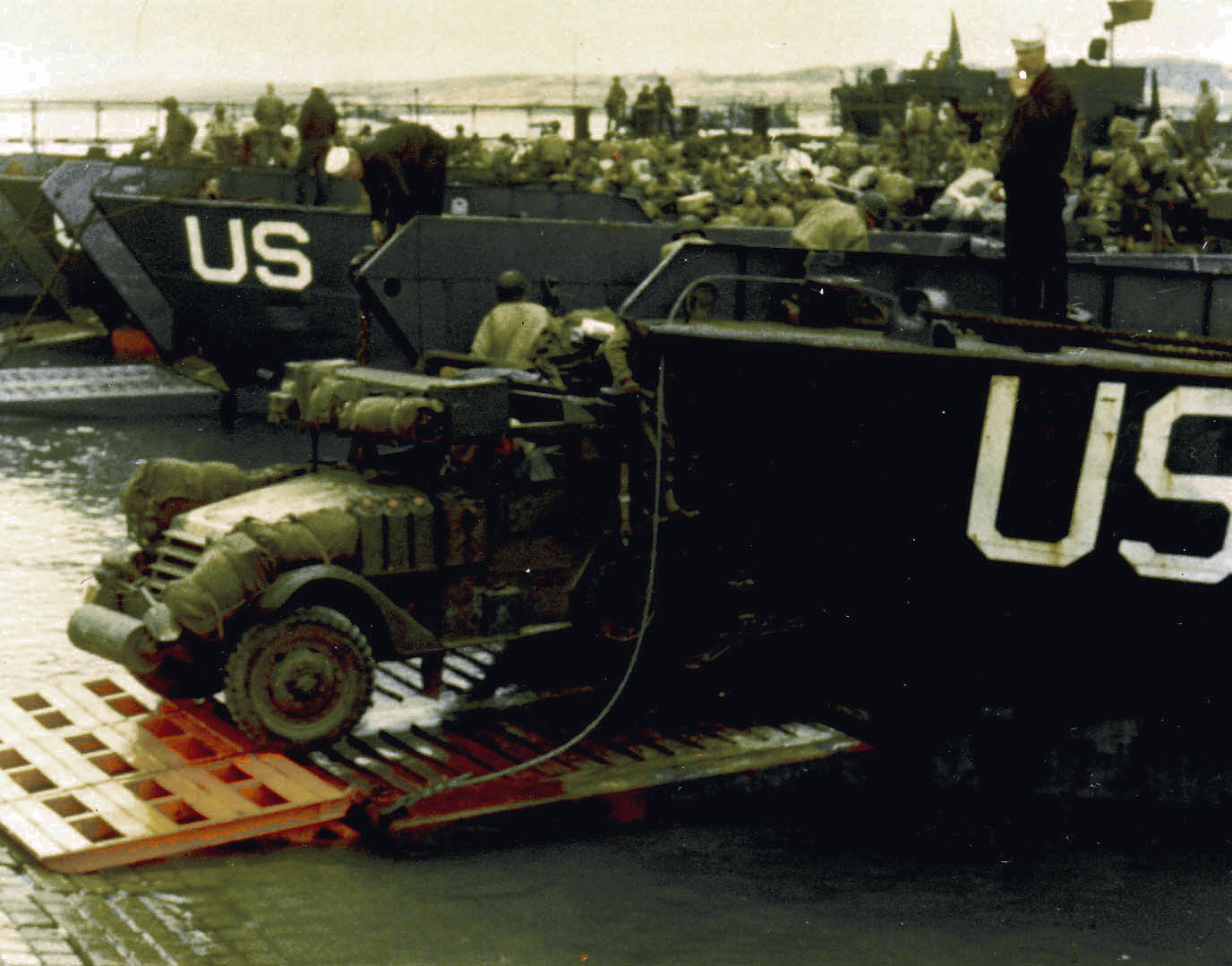
Загрузка бронеавтомобилей ПВО на борт транспортного судна типа LCT в английском порту накануне операции. Июнь 1944

 При этом союзники практически отказались от преждевременного ослабления сил и средств противодесантной обороны противника в настоящем районе высадки; впервые побережья Нормандии подверглось массированному удару авиации только за 9 часов до начала операции, то есть тогда, когда противник уже практически не имел возможности выдвинуть резервы с глубины, даже правильно оценив район высадки. Имея информацию о точном расположении немецких радиолокационных станций в районе высадки, союзники не трогали их до начала операции и только непосредственно перед вторжением вывели большинство из них из строя воздушными ударами. Так, только на побережье от острова Гернси к Остенде было подавлено до 80 % всех радарных установок. За несколько часов до фактического вторжения для отвлечения внимания противника союзники провели две демонстративные высадки десантов (в районах Булони и Сен-Мало), в которых было задействовано большое количество катеров, барж и самолётов. Все меры дезинформации, дезориентации и маскировки в определённой степени дали желаемый результат. Немецкое командование до 6 июня сосредоточило почти всю 15-ю армию, ранее разбросанную по побережью, в район Кале-Булонь. Даже тогда, когда началась высадка в Нормандии, немцы считали, что это масштабная демонстрация, а главнокомандующий немецкими войсками на Западном фронте генерал-фельдмаршал Герд фон Рундштедт долгое время не решался передислоцировать в районы высадки крупные силы для скорейшего разгрома десанта. Более того, только через 10 дней — 16 июня 1944 года Гитлер отдал приказ передислоцировать с Восточного фронта 2-й танковый корпус СС, а также 86-й армейский корпус из Южной Франции и соединения из состава 15-й армии, что прикрывали Па-де-Кале от несуществующей угрозы вторжения американской 1-й группы армий. Однако эти дивизии прибывали ослабленными, без нужного запаса топлива и боеприпасов, дезорганизованными от воздушных ударов союзной авиации и не смогли переломить ситуацию в свою пользу. В результате в первый и решающий день вторжения в районах высадки союзникам удалось добиться огромного преимущества в силах и средствах.

### Планирование перевозки войск и техники морем
Важным вопросом подготовки вторжения в Нормандию была доставка из Англии огромного количества грузов, их распределение по складам и перевозки на плацдарм. На каждого солдата экспедиционных войск приходилось примерно 10 тонн различного снаряжения и, кроме этого, одна тонна дополнительного груза на каждые 30 дней операции. Предметы снаряжения составляли около 1 млн наименований. В основу расчётов и планирования перевозок были положены следующие основные требования: максимальная нагрузка всех средств в первые трое суток десантной операции, чтобы добиться переброски на континент как можно большего количества войск и боевой техники; неукоснительное выполнение графика ежедневных перевозок для осуществления равномерного и быстрого накопления войск на плацдарме. Так, согласно плану, за первые четыре дня до района высадки морского десанта должны были подойти 47 конвоев, затем ежедневно по 15 средних конвоев (около 250 судов), не считая нескольких сотен кораблей охраны и малых десантных средств. При такой интенсивности перевозок в районах плацдармов должны были постоянно находиться 300—400 единиц крупного транспорта.
Командование союзников во время вторжения в Нормандию
| | |                                                      |                                                                          |                                                               |
| Верховный Главнокомандующий Союзными Экспедиционными Силами в Европе генерал Дуайт Дэвид Эйзенхауэр | Заместитель Верховного Главнокомандующего Союзными Экспедиционными Силами в Европе маршал Королевских ВВС Артур Уильям Теддер | Командующий ВМС сил вторжения адмирал Бертрам Рамсей | Командующий ВВС сил вторжения главный маршал авиации Траффорд Ли-Мэллори | Командующий 21-й группой армий фельдмаршал Бернард Монтгомери |

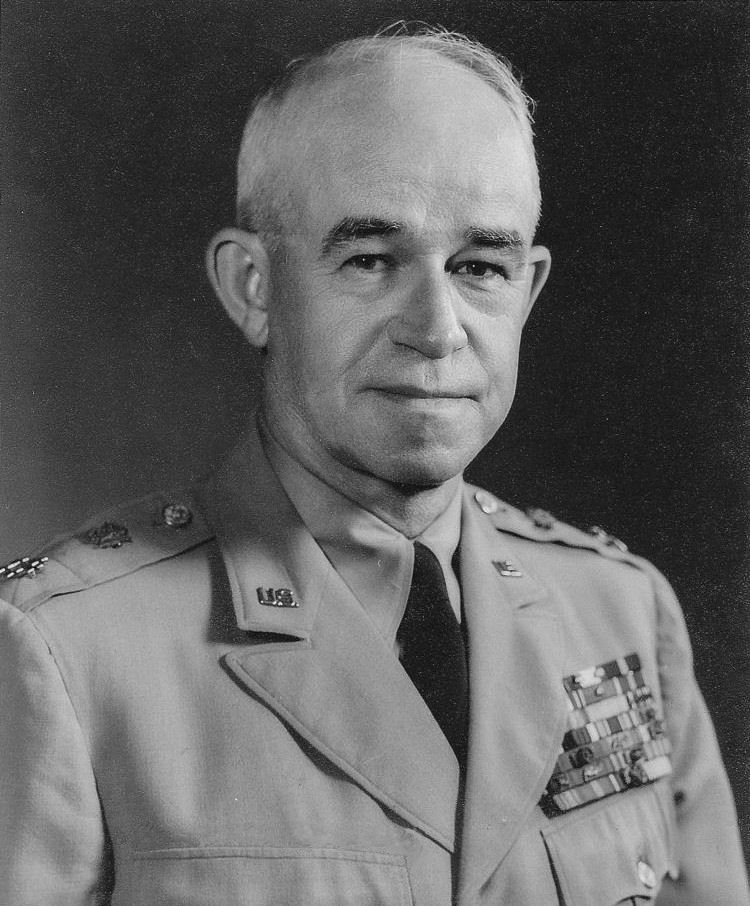
Командующий 1-й американской армией генерал-лейтенант Омар Брэдли
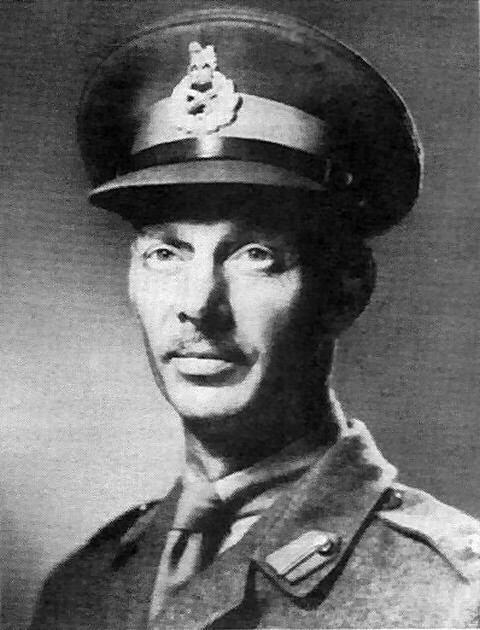
Командующий 2-й британской армией генерал Майлз Демпси[англ.]
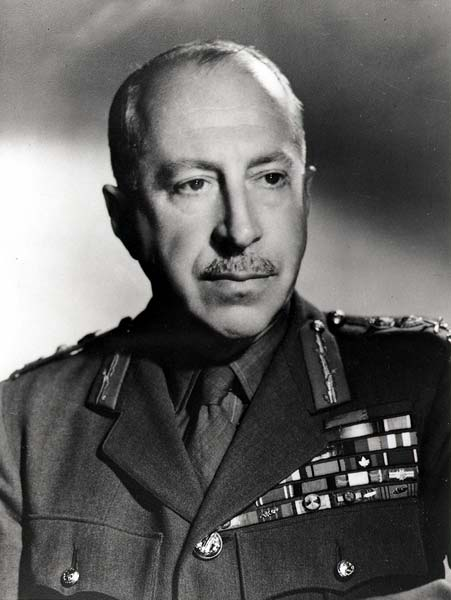
Командующий 1-й канадской армией генерал-лейтенант Харри Крирар
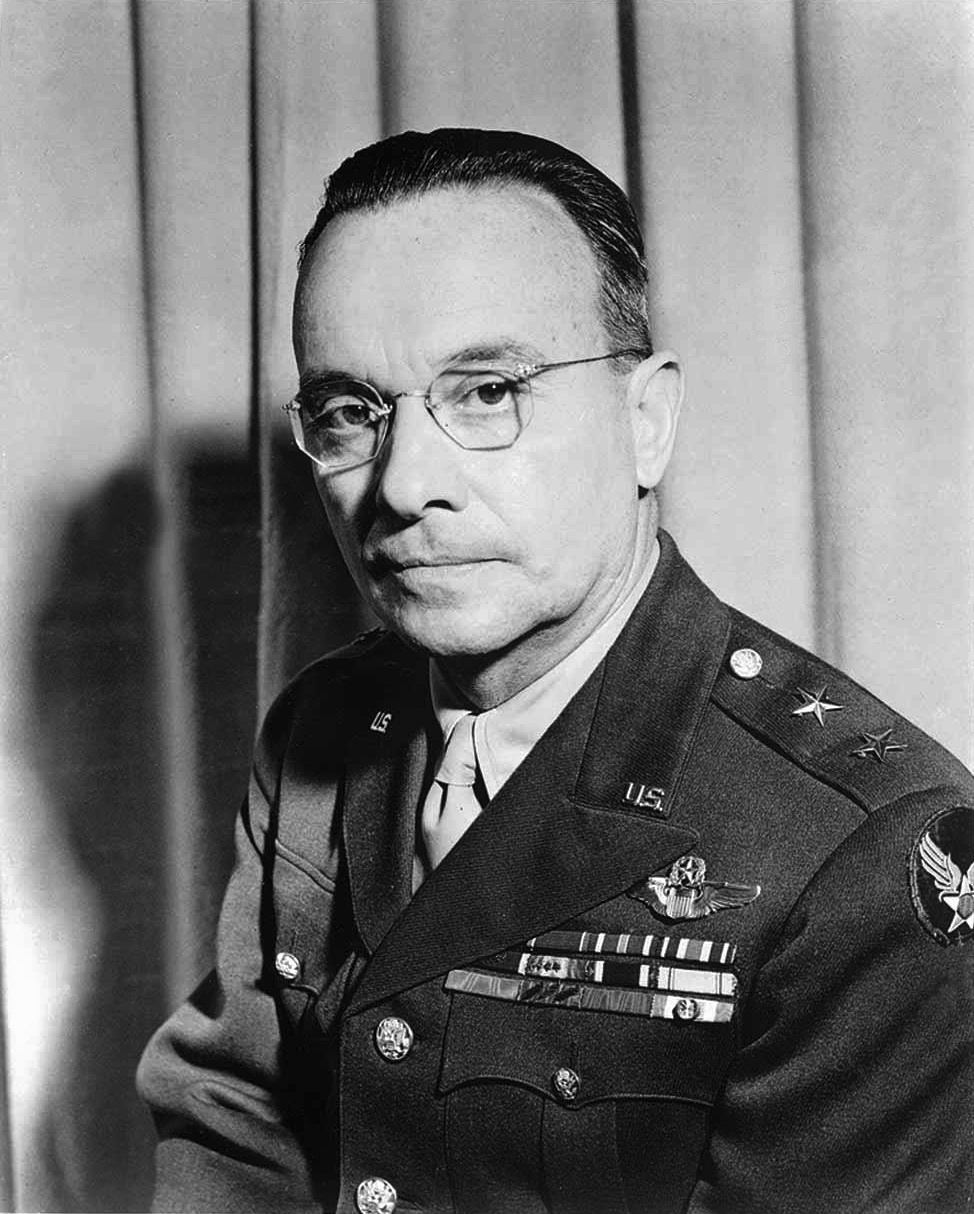
Командующий 9-й американской воздушной армией генерал-майор Льюис Бреретон[англ.]

Командование вермахта во время вторжения союзников в Нормандию

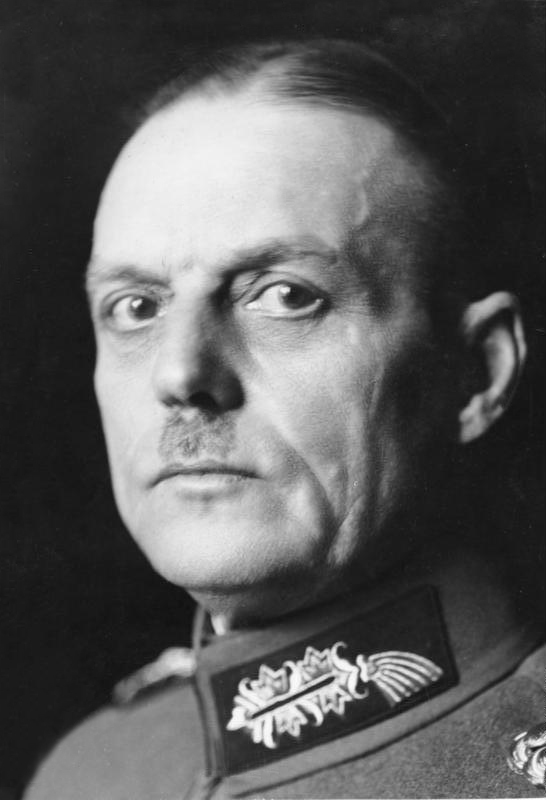
Главнокомандующий войсками вермахта на Западе генерал-фельдмаршал Герд фон Рундштедт
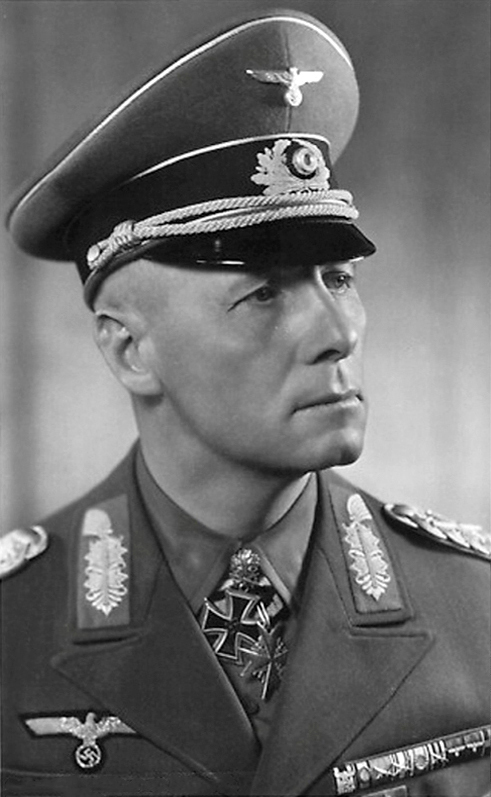
Командующий группой армий «В» генерал-фельдмаршал Эрвин Роммель
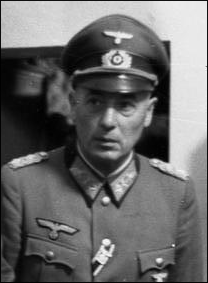
Командующий 7-й армией генерал-полковник Фридрих Долльман
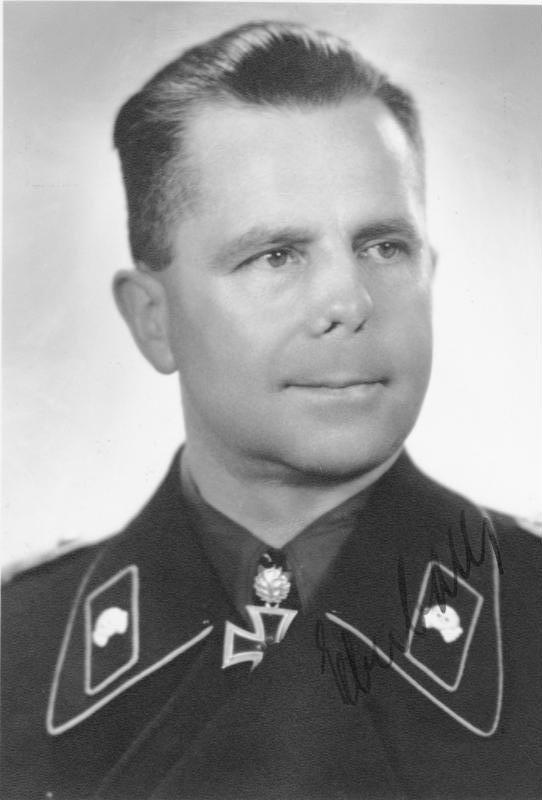
Командующий танковой группой «Запад» генерал танковых войск Генрих Эбербах

## Состав противоборствующих сторон

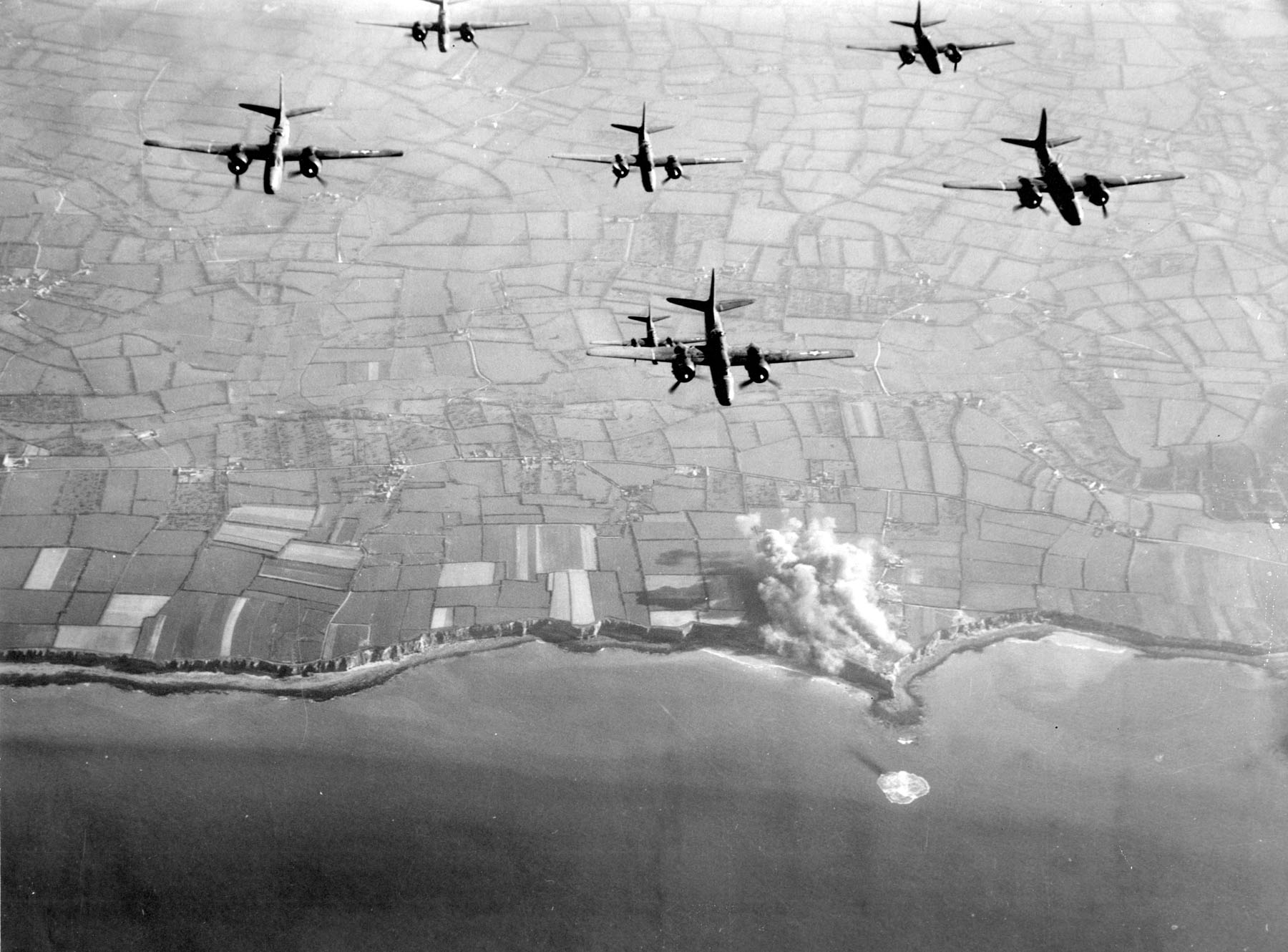
Бомбардировка авиацией артиллерийских береговых батарей на Пуэнт-дю-Ок

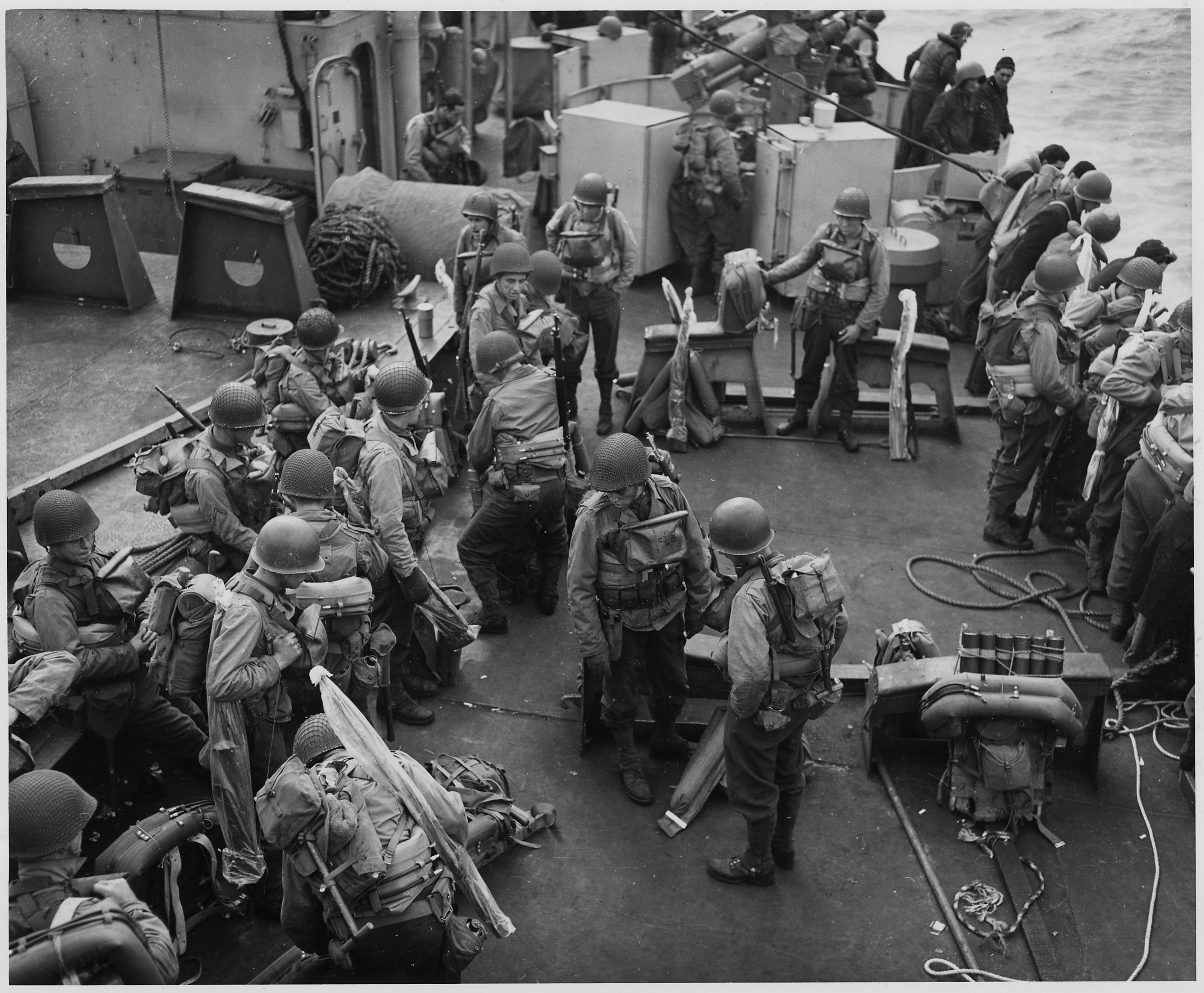
Американские солдаты на борту военно-транспортного судна Береговой охраны США перед началом операции

Для вторжения в Нормандию союзниками была сформирована 21-я группа армий (2-я британская армия, 1-я канадская армия и 1-я американская армия), общей численностью 19 пехотных, 9 бронетанковых 4 воздушно-десантных дивизий, а также одной парашютной, 8 бронетанковых и 3 пехотных бригад. В первый день операции союзники высадили морем на плацдармы пять дивизий и одну бригаду, которые должны были соединиться с воздушным десантом в составе трёх воздушно-десантных дивизий. 

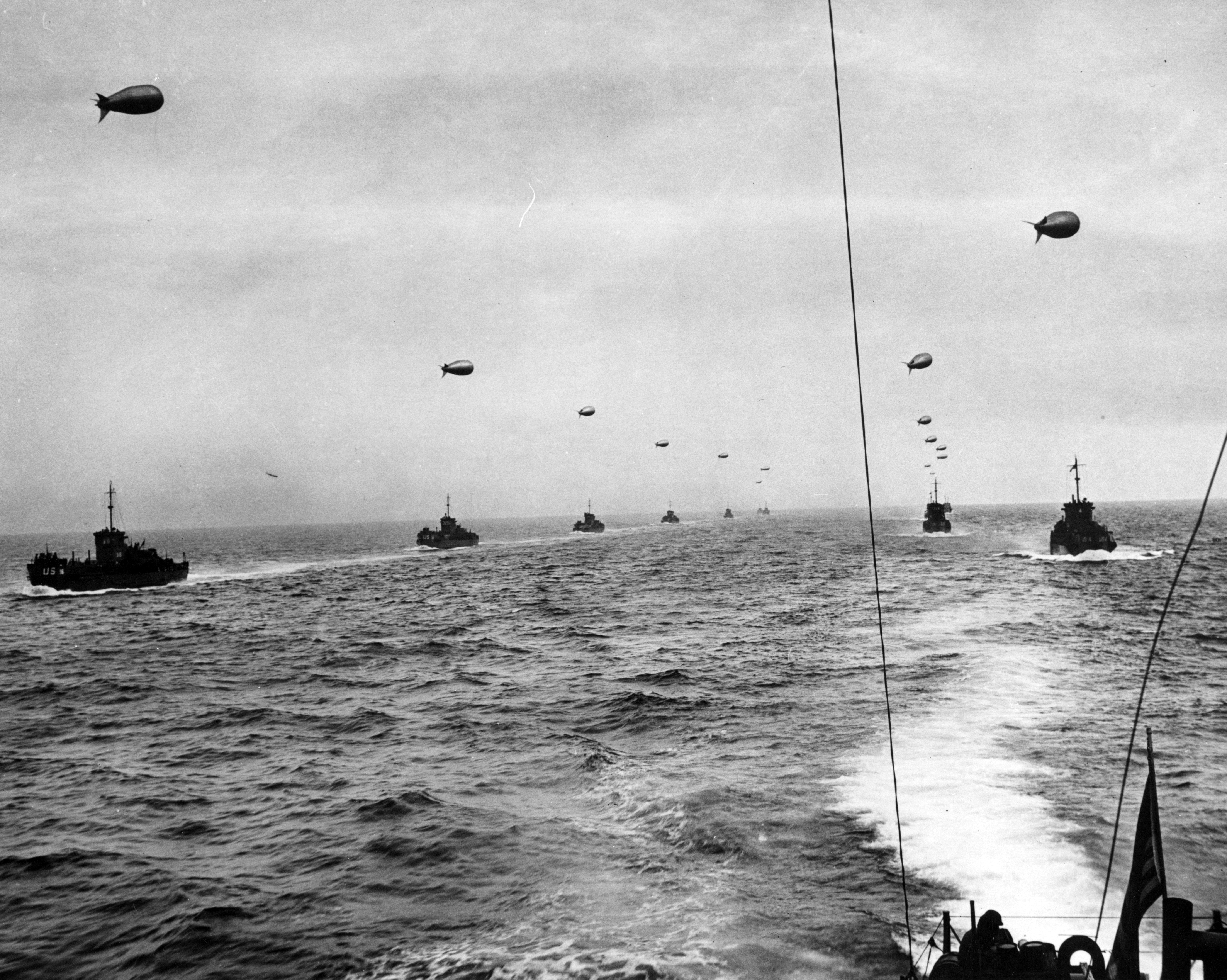
Переход малых десантных кораблей типа LCI(L) через Ла-Манш в направлении Нормандии. К каждому кораблю привязан аэростат ПВО

### Союзные войска

#### Сухопутные войска
21-я группа армий, командующий фельдмаршал Бернард Монтгомери
- 2-я британская армия, командующий генерал Майлз Демпси — осуществляла высадку на 3 плацдарма:
  - 6-я воздушно-десантная дивизия[англ.] (имела в составе канадский парашютно-десантный батальон)[29] — принимала участие в воздушно-десантной операции накануне высадки морского десанта.
  - «Пляж «Сворд»»
    - 1-й британский корпус[англ.] в составе 3-я пехотная дивизия (Великобритания) и 27-я бронетанковая бригада (Великобритания);
    - 1-я бригада специального назначения[англ.];

  - «Джуно»
    - 3-я канадская пехотная дивизия, 2-я танковая бригада;
    - Часть сил 4-й английской бригады специального назначения[англ.][30];

  - «Голд»
    - 30-й британский корпус, в составе: 50-я пехотная дивизия и 8-я бронетанковая бригада;
    - часть сил 4-й английской бригады специального назначения[англ.]

  - 79-я бронетанковая дивизия (оснащена специальной инженерной техникой «Hobart’s Funnies»[прим. 3], действовавшей на плацдармам высадки англо-канадских войск). В целом англо-канадский контингент насчитывал 83 115 военнослужащих (61 715 — британцы)[31].
- 1-я американская армия, командующий генерал-лейтенант Омар Брэдли — осуществляла высадку на 2 плацдарма:
  - «Омаха»
    - 5-й корпус, в составе: 1-я пехотная дивизия и 29-я пехотная дивизия[англ.];
    - 2-й и 5-й батальоны рейнджеров;

  - «Юта[англ.]»
    - 7-й корпус, в составе: 4-я пехотная дивизия и 359-я полковая боевая группа 90-й пехотной дивизии;
    - 101-я воздушно-десантная дивизия и 82-я воздушно-десантная дивизия — принимали участие в воздушно-десантной операции накануне высадки морского десанта. В целом американский контингент насчитывал 73 тыс. военнослужащих[29].

#### Задачи флота
Союзный флот должен был организовать и обеспечить перевозку войск через Ла-Манш, поддержать высадку десанта и дальнейшие действия войск на берегу, обеспечить бесперебойную своевременную доставку в Нормандии подкреплений и снабжения войск.
Кроме этого, союзное командование, принимая во внимание возможность противника ввести в действие свои подводные силы, запланировало помешать передислокации немецких подводных лодок в район высадки десанта и поставить противолодочные заграждения (шириной до 180 миль) на западных подходах к Ла-Манш. Западнее направлений движения десанта в зоне шириной около 100 миль круглосуточно патрулировали корабельные дозоры и самолёты береговой авиации.
Но главной задачей флота оставалась артиллерийская поддержка высадки десанта, которую предполагалось провести в три этапа:
- Подавления стационарных батарей противника и разрушения железобетонных укреплений бронебойными снарядами крупнокалиберной артиллерией боевых кораблей;
- Ослабление миномётных батарей и пулемётных гнёзд и отсечения противника огневой завесой пушками меньшего калибра перед началом высадки (огневую завесу планировали устанавливать сначала по прибрежной полосе, а затем по мере продвижения десанта переносить вглубь обороны противника);
- Артиллерийская поддержка высаженных войск при их продвижении вглубь территории по фронту и с флангов, которая предусматривалась путём постановки огневой завесы на определённой ограниченной площади, а также обстрел отдельных укреплённых пунктов, мест скоплений боевой техники и войск противника, подготовленных к переходу в контратаки.

##### Состав и распределение военно-морских сил[32]
| Зоны высадки:                                                | Побережье Нормандии: юг.-вост. край полуострова Котантен («Юта») и полоса между реками Вир и Орн («Омаха», «Голд», «Джуно» и «Сорд») 21-я группа армий (фельд. Монтгомери) Первый эшелон: 5 пд (по 2 — США и Великобритания, 1 — Канада), Второй эшелон: 1 пд (США); 1 бртд (Великобритания). Всего: 130 тыс. чел. | Побережье Нормандии: юг.-вост. край полуострова Котантен («Юта») и полоса между реками Вир и Орн («Омаха», «Голд», «Джуно» и «Сорд») 21-я группа армий (фельд. Монтгомери) Первый эшелон: 5 пд (по 2 — США и Великобритания, 1 — Канада), Второй эшелон: 1 пд (США); 1 бртд (Великобритания). Всего: 130 тыс. чел. | Побережье Нормандии: юг.-вост. край полуострова Котантен («Юта») и полоса между реками Вир и Орн («Омаха», «Голд», «Джуно» и «Сорд») 21-я группа армий (фельд. Монтгомери) Первый эшелон: 5 пд (по 2 — США и Великобритания, 1 — Канада), Второй эшелон: 1 пд (США); 1 бртд (Великобритания). Всего: 130 тыс. чел. | Побережье Нормандии: юг.-вост. край полуострова Котантен («Юта») и полоса между реками Вир и Орн («Омаха», «Голд», «Джуно» и «Сорд») 21-я группа армий (фельд. Монтгомери) Первый эшелон: 5 пд (по 2 — США и Великобритания, 1 — Канада), Второй эшелон: 1 пд (США); 1 бртд (Великобритания). Всего: 130 тыс. чел. | Побережье Нормандии: юг.-вост. край полуострова Котантен («Юта») и полоса между реками Вир и Орн («Омаха», «Голд», «Джуно» и «Сорд») 21-я группа армий (фельд. Монтгомери) Первый эшелон: 5 пд (по 2 — США и Великобритания, 1 — Канада), Второй эшелон: 1 пд (США); 1 бртд (Великобритания). Всего: 130 тыс. чел. | Побережье Нормандии: юг.-вост. край полуострова Котантен («Юта») и полоса между реками Вир и Орн («Омаха», «Голд», «Джуно» и «Сорд») 21-я группа армий (фельд. Монтгомери) Первый эшелон: 5 пд (по 2 — США и Великобритания, 1 — Канада), Второй эшелон: 1 пд (США); 1 бртд (Великобритания). Всего: 130 тыс. чел. | Побережье Нормандии: юг.-вост. край полуострова Котантен («Юта») и полоса между реками Вир и Орн («Омаха», «Голд», «Джуно» и «Сорд») 21-я группа армий (фельд. Монтгомери) Первый эшелон: 5 пд (по 2 — США и Великобритания, 1 — Канада), Второй эшелон: 1 пд (США); 1 бртд (Великобритания). Всего: 130 тыс. чел. | Побережье Нормандии: юг.-вост. край полуострова Котантен («Юта») и полоса между реками Вир и Орн («Омаха», «Голд», «Джуно» и «Сорд») 21-я группа армий (фельд. Монтгомери) Первый эшелон: 5 пд (по 2 — США и Великобритания, 1 — Канада), Второй эшелон: 1 пд (США); 1 бртд (Великобритания). Всего: 130 тыс. чел. | Побережье Нормандии: юг.-вост. край полуострова Котантен («Юта») и полоса между реками Вир и Орн («Омаха», «Голд», «Джуно» и «Сорд») 21-я группа армий (фельд. Монтгомери) Первый эшелон: 5 пд (по 2 — США и Великобритания, 1 — Канада), Второй эшелон: 1 пд (США); 1 бртд (Великобритания). Всего: 130 тыс. чел. | Побережье Нормандии: юг.-вост. край полуострова Котантен («Юта») и полоса между реками Вир и Орн («Омаха», «Голд», «Джуно» и «Сорд») 21-я группа армий (фельд. Монтгомери) Первый эшелон: 5 пд (по 2 — США и Великобритания, 1 — Канада), Второй эшелон: 1 пд (США); 1 бртд (Великобритания). Всего: 130 тыс. чел. |
| ------------------------------------------------------------ | --- | --- | --- | --- | --- | --- | --- | --- | --- | --- |
| Плацдармы:                                                   | «Юта» | «Юта» | «Омаха» | «Омаха» | «Голд» | «Голд» | «Джуно» | «Джуно» | «Сорд» | «Сорд» |
| Войска и районы сосредоточения:                              | 1-я американская армия (генерал-лейтенант Омар Брэдли) 2-й эшелон: с района Плимут | 1-я американская армия (генерал-лейтенант Омар Брэдли) 2-й эшелон: с района Плимут | 1-я американская армия (генерал-лейтенант Омар Брэдли) 2-й эшелон: с района Плимут | 1-я американская армия (генерал-лейтенант Омар Брэдли) 2-й эшелон: с района Плимут | 2-я английская армия (генерал Майлз Демпси) 2-й эшелон: с района Эссекс | 2-я английская армия (генерал Майлз Демпси) 2-й эшелон: с района Эссекс | 2-я английская армия (генерал Майлз Демпси) 2-й эшелон: с района Эссекс | 2-я английская армия (генерал Майлз Демпси) 2-й эшелон: с района Эссекс | 2-я английская армия (генерал Майлз Демпси) 2-й эшелон: с района Эссекс | 2-я английская армия (генерал Майлз Демпси) 2-й эшелон: с района Эссекс |
| Войска и районы сосредоточения:                              | 7-й корпус США Девон | 7-й корпус США Девон | 5-й корпус Дорсет | 5-й корпус Дорсет | 30-й британский корпус Саутгемптон | 30-й британский корпус Саутгемптон | Канадские части Портсмут | Канадские части Портсмут | 1-й британский корпус Нью-Гейвен | 1-й британский корпус Нью-Гейвен |
| Оперативная группа ВМС                                       | Западная оперативная группа ВМС контр-адмирал Алан Кирк | Западная оперативная группа ВМС контр-адмирал Алан Кирк | Западная оперативная группа ВМС контр-адмирал Алан Кирк | Западная оперативная группа ВМС контр-адмирал Алан Кирк | Восточная оперативная группа ВМС контр-адмирал Филип Виан | Восточная оперативная группа ВМС контр-адмирал Филип Виан | Восточная оперативная группа ВМС контр-адмирал Филип Виан | Восточная оперативная группа ВМС контр-адмирал Филип Виан | Восточная оперативная группа ВМС контр-адмирал Филип Виан | Восточная оперативная группа ВМС контр-адмирал Филип Виан |
| Состав сил флота                                             | | | | | | | | | | |
| Линкоры / (монитор)                                          | 3 («Арканзас») («Техас») («Невада») | 3 («Арканзас») («Техас») («Невада») | 3 («Арканзас») («Техас») («Невада») | 3 («Арканзас») («Техас») («Невада») | 2 («Рамиллес») («Уорспайт») /1 («Робертс») | 2 («Рамиллес») («Уорспайт») /1 («Робертс») | 2 («Рамиллес») («Уорспайт») /1 («Робертс») | 2 («Рамиллес») («Уорспайт») /1 («Робертс») | 2 («Рамиллес») («Уорспайт») /1 («Робертс») | 2 («Рамиллес») («Уорспайт») /1 («Робертс») |
| Крейсеры                                                     | 10 (5 — Королевские ВМС, 3 — ВМС США, 2 — Французские ВМС) | 10 (5 — Королевские ВМС, 3 — ВМС США, 2 — Французские ВМС) | 10 (5 — Королевские ВМС, 3 — ВМС США, 2 — Французские ВМС) | 10 (5 — Королевские ВМС, 3 — ВМС США, 2 — Французские ВМС) | 13 (12 — Королевские ВМС, 1 — остальные) | 13 (12 — Королевские ВМС, 1 — остальные) | 13 (12 — Королевские ВМС, 1 — остальные) | 13 (12 — Королевские ВМС, 1 — остальные) | 13 (12 — Королевские ВМС, 1 — остальные) | 13 (12 — Королевские ВМС, 1 — остальные) |
| Эсминцы и миноносцы                                          | 51 (11 — Королевские ВМС, 36 — ВМС США, 4 — Французские ВМС) | 51 (11 — Королевские ВМС, 36 — ВМС США, 4 — Французские ВМС) | 51 (11 — Королевские ВМС, 36 — ВМС США, 4 — Французские ВМС) | 51 (11 — Королевские ВМС, 36 — ВМС США, 4 — Французские ВМС) | 84 (74 — Королевские ВМС, 3 — Французские ВМС, 7 — остальные) | 84 (74 — Королевские ВМС, 3 — Французские ВМС, 7 — остальные) | 84 (74 — Королевские ВМС, 3 — Французские ВМС, 7 — остальные) | 84 (74 — Королевские ВМС, 3 — Французские ВМС, 7 — остальные) | 84 (74 — Королевские ВМС, 3 — Французские ВМС, 7 — остальные) | 84 (74 — Королевские ВМС, 3 — Французские ВМС, 7 — остальные) |
| Другие боевые корабли                                        | 260 (135 — Королевские ВМС, 124 — ВМС США, 1 — остальные) | 260 (135 — Королевские ВМС, 124 — ВМС США, 1 — остальные) | 260 (135 — Королевские ВМС, 124 — ВМС США, 1 — остальные) | 260 (135 — Королевские ВМС, 124 — ВМС США, 1 — остальные) | 248 (217 — Королевские ВМС, 30 — ВМС США, 1 — остальные) | 248 (217 — Королевские ВМС, 30 — ВМС США, 1 — остальные) | 248 (217 — Королевские ВМС, 30 — ВМС США, 1 — остальные) | 248 (217 — Королевские ВМС, 30 — ВМС США, 1 — остальные) | 248 (217 — Королевские ВМС, 30 — ВМС США, 1 — остальные) | 248 (217 — Королевские ВМС, 30 — ВМС США, 1 — остальные) |
| Боевые корабли (в целом):                                    | 324 (151 — Королевские ВМС, 166 — ВМС США, 6 — Французские ВМС, 1 — остальные) | 324 (151 — Королевские ВМС, 166 — ВМС США, 6 — Французские ВМС, 1 — остальные) | 324 (151 — Королевские ВМС, 166 — ВМС США, 6 — Французские ВМС, 1 — остальные) | 324 (151 — Королевские ВМС, 166 — ВМС США, 6 — Французские ВМС, 1 — остальные) | 348 (306 — Королевские ВМС, 30 — ВМС США, 3 — Французские ВМС, 9 — остальные) | 348 (306 — Королевские ВМС, 30 — ВМС США, 3 — Французские ВМС, 9 — остальные) | 348 (306 — Королевские ВМС, 30 — ВМС США, 3 — Французские ВМС, 9 — остальные) | 348 (306 — Королевские ВМС, 30 — ВМС США, 3 — Французские ВМС, 9 — остальные) | 348 (306 — Королевские ВМС, 30 — ВМС США, 3 — Французские ВМС, 9 — остальные) | 348 (306 — Королевские ВМС, 30 — ВМС США, 3 — Французские ВМС, 9 — остальные) |
| Транспортно-десантные корабли                                | 644 (147 — Королевские ВМС, 497 — ВМС США) | 644 (147 — Королевские ВМС, 497 — ВМС США) | 644 (147 — Королевские ВМС, 497 — ВМС США) | 644 (147 — Королевские ВМС, 497 — ВМС США) | 955 (893 — Королевские ВМС, 62 — ВМС США) | 955 (893 — Королевские ВМС, 62 — ВМС США) | 955 (893 — Королевские ВМС, 62 — ВМС США) | 955 (893 — Королевские ВМС, 62 — ВМС США) | 955 (893 — Королевские ВМС, 62 — ВМС США) | 955 (893 — Королевские ВМС, 62 — ВМС США) |
| Десантно-высадочные средства, катера и др.                   | 220 | 220 | 220 | 220 | 316 | 316 | 316 | 316 | 316 | 316 |
| Всего боевых и транспортных кораблей                         | 1188 | 1188 | 1188 | 1188 | 1619 | 1619 | 1619 | 1619 | 1619 | 1619 |
| В общем:                                                     | 2807 | 2807 | 2807 | 2807 | 2807 | 2807 | 2807 | 2807 | 2807 | 2807 |
| Дополнительно: малые десантно-высадочные лодки, катера и др. | 836 | 836 | 836 | 836 | 1155 | 1155 | 1155 | 1155 | 1155 | 1155 |

Примечание: В состав морского десанта входило 672 боевых корабля для конвоя, артиллерийской поддержки высадки войск, блокирование подходов вражеских кораблей и т. д.; также 4126 больших и малых десантно-транспортных средств. Всего: 4798 судов.
Дополнительно к проведению операции «Нептун» привлекались:
1. Резерв: 1 линкор, 118 эсминцев и миноносцев (108 британских, 4 американские, 1 французский и 5 из состава ВМС других стран); 364 кораблей других типов (340 британских, 5 французских и 16 — из состава ВМС других стран);
2. Эскортная группа: 3 британских эскортных авианосца и 55 миноносцев и вспомогательных кораблей.
3. Торговый флот — лайнеры, танкеры, буксир и т. п., для всестороннего обеспечения десанта.
4. Подвижная система морской прокладки трубопроводов снабжения горючим и топливом «PLUTO» (англ. Pipeline Under The Ocean).
5. 2 британских комплекса искусственных портов «Малберри» и 5 искусственных волнорезов «Гузберри» для защиты портов, в том числе:
* 400 сборных секций для «Малберри» общим весом 1,5 млн тонн;
* 160 буксиров;
 * 59 старых кораблей для затопления (создание «Гузберри»). Возведение портов закончено к 10 июня 1944 года. 
Всего флот союзников включал в себя: 6939 кораблей различного назначения (1213 — боевых, 4126 — транспортных, 736 — вспомогательных и 864 — торговых судна).

#### Задача авиации
Применение англо-американских военно-воздушных сил планировалось провести в два основных этапа. Общей целью первого этапа была задержка развёртывания наземных войск противника. Ещё с конца марта 1944 года авиация союзников разрушила коммуникации и дезорганизовала снабжение немецких войск во Франции и Бельгии в радиусе 160—480 км от выбранного района высадки десанта. Удары наносились по 80 важнейшим объектам, главным образом по паровозным депо, ремонтным мастерским, узловым станциям. За 22 тыс. самолёто-вылетов было сброшено 66 тыс. тонн бомб. Удары союзной авиации по железнодорожным коммуникациям и мостам должны были помешать гитлеровцам подтянуть их войска на запад от Сены и к северу от Луары, то есть изолировать плацдарм в районе высадки. И если раньше число немецких воинских эшелонов, направлявшихся во Францию, превышало 100 в сутки, то к концу апреля оно снизилось в среднем до 48, а к концу мая — до 25 в сутки.
За три недели до начала операции авиабазы и аэродромы противника в радиусе 250 км от района высадки подверглись усиленной бомбардировке. Было осуществлено 4 тыс. самолёто-вылетов, сброшено 6,7 тыс. тонн бомб, подавлено 34 объекта.
Следующей задачей первого этапа определялось подавление и уничтожение вражеских береговых оборонительных объектов в Нормандии и в целом на северном побережье Франции. Удары на широком фронте имели целью ввести противника в заблуждение относительно истинного района высадки. Налёты на эти объекты выполнялись в течение нескольких недель до начала высадки. Всего было сброшено более 14 тыс. тонн бомб.
Задачи второго этапа были уже непосредственно связаны с проведением десантной операции. Важнейшими из них были: разгром немецкой авиации на аэродромах и в воздухе до начала боёв на суше, прикрытие десантных отрядов и боевых кораблей на переходе морем и в местах якорных стоянок, нейтрализация радарных установок системы ПВО противника.
Для выполнения этих задач выделялась 171 эскадрилья истребителей, из них 54 — для прикрытия районов высадки, 15 — для прикрытия кораблей и морских перевозок, 36 — для непосредственной поддержки сухопутных войск, 33 — для действий против авиации противника, 33 — оставались в резерве. Наконец, серьёзным испытанием для военной авиации стала задача высадки воздушных десантов в составе 3 воздушно-десантных дивизий, а также специальных отрядов для активизации Движения Сопротивления во Франции. Всего в Нормандской операции участвовало 11 тысяч боевых и 2395 транспортных самолётов, 867 планёров.

### Вермахт

#### Вооружённые силы Германии в зоне высадки морского и воздушного десантов

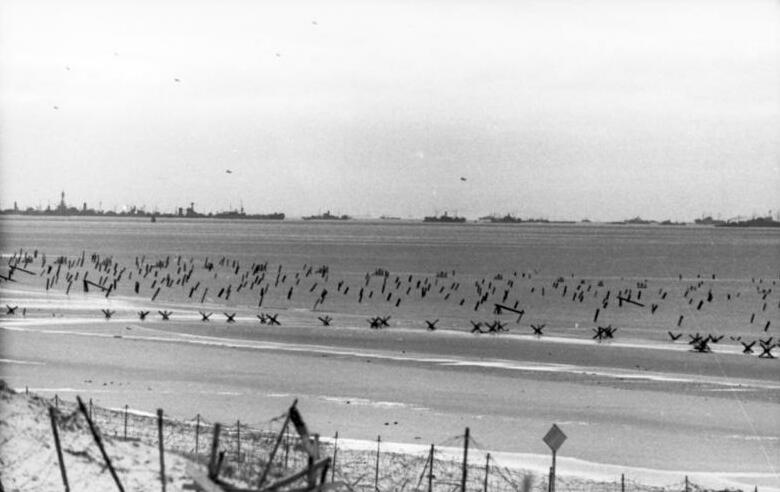
Немецкие противодесантные сооружения на северном побережье Франции

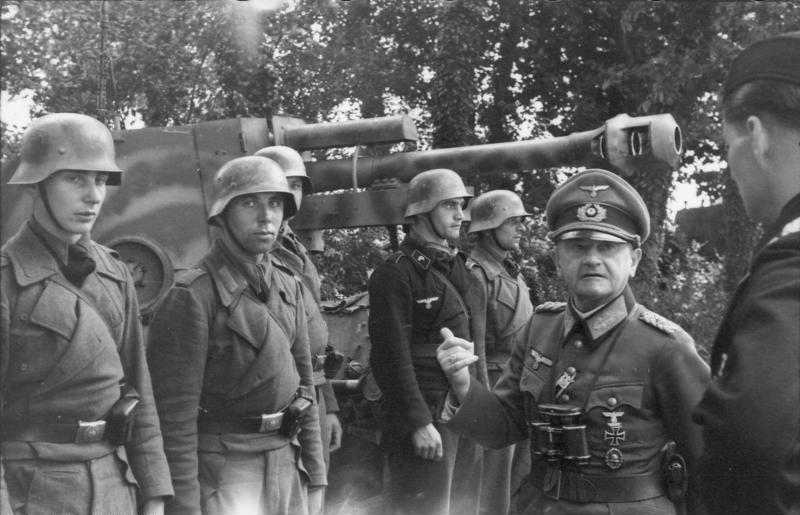
Генерал-фельдмаршал Э. Роммель инспектирует подразделения 21-й танковой дивизии. Атлантический вал, 30 мая 1944

Весной 1944 года вооружённые силы Третьего рейха достигли пика своего могущества. Так, на начало лета 157 дивизий вели боевые действия на территории Советского Союза, 6 — находилось в Финляндии, 12 — в Норвегии, 6 — в Дании, 9 — на территории Германии, 21 — Балканах, 26 — Италии и 59 — Франции, Бельгии и Нидерландах.
Территорию северной Франции и Бельгии обороняла группа армий «B» (командующий — генерал-фельдмаршал Эрвин Роммель) в составе двух полевых армий (7-я армия — генерал-полковника Фридриха Долльмана, 15-я — генерал-полковника Ганса фон Зальмута) и отдельного 88-го армейского корпуса. В составе войск вермахта находились также «восточные части» из граждан СССР и казаков.
7-я полевая армия, которая дислоцировалась в Нормандии и Бретани, имела в своём составе 9 пехотных и танковую дивизии. Мощнейшая и боеспособная 15-я армия, которая имела в своём составе 5 армейских корпусов, 1 танковую и 5 пехотных дивизий, была развёрнута севернее от района высадки с задачей прикрытия от вторжения наиболее угрожающего, по мнению немецкого командования, участка между Каном и бельгийско-нидерландским рубежом. Остальные войска Западного направления вермахта находились на юге Франции, где прикрывали средиземноморское побережье.
Непосредственно в районе высадки морского десанта союзных войск основными силами береговой обороны были следующие соединения:
- 716-я пехотная дивизия[англ.] — боевое задание было удерживать восточный фланг зоны высадки, в районах английских и канадского плацдармов. Вместе с 709-й дивизией, это формирование укомплектовывалось за счёт приписного состава, который по многим причинам, в основном по медицинским противопоказаниям, не был пригоден для отправки на Восточный фронт. Многие из солдат имели не немецкое происхождение, в большинстве своём это были граждане оккупированных стран, в том числе и призванные принудительно. В состав дивизии входили, так называемые «Восточные батальоны», подразделения, сформированные из числа бывших военнопленных советских солдат, добровольно перешедших на сторону противника или вынужденных пойти на это, чтобы не умереть от голода в лагерях — так называемые Хиви.
- 709-я пехотная дивизия — обороняла восточный край зоны высадки, включая плацдарм «Юта». Имела в своём составе в том числе и «Восточные батальоны».
- 352-я пехотная дивизия[англ.] — качественно обученная и укомплектованная дивизия, в основном сформирована из военнослужащих, что получили достаточный боевой опыт в ходе боевых действий на Восточном фронте. Занимала оборону между Байо и Карантаном. В зоне её ответственности был плацдарм «Омаха».
- 91-я авиадивизия — достаточно натренированная и подготовленная лёгкая пехотная дивизия Люфтваффе. Дислоцировалась на полуострове Котантен, непосредственно в зоне высадки американского воздушного десанта. Дополнительно в состав дивизии входил 6-й парашютный полк из состава 2-й парашютной дивизии. Вблизи района проведения операции также дислоцировались:
- 243-я пехотная дивизия, которая защищала западный берег полуострова Котантен;
- 711-я пехотная дивизия
- 30-я мобильная пехотная бригада (на велосипедах).
- 101-й отдельный танковый батальон (укомплектован устаревшими трофейными французскими танками)

В дополнение к двум группам армий, которые были развёрнуты на территории Франции, командование войсками вермахта на Западном фронте имело довольно мощный резерв — танковую группу «Запад».
Однако по вопросу о применении танковых частей в случае высадки союзного десанта, среди немецкого командования возникли противоречия. Гитлер личным решением выделил Роммелю три танковые дивизии из состава группы для отражения вероятного вторжения англо-американских войск в Северо-Западной Франции. Остальные дивизии танковой группы были рассредоточены на огромной площади от Голландии до юга Франции и не могли принять существенного участия в отражении нападения. Так, в предполагаемой зоне высадки оказалась лишь 21-я танковая дивизия, которая играла главную ударную роль в группировке войск, защищавших север Нормандии.

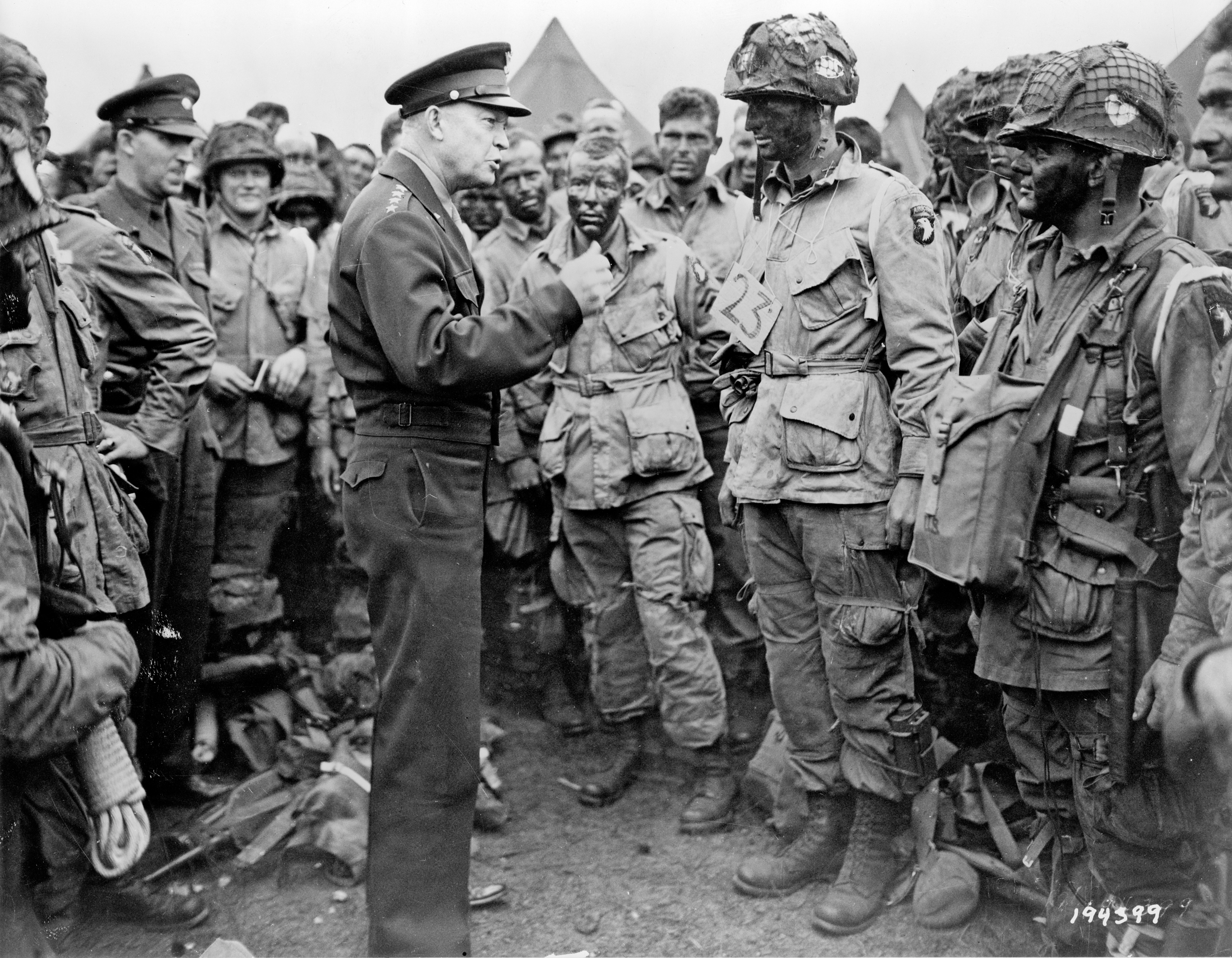
Верховный Главнокомандующий союзными войсками в Европе генерал Эйзенхауэр ведёт беседу с десантниками роты «Е» 502-й парашютно-десантный полк перед началом воздушно-десантной операции в Нормандии. 5 июня 1944 года

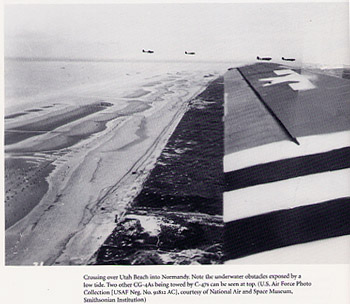
Американские самолёты пересекают береговую линию над плацдармом «Юта»

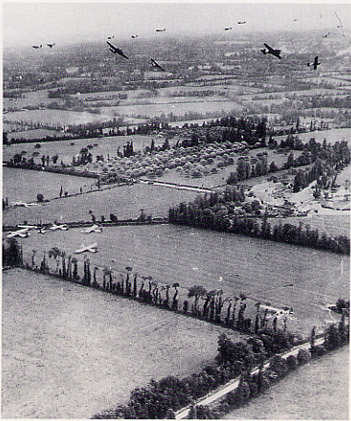
Высадка американского десанта с планёров Waco CG-4 и «Horsa»

#### Система фортификационных сооружений
Главной линией обороны атлантического побережья оставалось море и, конечно же, Ла-Манш, существование которого неоднократно убеждало на исторических примерах, что преодолеть данную водную преграду значительными силами практически невозможно. Непобедимая армада, планы Наполеона по вторжению на Британские острова, да и собственный крах операции «Морской лев» наглядно доказывали командованию вермахта, что «Канал» — главное препятствие для вторжения союзников в континентальной Европе.
23 марта 1942 года Гитлер подписал директиву № 40, в которой приказал начать сооружение «Атлантического вала» — гигантского комплекса фортификационных сооружений, протянувшегося на тысячи километров огромной дугой от северного побережья Норвегии до границы с Испанией. Гитлер считал, что Германия обязательно должна подготовить крепкую, непреодолимую оборону по всей береговой линии. Он соглашался с тем, что союзники имеют преимущество в военной авиации и особенно в военно-морских силах, поэтому немцы могут противостоять этому лишь за счёт устройства прочных фортификационных сооружений. «Атлантический вал» должен включать 1 тыс. опорных пунктов, которые будут оборонять 300 тыс. солдат.
Основная концентрация усилий по строительству «Атлантического вала» сосредотачивалась на кратчайших дистанциях островов Великобритании. Полоса ответственности 15-й армии между дельтами Сене и голландской Шельды считалась самой перспективной с точки зрения противника. Именно здесь все составляющие удачной операции могли привести к триумфальному прорыву оборонительных позиций «Атлантического вала», выходу войск союзников на оперативный простор и созданию угрозы Рурскому региону. Более того, в случае стратегического успеха немецкие войска южнее полосы прорыва окажутся отрезанными от основных сил и баз снабжения. Такой вывод в свою очередь привёл к тому, что немецкое командование рассматривало Па-де-Кале как самый опасный сектор, и другие разведданные о намерениях союзников попросту не воспринимались серьёзно.
Оборона на этом участке побережья опиралась на мощные укрепления в районах военно-морских баз и Кале-Булонь, где глубина противодесантной обороны достигала 20 км от береговой линии. Система оборонительных сооружений состояла из дотов, дзотов, противотанковых препятствий, инженерных заграждений в воде в виде металлических и железобетонных надолбов. Между полной и малой водой прикрывали побережье бетонированные пирамиды, тяжёлые деревянные плоты длиной около 3 м, толстые 2,5-3 м стойки, оборудованные минами или снарядами, которые действовали по принципу контактных мин. Берег был усеян сваренными из железнодорожных рельсов или гнутых стальных прутьев конструкциями, часть которых содержала взрывчатое вещество. Вдоль всего побережья были подготовлены эшелонированные огневые рубежи для артиллерийских систем различного калибра. Некоторые немецкие батареи, особенно в Гавре и на полуострове Котантен, были укрыты в железобетонных блоках, толщина которых в отдельных случаях достигала 3—3,5 м. Они имели возможность простреливать подходы с моря к Сенской бухте с востока и запада. Кстати, на начало лета 1944 года немцами на этом направлении в 45—50 км от берега были построены пусковые площадки реактивных снарядов «Фау-1» и «Фау-2».
Но при всём этом береговые оборонительные сооружения так называемого «Атлантического вала» на самом деле были значительно меньшей силой, чем того хотела изобразить гитлеровская пропаганда. Начальник генерального штаба сухопутных войск вермахта генерал-полковник Гальдер писал:
Германия не имела никаких оборонительных средств против десантного флота, который был в распоряжении союзников и действовал под прикрытием авиации, которая полностью и бесспорно господствовала в воздухе".

В других районах, в том числе и в самой Сенской бухте, готовность объектов противодесантной обороны была значительно слабее. Вдоль 80-километрового фронта запланированных плацдармов высадки самыми прочными батареями были: одна четырёхпушечная береговая батарея калибра 150-мм, две шестипушечные артиллерийские батареи 150-мм калибра и одна четырёхпушечная батарея 122-мм калибра, всего 20 орудий калибром свыше 120 мм.

#### Вермахт перед началом вторжения
В замысле противодесантной операции по отражению высадки морского десанта противника немецкое командование ставило своей целью, опираясь на систему фортификационных сооружений вдоль побережья, активными действиями сковать высаженные союзные войска на плацдарме до подхода своих оперативных резервов, после чего приступить к методичному уничтожению войск противника, высадившихся на берег. Стратегические резервы предназначались для борьбы с союзническими войсками на крайний случай, если они не будут уничтожены основными силами вермахта на берегу и осуществят попытку начать наступление с захваченного плацдарма.
Несмотря на все меры, предпринимаемые союзниками, чтобы скрыть подготовку вторжения, и активные действия по дезинформации и маскировке, в целом гитлеровское командование всё же владело информацией о готовящейся операции. Однако немецкая стратегическая разведка не была способна точно установить районы высадки и располагала противоречивыми разведданными.
Ещё с 25 мая 1944 года из-за больших потерь разведывательной авиации, действовавшей над территорией Англии, воздушная разведка английских южных баз и портов была вообще прекращена, за подходами к ним наблюдали лишь торпедные катера, базировавшиеся в Гавре и Шербуре. А 4 июня немецкое командование, считая угрозу вторжения в ближайшее время из-за плохих погодных условий практически нереальной, прекратило разведывательные выходы и торпедных катеров.
В начале июня немцы чувствовали себя достаточно уверенно и спокойно в сложных погодных условиях. Непогода была им только на руку, и они были убеждены, что при такой погоде вторжение просто невозможно. Войска в основном оставались в своих пунктах постоянной дислокации, много представителей командования разъехались по домам. Даже командующий войсками группы армий «B» Роммель взял несколько дней выходных, чтобы отпраздновать день рождения своей жены.
В ночь на 6 июня в воздухе над Ла-Маншем не появился ни один немецкий разведывательный самолёт. В то время как десятки командиров дивизий, полков и батальонов, дислоцировавшихся в Нормандии, отсутствовали в своих подразделениях и частях, союзники неожиданно начали вторжение. Итак, вторжение вообще не было для немцев неожиданным, но высадка именно в Нормандии оказалась и неожиданной, и внезапной.

## Развёртывание и выдвижение сил десанта
В конце мая 1944 года сосредоточение союзнических сил вторжения в исходных районах было завершено. К 3 июня закончилась загрузка техники и посадка войск на суда.
6 июня, по прогнозам военных метеорологов, ожидалось кратковременное улучшение погодных условий над Нормандией, после чего должна была снова наступить плохая погода. Дальнейшее откладывание операции могло повлечь задержку её на две-три недели, что совершенно исключалось, поскольку 150 тысяч солдат первого эшелона десанта были уже посажены на суда, 11 тысяч самолётов находились в готовности к вылету, а 35 дивизий и 4 тысяч судов — в ожидании отправки в Нормандию. И самое главное — десантные отряды, которые готовились к походу в портах восточного и западного побережья Англии, некоторые суда, предназначенные для затопления в районе гаваней «Гузберри», буксиры, что тянули части искусственных сооружений для гаваней «Малберри», несколько флотилий тральщиков уже находились в море и из-за переноса срока получили бы приказ повернуть назад или изменить курсы, потому что иначе в контрольном районе образовалось бы скопление судов.
За сутки до высадки 10 флотилий в составе 150 тральщиков начали траление 10 фарватеров, в которых двинулись десантные отряды и отряды кораблей артиллерийской поддержки.
Десантные отряды вышли в море утром 5 июня и до наступления темноты достигли контрольного района, откуда переход продолжался уже в тёмное время суток без прикрытия истребительной авиации. Переход морем осуществлялся пятью колоннами (по числу плацдармов) в условиях полного радиомолчания, использование средств связи запрещалось даже в случае повреждения или гибели корабля. Выдвижение гигантского количества военных кораблей проводилось почти при полном отсутствии какого-либо противодействия со стороны противника.

5 июня в 22 часа 35 минут, когда морской десант ещё осуществлял переход морем, авиация союзников начала наносить массированные удары по районам высадки. Всего было нанесено шесть ударов — 2,2 тыс. самолёто-вылетов, сброшено более 7 тыс. тонн бомб. 

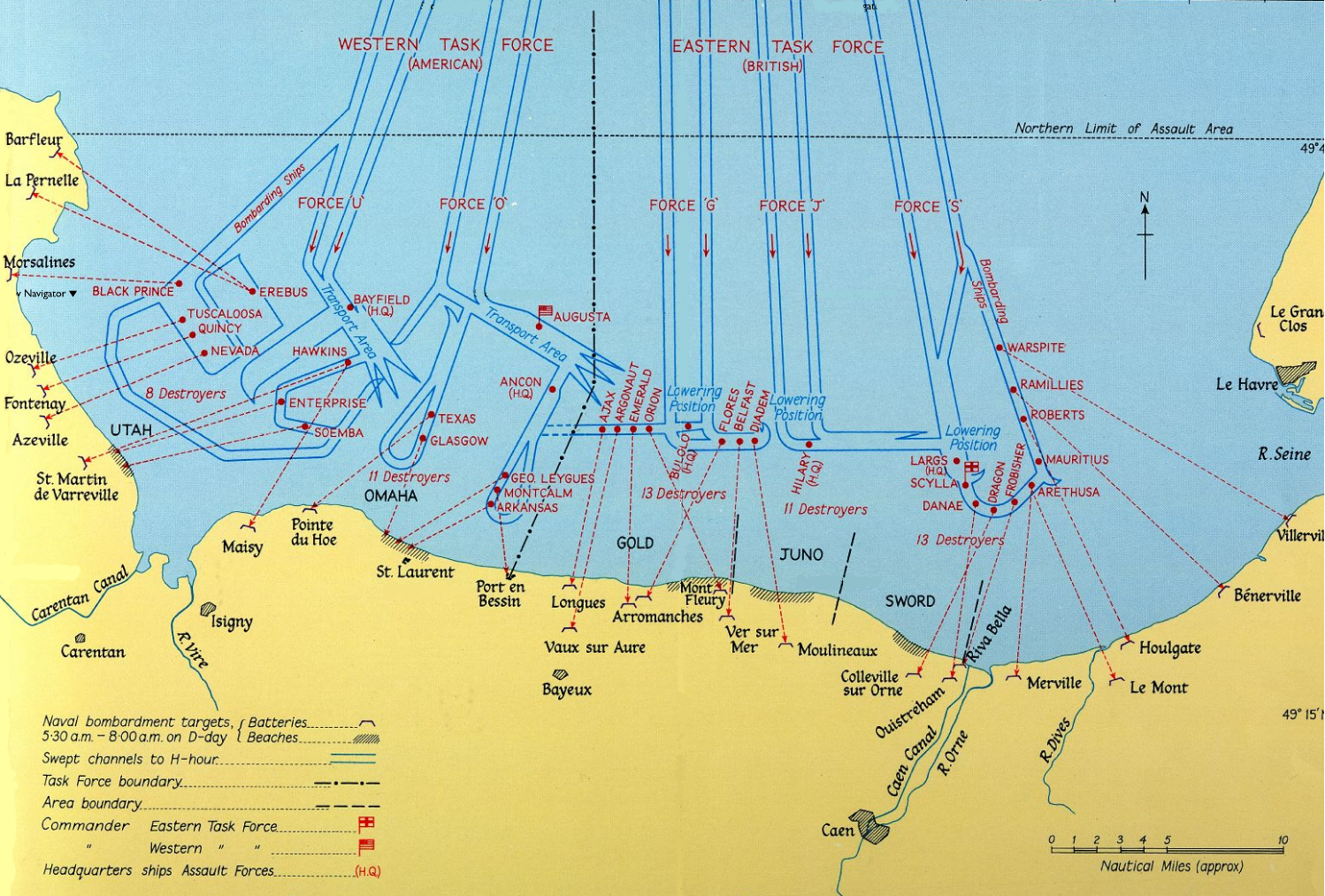
Схема артиллерийской поддержки высадки морского десанта боевыми кораблями союзников на побережье Нормандии. 6 июня 1944

## Ход операции

### Высадка воздушного десанта
Одним из ключевых условий успешной высадки главных сил десанта на побережье Нормандии стало создание безопасной буферной зоны, или своеобразного предполья, которое позволило бы морскому десанту в первую очередь выиграть время и закрепиться на захваченных плацдармах. Далее на первый эшелон возлагалась ответственная задача — любой ценой обеспечить первичное наращивание и сосредоточение сил, которые будут способны к дальнейшему выполнению главной задачи операции — прорыва в глубину полуострова.

Но в первые часы после высадки силы союзников были особенно уязвимы для контратак противника, которые попытаются сбросить десант в море. Чтобы исключить или хотя бы затормозить организованную контратаку немецких войск в этот критический период, на союзнические воздушно-десантные войска была возложена важная задача — максимально привлечь на себя внимание противника активными действиями во вражеском тылу, захватывая или выводя из строя ключевые объекты — мосты, узлы дорог, артиллерийские позиции, господствующие высоты и т. д., дезорганизовать систему управления войсками вермахта и тем самым сорвать возможность противника маневрирования своими резервами. С этой целью воздушный десант высаживался на западном и восточном флангах зоны высадки. Позади плацдарма «Юта» — высаживались 2 американские дивизии, а на фланге британского плацдарма «Сорд» — 6-я воздушно-десантная дивизия британцев. 

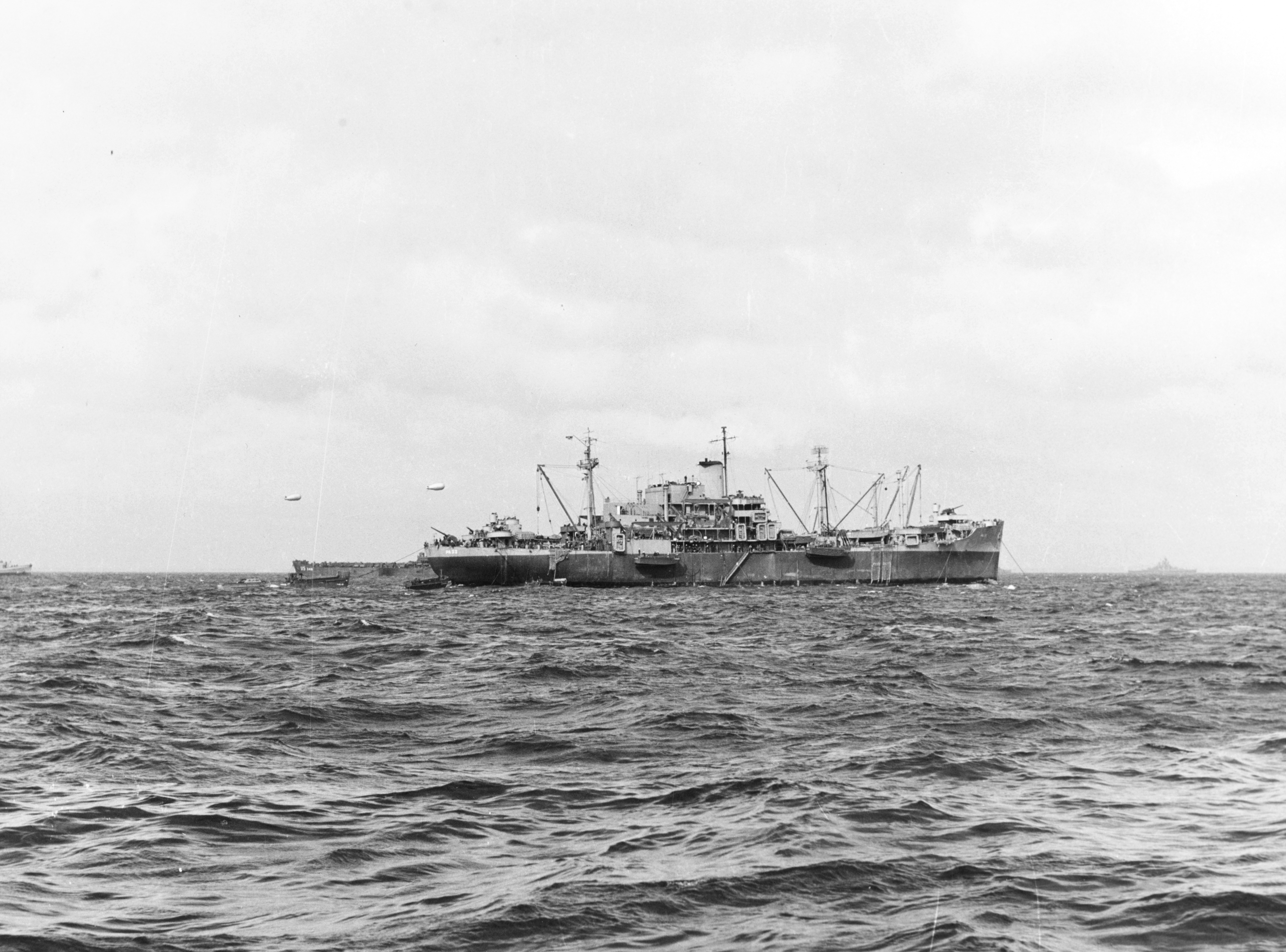
Флагманский корабль американских войск вторжения Бейфилд (корабль) в ходе операции «Нептун». 6 июня 1944

За 5—6 часов до начала высадки морского десанта, с 1:30 до 2:30 6 июня, в намеченных районах высадки было проведено самое масштабное в истории десантирование воздушного десанта. Высадка сопровождалась силами 2395 самолётов и 847 планёров. Всего в тыл противника было высажено 24 424 десантника и доставлено 567 автомашин, 362 орудия, 18 танков, 360 т грузов, из них 60 % войск было сброшено парашютами, остальные доставлены планёрами.
Одновременно, с целью введения немцев в заблуждение относительно направления главного удара союзников, высаживался вспомогательный десант силой до 530 французских парашютистов из состава SAS в Бретани, возле Па-де-Кале и в других регионах Франции.
Много факторов крайне негативно повлияли на успех десантирования и непосредственно на ход операции, но главным стало то, что десант высаживался ночью (кстати, к концу войны союзники десант более никогда не десантировали в ночное время). Вместе с этим, несмотря на трудности и ошибки, имевшие место при высадке воздушных десантов и в ходе их действий на земле (большие небоевые потери — почти 35 % от общего количества высаженных войск, медленный сбор в определённых районах, недостатки в организации взаимодействия, что привело к удару своей же авиации по английскому воздушному десанту), воздушные десанты оказали большую помощь морскому десанту в высадке и захвате плацдармов. Более того, по воспоминаниям немецких офицеров, попавших в плен, разбросанные десантные подразделения, в совокупности с десантированием манекенов во время проведения операций по дезинформации привели германское командование в замешательство. Как результат, руководство войсками вермахта получало противоречивые данные о высадке десантников по всему нормандскому побережью, из-за чего не смогло вовремя и точно определить истинное направление главного удара десанта.

#### Британский десант
Английские десантники (англ. Special Air Service, SAS) стали первыми из войск союзников, кто ступил на землю Франции во время операции «Оверлорд». На их долю выпало испытание высаживаться вне плацдармов, на ровной открытой, идеально пригодной для проведения танковых атак местности, между реками Орн и Дев. Через площадки приземления воздушного десанта протекала единственная существенная водная преграда на пути выдвижения танковых резервов противника в этом регионе — река Орн.

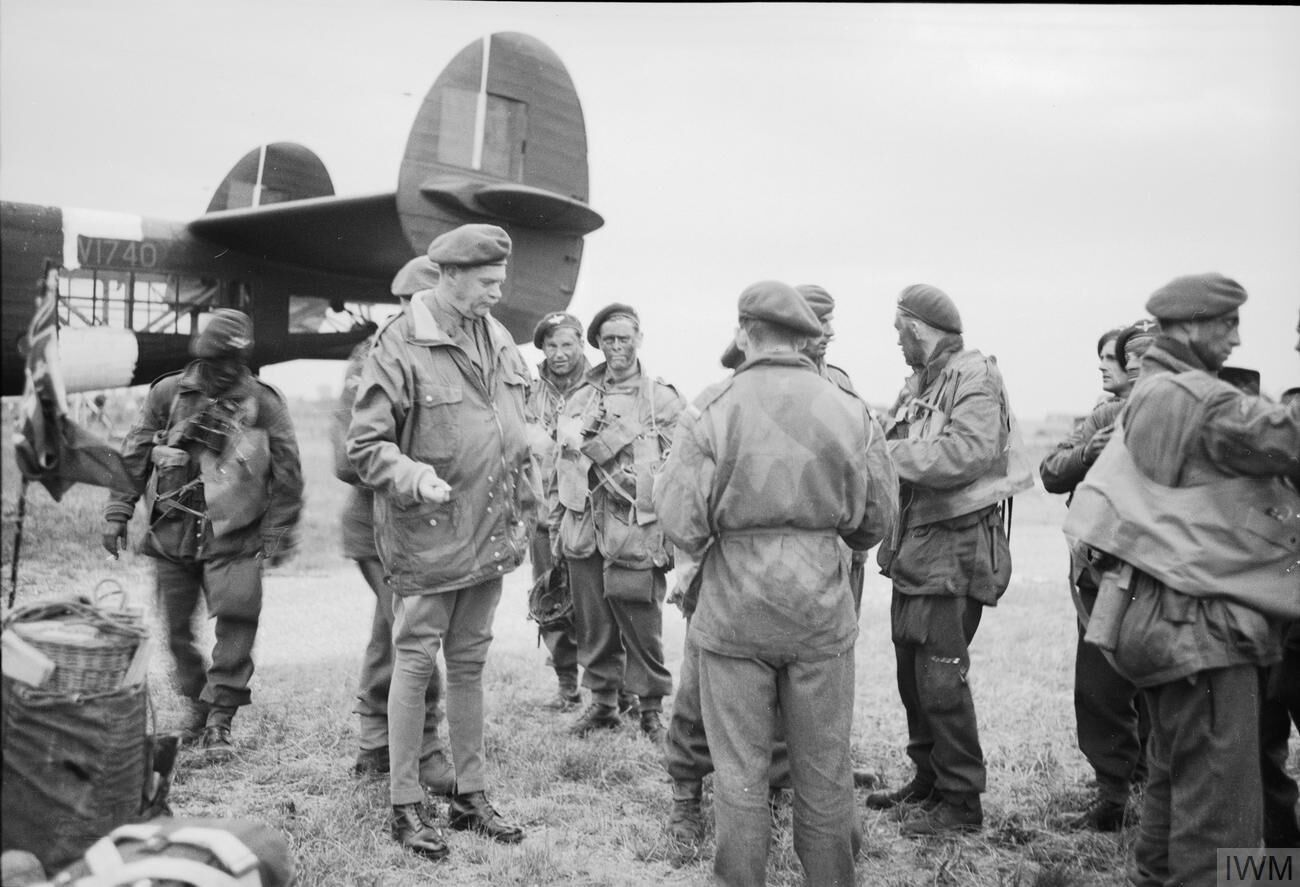
Командир 6-й воздушно-десантной дивизии генерал-майор Ричард Гэйл с десантниками дивизии перед десантированием

Основными задачами, которые возлагались на десантников 6-й британской воздушно-десантной дивизии (англ.), были: с ходу захватить мосты у Бенувиль-Ранвиль, вывести из строя береговую артиллерийскую батарею противника в Мервилли, которая угрожала плацдарму «Сорд», уничтожить 5 мостов через реку Дев, а главное — удержать захваченные узловые коммуникации от контратак противника с восточного направления до подхода основных сил морского десанта.
Сразу же после приземления в районе города Кан десант вступил в бой с подразделениями 716-й пехотной дивизии. Несмотря на то, что командованию 6-й английской воздушно-десантной дивизии до рассвета удалось собрать всего лишь 7—8 % своего личного состава, десантники сразу начали атаку важных объектов в районе десантирования. Встречая относительно слабое противодействие со стороны противника, дивизия быстро захватила определённые переправы через реку Орн и закрепилась на этих рубежах. На рассвете передовые подразделения 21-й танковой дивизии вермахта попытались прорваться через позиции десантников и контратаковать во фланг морской десант британцев на плацдарме «Сорд». Однако, бойцы 6-й дивизии смогли к тому времени организовать прочную оборону и после длительного боя, с большими потерями для обеих сторон, немецкие танкисты отошли.
К концу 6 июня 1944 года британские парашютисты успешно выполнили все возложенные на них задачи. В дальнейшем английские десантники находились на передовой ещё много дней, неоднократно вступая в неравные схватки с силами противника. В тыл они были отведены только в сентябре 1944 года.

#### Американский десант
Планы американского командования с применением воздушного десанта в тыловой полосе плацдарма «Юта» были рискованной попыткой преодолеть определённые трудности, связанные со спецификой местности в этом районе. «Юта» была отрезана от основных сил вторжения водной преградой — рекой Дув. Две воздушно-десантные дивизии, которые планировалось десантировать в тыловой полосе этого плацдарма, должны были захватить ключевые мосты, узлы дорог, дамбы, выходы с пляжей и другие важные объекты, которые должны были повлиять на успех высадки морского десанта и создать предпосылки для последующего наступления и захвата Бреста.
Первой волной с 00:48 до 01:40 три полка 101-й воздушно-десантной дивизии десантировались в запланированном районе, в промежутке с 01:51 02:42 за ними осуществили высадку бойцы 82-й дивизии. На каждое мероприятие было задействовано до 400 военно-транспортных самолётов С-47. Последующие две волны планёров, которые приземлились ещё до рассвета, обеспечили десант противотанковой артиллерией. Вечером 6 июня дополнительно миссиями «Эльмира» и «Кеокук» были десантированы ещё 2 потока планёров с артиллерией, автомашинами и грузами.
Высаженные с воздуха в районе Карантан — Изиньи 101-я и на обоих берегах реки Мердере западнее города Сент-Мер-Эглиз, расположенном на ключевой транспортной артерии северной Нормандии — шоссе Карантан — Шербур, 82-я американские воздушно-десантные дивизии тоже оказались сильно рассредоточенными. Через 24 часа после высадки лишь 2,5 тыс. военнослужащих 101-й и 2 тыс. военнослужащих 82-й дивизии смогли приступить к выполнению своих задач. Им удалось захватить несколько населённых пунктов, узлов дорог и мостов, которые связывали нормандский плацдарм с остальной территории Франции. 6 июня американские десантники овладели Сент-Мер-Эглизом, первым городом во Франции, освобождённым союзниками от немецких оккупантов.

### Высадка с моря

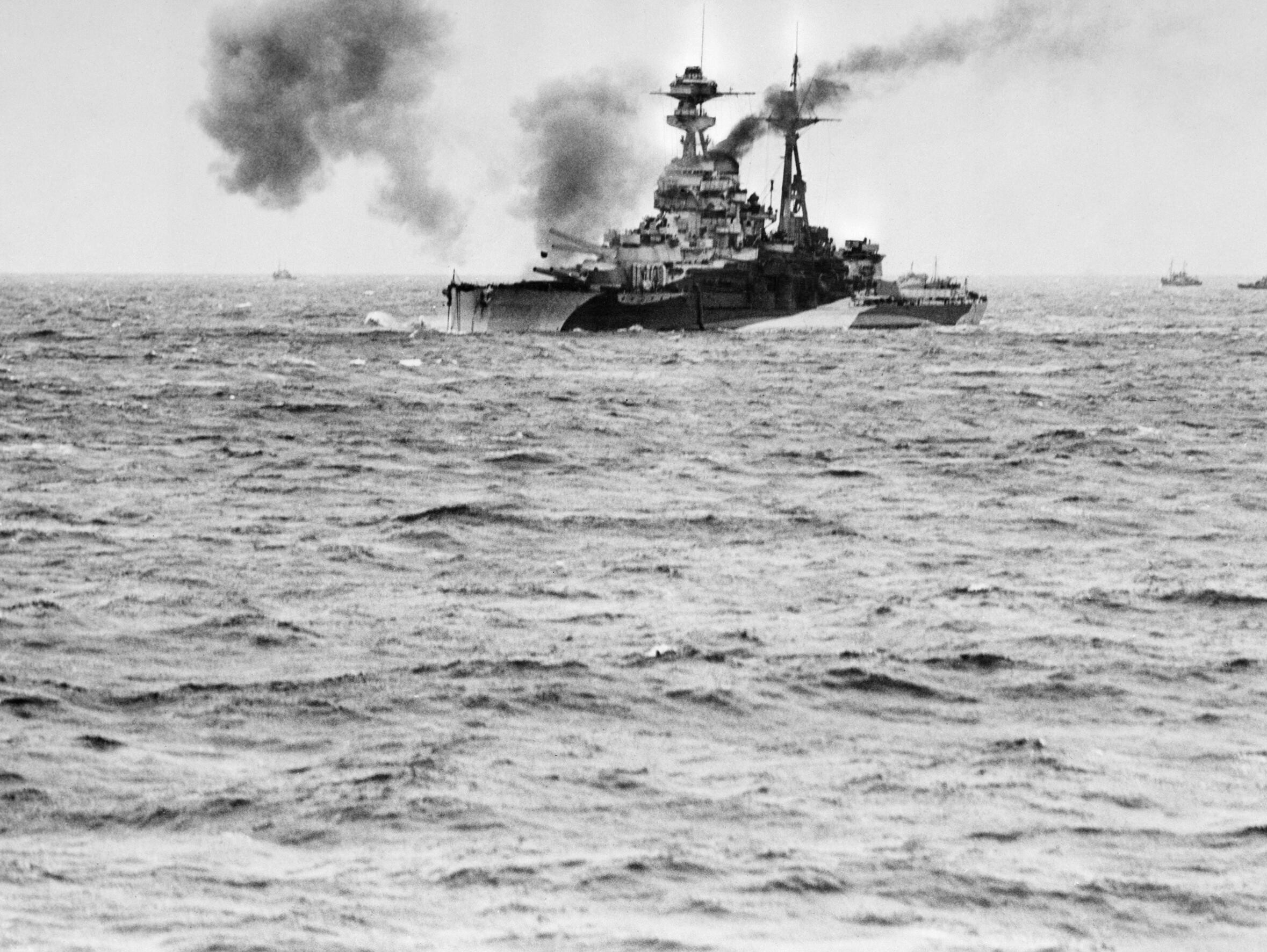
Английский линкор «Рамилиз» ведёт огонь по позициям противника. Нормандия, 6 июня 1944

С 5 часов 20 мин. корабли артиллерийской поддержки, которые прибыли в назначенные им манёвренные районы, открыли огонь из орудий главного калибра по противнику на берегу. В английском секторе действовали линкоры «Уоспайт» и «Рамилиз», монитор «Робертс», крейсеры «Моришиес», «Аретьюза», «Фробишер», «Даная» и «Драгон», в американском — линкоры «Невада», «Техас» и «Арканзас», крейсера «Огаста», «Тускалуза» и «Сцилла».

В 7 часов утра соединение американских стратегических бомбардировщиков сбросило около 100 тысяч 40-килограммовых бомб на передний край обороны противника в районах плацдармов. Перед рассветом вступили в бой средние бомбардировщики. Их удары сочетались с непрерывным обстрелом побережья корабельной артиллерией. Через полчаса после рассвета береговые сооружения ещё раз попали под одновременный удар следующей волны тяжёлых и средних бомбардировщиков, которые сбросили 7616 бомб. В результате огня кораблей артиллерийской поддержки и действий бомбардировочной авиации были, хотя и временно, подавлены все основные стационарные батареи между устьем Сены и Барфлёра, и огонь по кораблям вёлся только подвижными батареями, расположенными в лесу. Были нейтрализованы и две главные батареи на участке «Джуно», что представляли собой серьёзную угрозу для военно-морских сил союзников. Но, как выяснилось позже, неприцельные воздушные бомбёжки только ослабили вражескую оборону, временно заставили замолчать береговые батареи. 

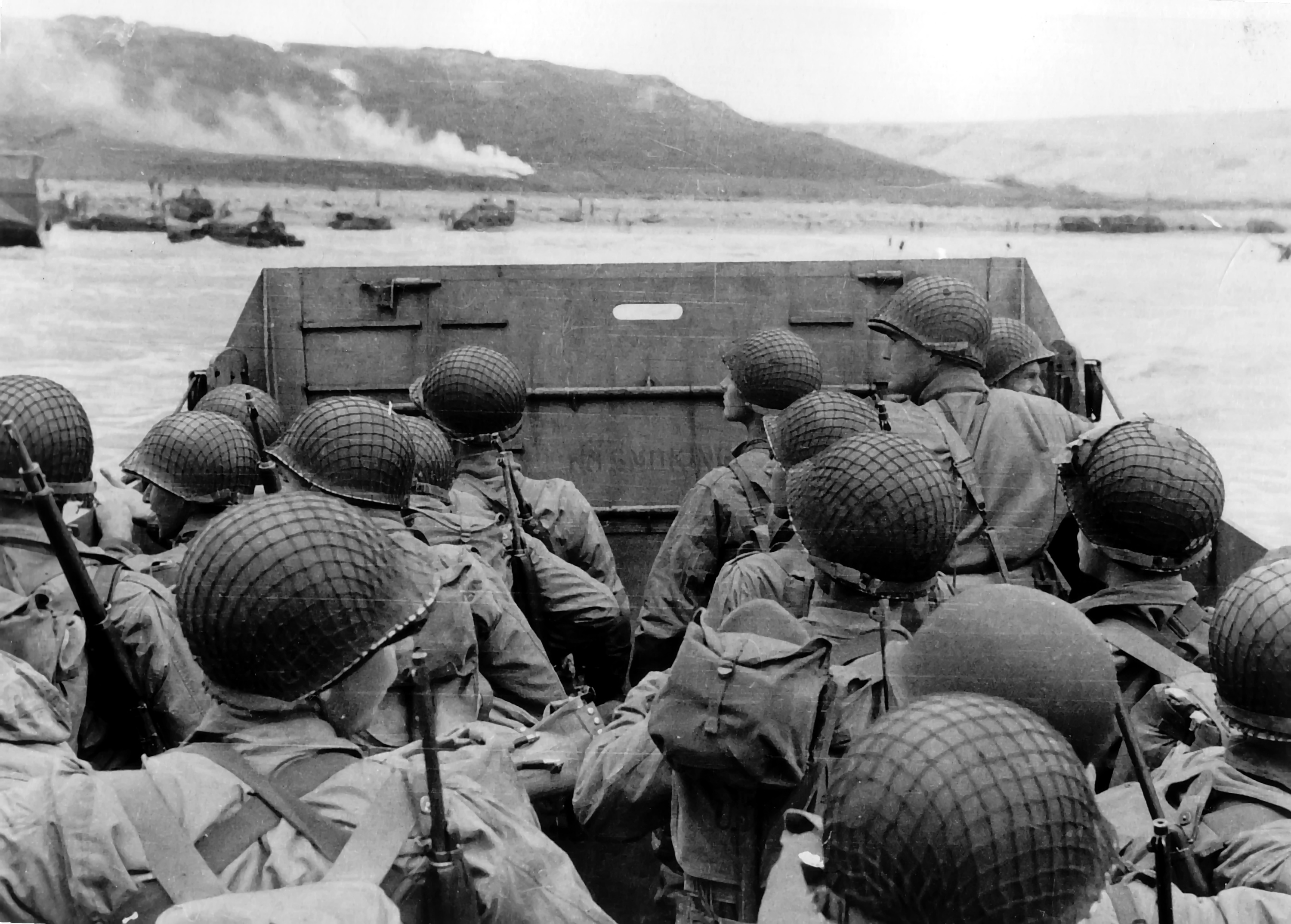
Американский десант приближается к месту высадки на берег «Омаха»

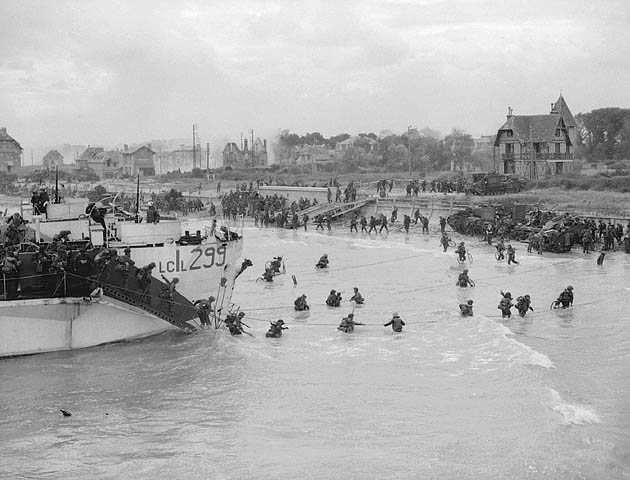
Высадка канадских войск на плацдарм «Джуно»

Теперь, когда смолкли батареи крупного и среднего калибров, начался второй этап артиллерийской поддержки — обеспечение высадки первых волн десанта. Вступила в действие артиллерия крейсеров, которая уничтожала подземные сооружения и огневые точки немцев. Огонь вёлся с дистанции 30—35 кабельтовых. В подавлении средств противодесантной обороны противника участвовало до 70 эсминцев и большое количество специальных самоходных барж, вооружённых артиллерийскими орудиями и реактивными установками залпового огня. Под прикрытием огня с кораблей десантные суда подошли к своим участкам высадки.
В 7 часов 15 мин. под прикрытием танков-амфибий начали высаживаться отряды разгораживания, которые должны были расчистить пути выдвижения. Эти отряды подрывали противодесантные препятствия различного типа, в том числе сваренные рельсы с прикреплёнными к ним минами, и несли очень большие потери. В 7 часов 33 мин. при слабом сопротивлении противника началась высадка десанта.
Авиация люфтваффе почти не действовала: в течение суток она сделала 50 безрезультатных самолёто-вылетов. К 10 часам закончилась высадка передовых отрядов в английском секторе, и береговая полоса была освобождена от прямой угрозы поражения стрелковым, пулемётным и миномётным огнём.
В американском секторе дела обстояли гораздо хуже. Если на участке «Юта» высадка происходила практически по плану, то на берегу «Омаха» американцы встретили яростное сопротивление. Гитлеровцы имели здесь 8 укрытых 75-мм батарей, 35 подземных бетонных укреплений с 75-мм пушками и автоматическим оружием, 4 позиции для полевой артиллерии, 18 позиций для противотанковых пушек калибром от 37 мм до 75 мм, 6 миномётных гнёзд, 38 точек для стрельбы реактивными снарядами по четыре 38-мм установки в каждой, 85 пулемётных точек. Противник открыл огонь, лишь когда американские суда с десантом подошли к берегу. Из 32 спущенных на воду танков на берег вышло только 5, остальные были уничтожены. С большим опозданием высадились артиллерийские части. Корабельная артиллерия и бомбардировщики помогали десанту, но подавить сопротивление немцев на этом участке удалось только к 13 часам.
К концу дня 6 июня в английском и американском секторах были высажены 5 пехотных, 3 воздушно-десантных дивизии и танковая бригада общим составом около 200 тысяч солдат и офицеров. Им удалось захватить береговую полосу глубиной от 3 до 5 км, однако не по всему фронту. Плацдармы были полностью освобождены от противника лишь 7 июня. На второй и на третий день, то есть 7 и 8 июня, англо-американские войска закреплялись на плацдарме, параллельно продолжалась высадка новых воинских подразделений.
Потери и повреждения транспортных кораблей при высадке десанта
| Тип десантных кораблей:                       | Количество: |
| Танко-десантные судна (LCT):                  | 131         |
| Десантные катера (LCA):                       | 117         |
| Десантные суда для пехоты (малые):            | 22          |
| Десантные суда для пехоты (большие) (LCI(L)): | 21          |
| Всего:                                        | 291         |

#### Пляж «Сорд»
На расположенный на восточном фланге зоны высадки союзных войск пляж «Сорд» высаживалась 3-я британская пехотная дивизия. Это место играло одну из важнейших ролей в планах операции. Дивизия осуществляла высадку одновременно со своими силами поддержки — 27-й отдельной танковой бригадой, 1-й бригадой специальных операций (усиленную французскими коммандос) и дополнительными силами, в том числе подразделениями 79-й бронетанковой бригады.
Основной задачей 3-й пехотной дивизии Великобритании был захват города Кан — старинного города Нормандии, который играл исключительную роль в системе транспортных коммуникаций на нормандском побережье Франции, и был по сути, главным связующим звеном между полуостровом Котантен и Францией.

Кроме этого, основными задачами были — овладение и удержание в окрестностях Кана на удалении 18 км от побережья аэродрома Карпике; выход к зонам высадки 6-й воздушно-десантной дивизии, которая удерживала захваченные мосты через Орн, и захват господствующих высот близ Кана. Командир 1-го корпуса британцев генерал-лейтенант Джон Крокер перед высадкой отдал чёткий приказ: город должен быть или захвачен до конца 6 числа или блокирован, лишив немцев возможности вырваться из города. 

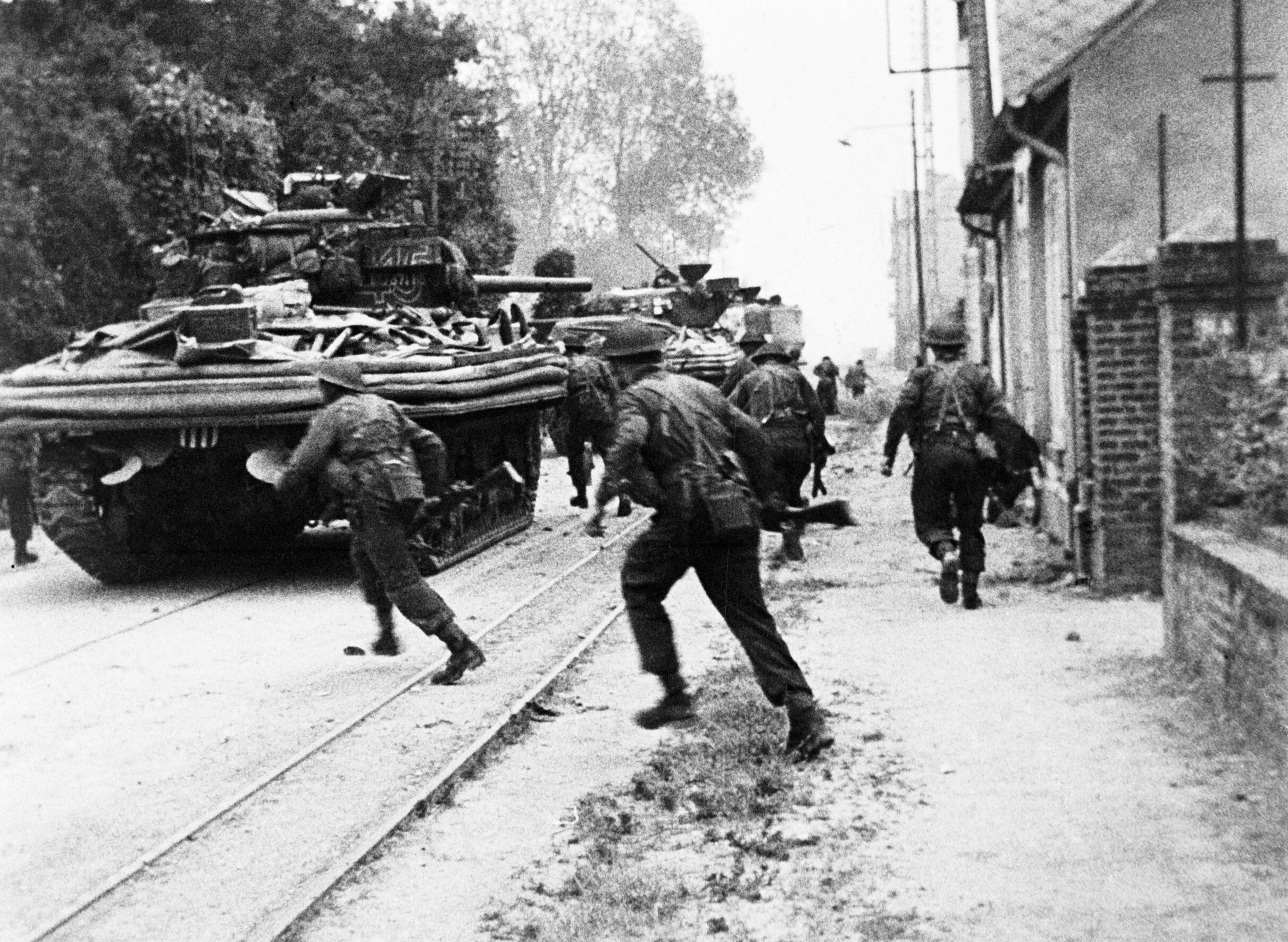
Британский спецназ ведёт уличные бои в городе Уистреам. Плацдарм «Сорд»

Пляж «Сорд» представлял собой морское побережье протяжённостью 8 км от населённого пункта Сент-Обен-сюр-Мер до реки Орн и делился на 4 участка вторжения:
- «Оубоу» (англ. Oboe) — Сент-Обен-сюр-Мер к Люк-сюр-Мер;
- «Питер» (англ. Peter) — Люк-сюр-Мер до Льон-сюр-Мер;
- «Квин» (англ. Queen) — Льон-сюр-Мер до Эрманвиль-сюр-Мер;
- «Роджер» (англ. Roger) — Эрманвиль-сюр-Мер к Уистреам.

Непосредственная подготовка к вторжению на плацдарм началась в 3:00 с бомбёжки авиацией огневых позиций береговой артиллерии. Через несколько часов начался обстрел корабельной артиллерией.
В 7 часов 25 минут первые подразделения десанта достигли пляжа на участках «Квин» и «Питер». Подразделения коммандос после высадки немедленно приступили к выполнению поставленной задачи — выйти в районы десантирования 6-й дивизии и усилить их. Сопротивление немцев на плацдарме было очень слабым, поэтому уже через 45 минут британские войска преодолели основную линию обороны противника. До 13 часов британцы достигли реки Орн, где соединились с парашютистами, высаженными в тыл противника, которые удерживали господствующие высоты и мосты через реку.
В 16 часов союзные войска подверглись наскоро организованной атаке танковых подразделений 21-й танковой дивизии вермахта. Однако группировка, которая имела до 50 танков Т-IV, понеся потери после авиационных ударов союзников, и столкнувшись с ожесточённым сопротивлением десанта, не смогла достичь значительного успеха и в итоге к вечеру 6 июня вынуждена была отойти на исходные позиции.

Подразделения британской пехоты быстро захватили прибрежную полосу и практически без значительных потерь к концу первого дня продвинулись вглубь плацдарма на глубину до 8 км. В то же время главная задача первого дня вторжения, которая ставилась лично Монтгомери — овладение Каном — так и не была выполнена. Немцы упорно обороняли город. Лишь 20 июля в результате упорных боёв Кан был окончательно освобождён от оккупантов. До полуночи 6 июня британские войска сосредоточили на плацдарме «Сорд» 28 845 военнослужащих 1-го корпуса, прочно удерживая захваченные позиции. 

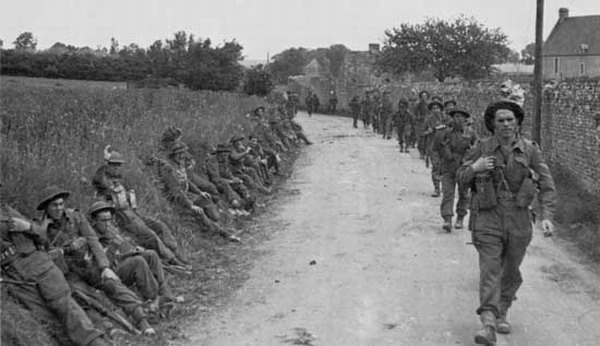
Британские солдаты во Франции. 50-я дивизия Великобритании

#### Пляж «Джуно»
На плацдарм «Джуно», что находился между двумя британскими зонами вторжения «Голд» и «Сорд», высаживались канадские войска в составе 3-й пехотной дивизии со средствами усиления, которые на этом этапе операции оперативно подчинялись командиру 1-го британского корпуса. Полоса вторжения располагалась между населёнными пунктами Нормандии Курсёль-сюр-Мер, Сент-Обен-сюр-Мер и Берньер-сюр-Мер.
Канадские войска, высадившиеся на этом плацдарме, с первых же минут боя столкнулись с ожесточённым сопротивлением немецких подразделений, которые опирались на мощные укреплённые фортификационные сооружения. Войска береговой обороны поддерживала артиллерия тяжёлого и среднего калибра, которая находилась в глубине оборонительных позиций и не была подавлена союзниками с моря и воздуха.
Первая волна десанта потеряла до 50 % личного состава при высадке, таким образом, условно говоря, оказавшись на втором месте после пляжа «Омаха» по количеству боевых потерь, понесённых в первые минуты операции, составивших 359 человек убитыми и пропавшими без вести и 621 ранеными и пленными. Значительную помощь высадившимся войскам предоставила специальная инженерная бронированная техника, применение которой существенно помогло десантникам в преодолении наиболее угрожаемых участков и прорыве первой линии обороны войск вермахта при продвижении вглубь плацдарма. Несмотря на существенные потери, канадцы смогли в первые же часы вторжения достаточно успешно преодолеть оборону противника и отдалиться от побережья, более того, группа танков сумела достичь линии максимального продвижения десанта, определённую на первый день операции, но без поддержки пехоты вынуждена была вернуться обратно.
К концу дня «Д», канадцы практически полностью овладели плацдармом, и 3-я пехотная дивизия смогла прочно закрепиться на земле Франции, продвинувшись значительно глубже, в сравнении с войсками союзников на других плацдармах. Однако два опорных пункта войск береговой обороны немцев на территории плацдарма удерживали свои позиции ещё несколько дней. К полуночи первого дня вторжения по крайней мере до 30 тыс. военнослужащих было сосредоточено на побережье.

На следующий день канадский десант подвергался ожесточённым атакам танковых подразделений 21-й танковой дивизии и 12-й танковой дивизии СС «Гитлерюгенд», однако смог удержать занятые позиции и выполнить задание по концентрации основных сил вторжения на захваченном берегу. 

Высадка британской специальной бронетехники на пляж «Голд»

#### Пляж «Голд»
50-я Нортумбрийская пехотная дивизия под командованием генерал-майора Дугласа Александера Грэма, усиленная подразделениями 79-й бронетанковой дивизии и 8-й танковой бригады, высаживалась на побережье Франции между населёнными пунктами Анель и Вер-сюр-Мер. Плацдарм «Голд» делился на три основных сектора вторжения (с запада на восток):
- Айтем (англ. Item)
- Джиг (англ. Jig) (имел 2 зоны: Грин и Ред)
- Кинг (англ. King) (также зоны: Грин и Ред)[51].

Главной задачей дивизии в зоне высадки было: атакой с моря с ходу овладеть побережьем и, не останавливая натиска, стремительно продолжить наступление на юг — захватить Арроманш, и далее выйти к Байё, таким образом, перерезав важную транспортную артерию, идущую вдоль побережья — дорогу на Кан. К тому же Арроманш играл исключительную роль в планах сооружения искусственных гаваней «Малберри».
В 07:20 началась высадка британцев, через 50 минут после вторжения соседей с правого фланга — американских 1-й и 29-й пехотных дивизий. Сильный фланговый ветер мешал организованной высадке войск, но в то же время, противодесантные сооружения и минные поля немцев оказались покрытыми водой, и командование союзников немедленно приняло решение — начать высадку инженерной техники, в первую очередь плавающих танков, не теряя времени и не дожидаясь, пока вода спадёт.
Первая волна десанта понесла потери от огня противника, который уцелел после массированной огневой подготовки высадки войск, но, благодаря своевременно принятому решению, инициатива была перехвачена и, воспользовавшись некоторым замешательством со стороны противника, англичане смогли с ходу ворваться на плацдарм. Этому немало способствовало наличие на пляжах специальной бронированной техники, под прикрытием которой десант смог преодолеть первую линию укреплений немецкой 716-й дивизии береговой обороны и продвинуться вглубь.
С моря наступление дивизии поддерживалось огнём корабельной артиллерии линкора «Уоспайт», крейсеров «Аякс», «Аргонавт», «Эмеральд», «Орион» и крейсера французских ВМС «Жорж Лейг». Преодолевая ожесточённое сопротивление, британцы смогли к 16 часам овладеть Амель, к 21 часу Арроманш и выйти на окраину Байё и к концу первого дня вторжения уверенно укрепиться на захваченном плацдарме.
Задача дня, которая была поставлена перед дивизией накануне операции, была выполнена успешно.
Вместе с морским десантом на побережье Франции, недалеко от Анель (Нор) высадилось подразделение британского спецназа, который должен был выполнить боевое задание: совершив 16-километровый марш-бросок по занятой противником территории, захватить небольшую гавань Пор-ан-Бессен-Юппен, которая находилась на крайнем правом фланге пляжа «Голд». Гавань находилась в исключительно удобном месте, расположенном между отвесными меловыми склонами побережья и играла важную роль в планах союзного командования. Однако, столкнувшись с сопротивлением противника, коммандос не удалось с ходу захватить эту гавань, и только 8 июня объект был захвачен после кровопролитных боёв.

#### Пляж «Омаха»

##### Подготовка вторжения

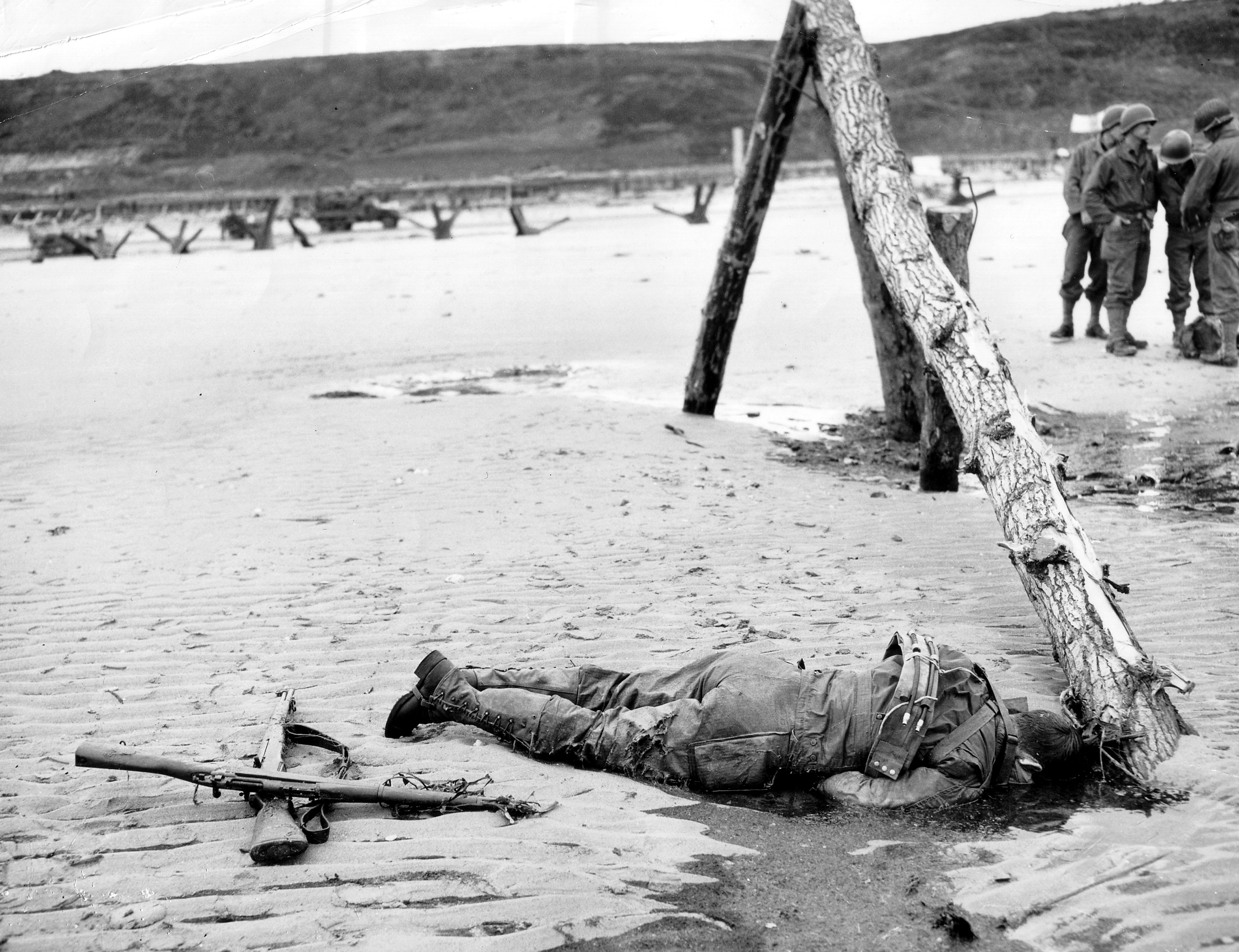
Береговая полоса плацдарма «Омаха»

Основным местом вторжения американских войск в Нормандии стал плацдарм под названием «Омаха».
Плацдарм составлял узкую прибрежную полосу 8 км длиной, которая простиралась от восточного края Сент-Онорин-де-Перт до западного края Вьервиль-сюр-Мер, на правом берегу дельты реки Дув. Высадка в этом районе, несмотря на сложные условия береговой полосы, играла исключительную роль в планах командования союзников, и служила связующим звеном между британскими частями, которые вторгались на плацдарме «Голд», и американскими частями, что высаживались на северо-западе на плацдарме «Юта».

Схема пляжа в районе высадки американских войск на берегу «Омаха»

Главной задачей первого дня высадки было: с ходу захватить береговой плацдарм между Пор-ан-Бессен-Юппен и рекой Вир, в дальнейшем, развивая успех, соединиться с британцами, которые высаживаются на плацдарм восточнее «Голд» и выйти в район Изиньи на западе, чтобы соединиться с частями 7-го корпуса на плацдарме «Юта».
В совокупности, штурмовые силы, предназначенные для выполнения задачи, насчитывали 34 тысячи человек и 3300 машин из состава закалённой в боях 1-й пехотной и не имеющей боевого опыта 29-й пехотной дивизий.

Поддержку войск с моря осуществляли два линкора («Техас», «Арканзас»), три крейсера («Глазго», «Монкальм», «Жорж Леги»), 12 эсминцев и 105 других судов. Первая боевая оперативная группа насчитывала 9828 солдат, 919 единиц техники и 48 танков (из них 3502 человека и 295 машин предназначались для высадки на пляж). Для перевозки этих сил понадобились два транспортных, 6 больших десантных кораблей, 53 судна-амфибии для высадки танков, 5 судов-амфибий для высадки пехоты, 81 десантный катер, 18 штурмовых десантных судов, 13 других десантных судов и примерно 64 амфибийных транспортных средств «DUKW». 

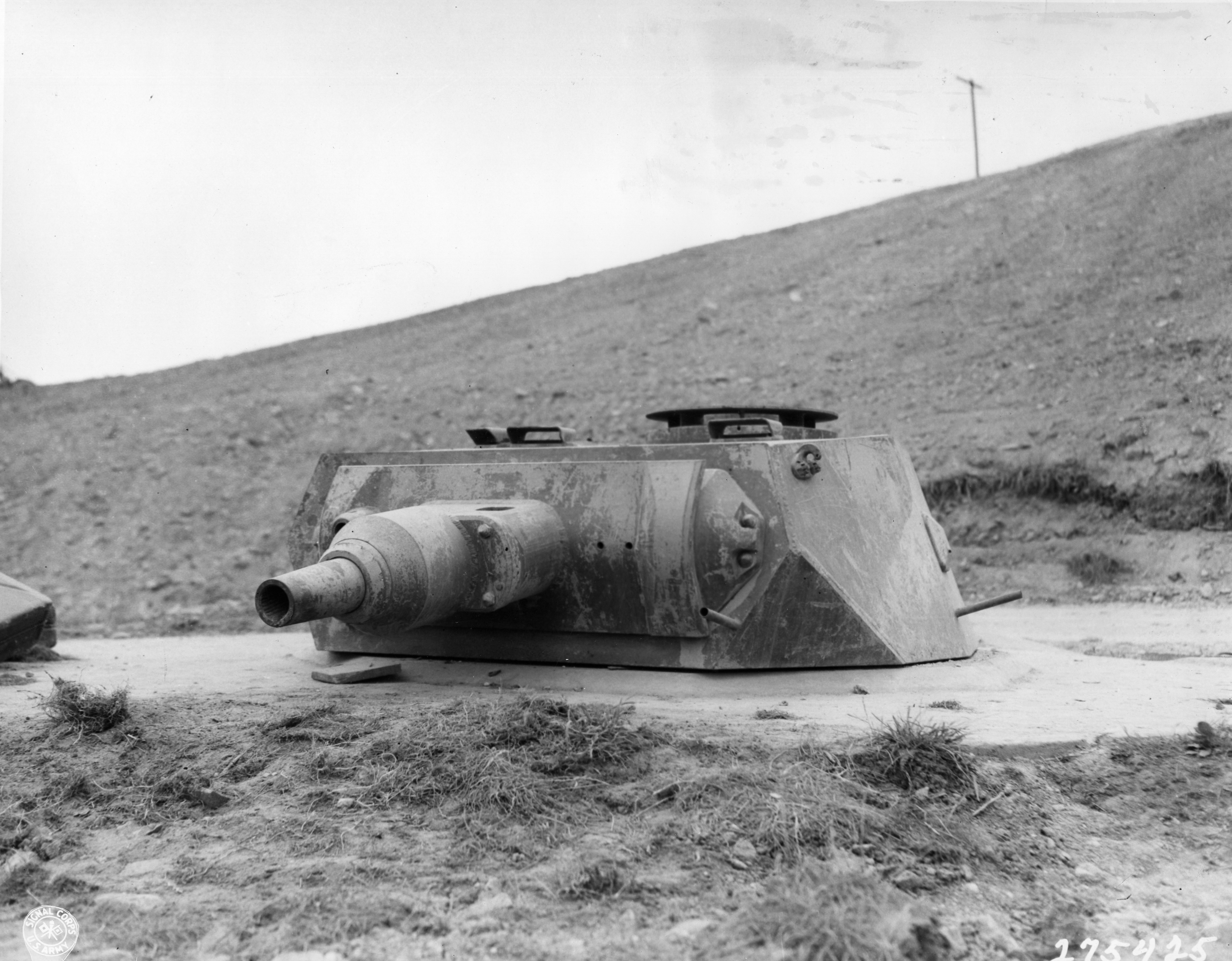
Немецкие береговые укрепления. Вкопанная башня танка. Берег «Омаха»

Сначала разведка союзников оценивала силы береговой обороны, которые противостоят десанту, в один усиленный батальон (800—1000 чел.) 716-й пехотной дивизии, который имел очень разношёрстный состав и наполовину состоял из русских добровольцев и «фольксдойче», которые не имели боевого опыта. Однако, как выяснилось уже после вторжения, союзникам также противостояли подразделения 352-й немецкой пехотной дивизии, передислокацию которой прозевала разведка союзников, считая, что это соединение дислоцируется в глубине полуострова в районе Сен-Ло. Однако дивизия по приказу Роммеля ещё с марта 1944 года была скрытно переброшена непосредственно к побережью, получив задание оборонять широкую полосу фронта протяжённостью 53 км вдоль всего побережья северной Нормандии. И хотя большую часть личного состава дивизии составляли необстрелянные бойцы, из 12 020 солдат дивизии 6800 были ветеранами, получили боевой опыт в ходе сражений на Восточном фронте. Более того, как выяснилось позже, силы противника в районе высадки были усилены 2 батальонами 726-го пехотного гренадерского полка и 439-м батальоном «Ост».
Непосредственно на участке высадки 5-го корпуса, подразделения вермахта состояли из 5 пехотных рот и были в основном сосредоточены на 15 фортификационных опорных пунктах, которые были соединены между собой разветвлённой сетью траншей и ходов сообщений, в том числе туннельного типа, и кроме штатного стрелкового оружия, имели до 60 лёгких пушек.
На участке высадки морского десанта литораль пляжа была ограничена скалистыми утёсами, её длина между нижней и верхней отметками прилива составила 275 м. Пляж преимущественно был покрыт галькой, за ним шёл низкий песчаный насып, и дальше начинались крутые обрывы высотой до 30—50 метров, которые занимали господствующее положение над всем пространством высадки. Оборона побережья была построена настолько удачно, что на территории пляжа не было ни одного участка, защищённого от огня пулемётов и артиллерии.
Система инженерных заграждений немцев заключалась в четырёх линиях минно-взрывных препятствий, первая из которых была сооружена прямо в воде. Далее всю площадь между отмелью и склонами глубоких оврагов обильно заминировали и оснастили несколькими рядами проволочных заграждений.

Американцы разделяли плацдарм «Омаха» на десять секторов высадки, обозначенных (с запада на восток) как Able, Baker, Charlie, Dog Green, White Dog, Red Dog, Easy Green, Easy Red, Fox Green и Red Fox. До первой волны морского десанта входили две полковые оперативные группы, усиленные двумя танковыми батальонами и двумя батальонами рейнджеров. Пехотные полковые оперативные группы были сведены в три батальона по тысяче человек в каждом. Каждый батальон имел в своём составе три пехотных роты по 240 человек в каждой и роту поддержки 190 человек. Пехотные подразделения компоновались в специально оснащённые штурмовые отряды по 32 человека в каждом десантно-высадочном судне. Танковые батальоны состояли из трёх рот по 16 танков; батальоны рейнджеров состояли из шести рот, по 65 человек в каждой роте. Каждое подразделение имело чётко обозначенный участок высадки и основную задачу — с ходу ворваться на побережье, и закрепившись на нём, создать благоприятные условия для высадки войск, которые шли за ними. Одновременно три роты рейнджеров должны были взять укреплённую батарею на Пуэнт-дю-Ок за 5 км на запад от Омахи. 

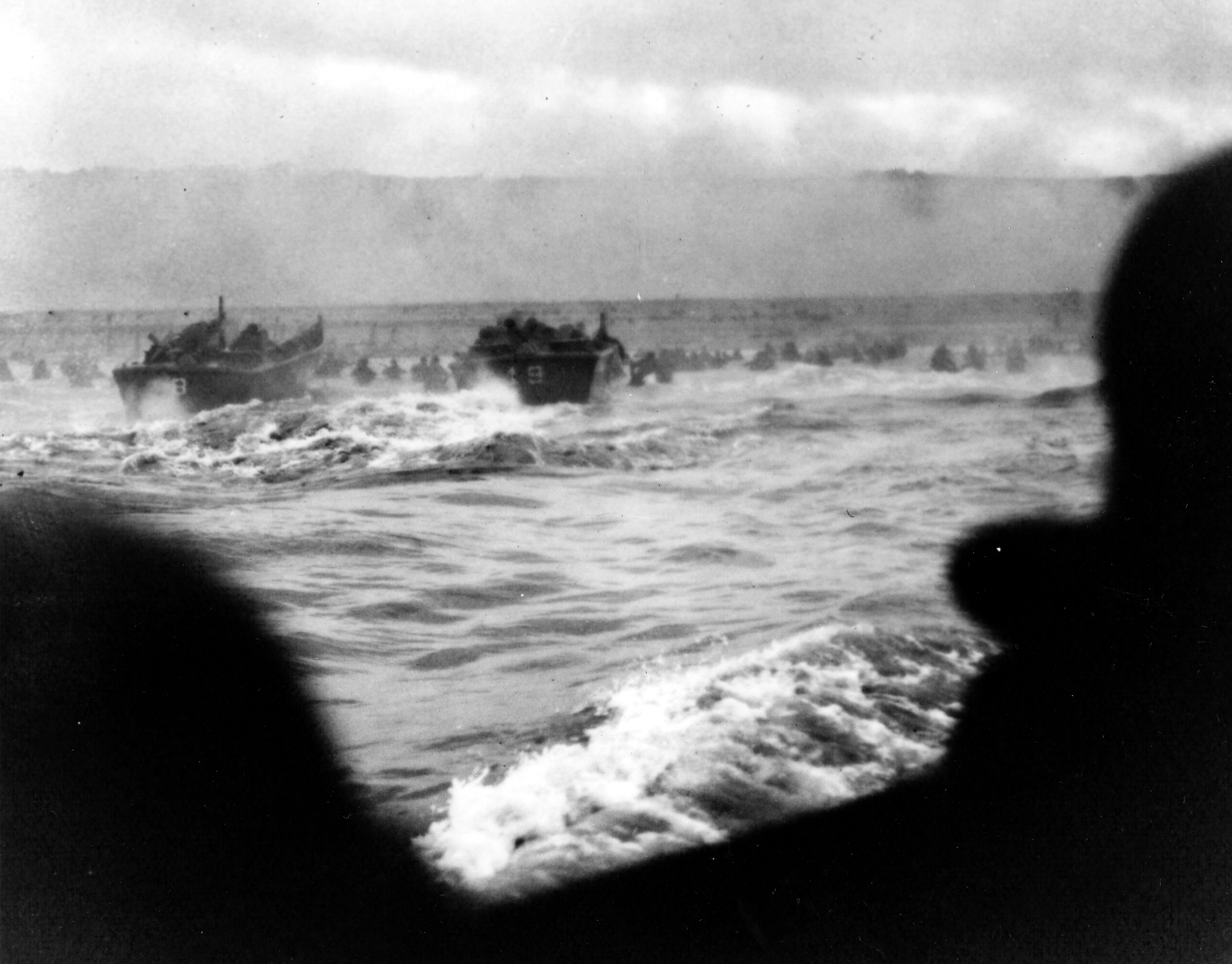
Десант приближается для вторжения. 6:30 утра 6 июня

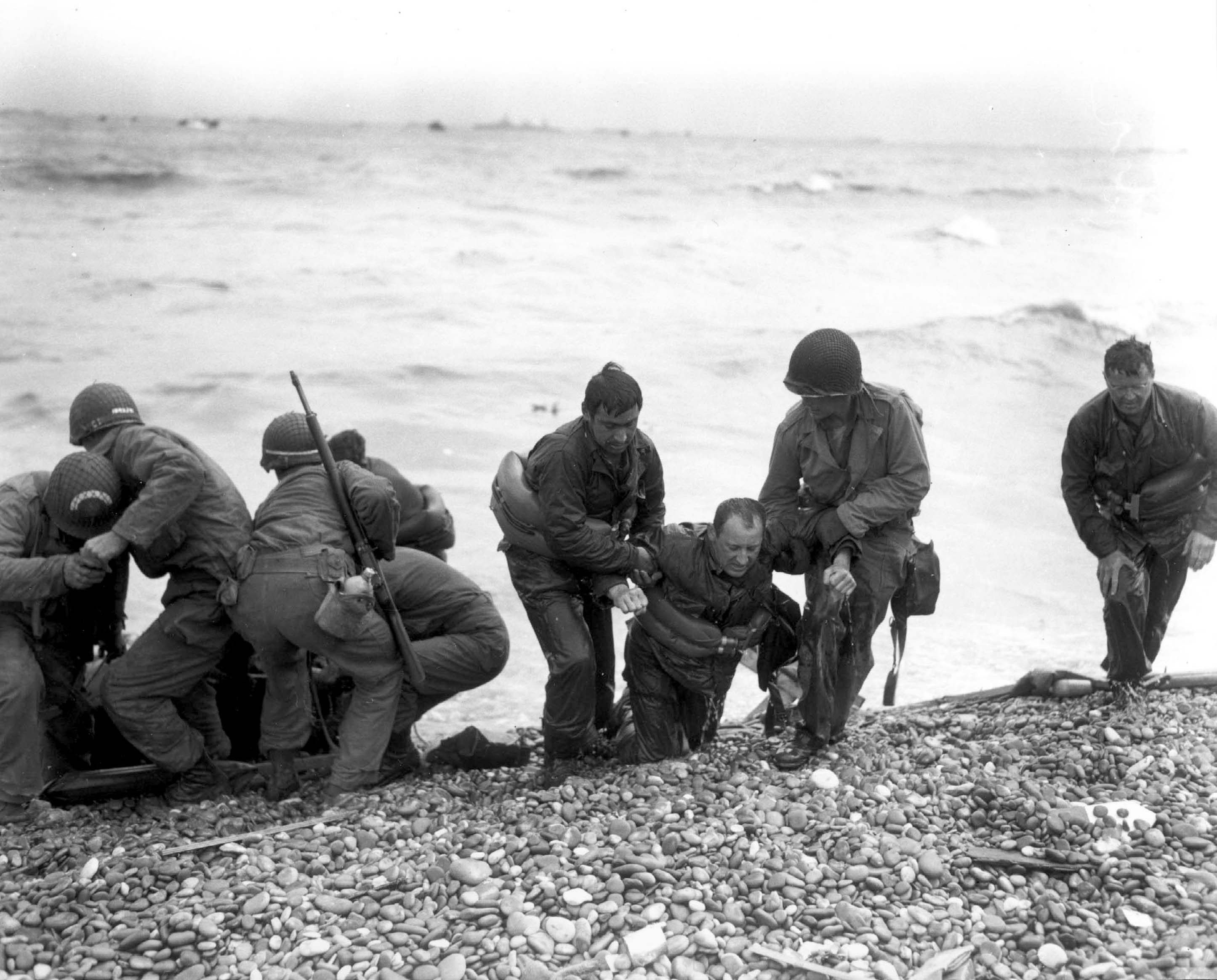
Десант на пляже «Омаха»

Начало высадки первой волны основных сил было запланировано на 6:30 во время прилива. Ей предшествовал 40-минутный обстрел береговых укреплений немцев морской артиллерией и 30-минутные бомбёжки с воздуха. Плавающие танки должны были высадиться за пять минут до высадки пехоты. Высадка подразделений артиллерийской поддержки была запланирована через 90 минут после времени «Ч», высадка основной массы боевых машин через 180 минут. Через 3 часа 15 минут шли следующие две волны полковых оперативных групп 29-й и 1-й пехотных дивизий, которые имели боевые задания мощным ударом прорвать первый рубеж обороны и продвинуться вглубь обороны противника на расстояние до 8 км. 

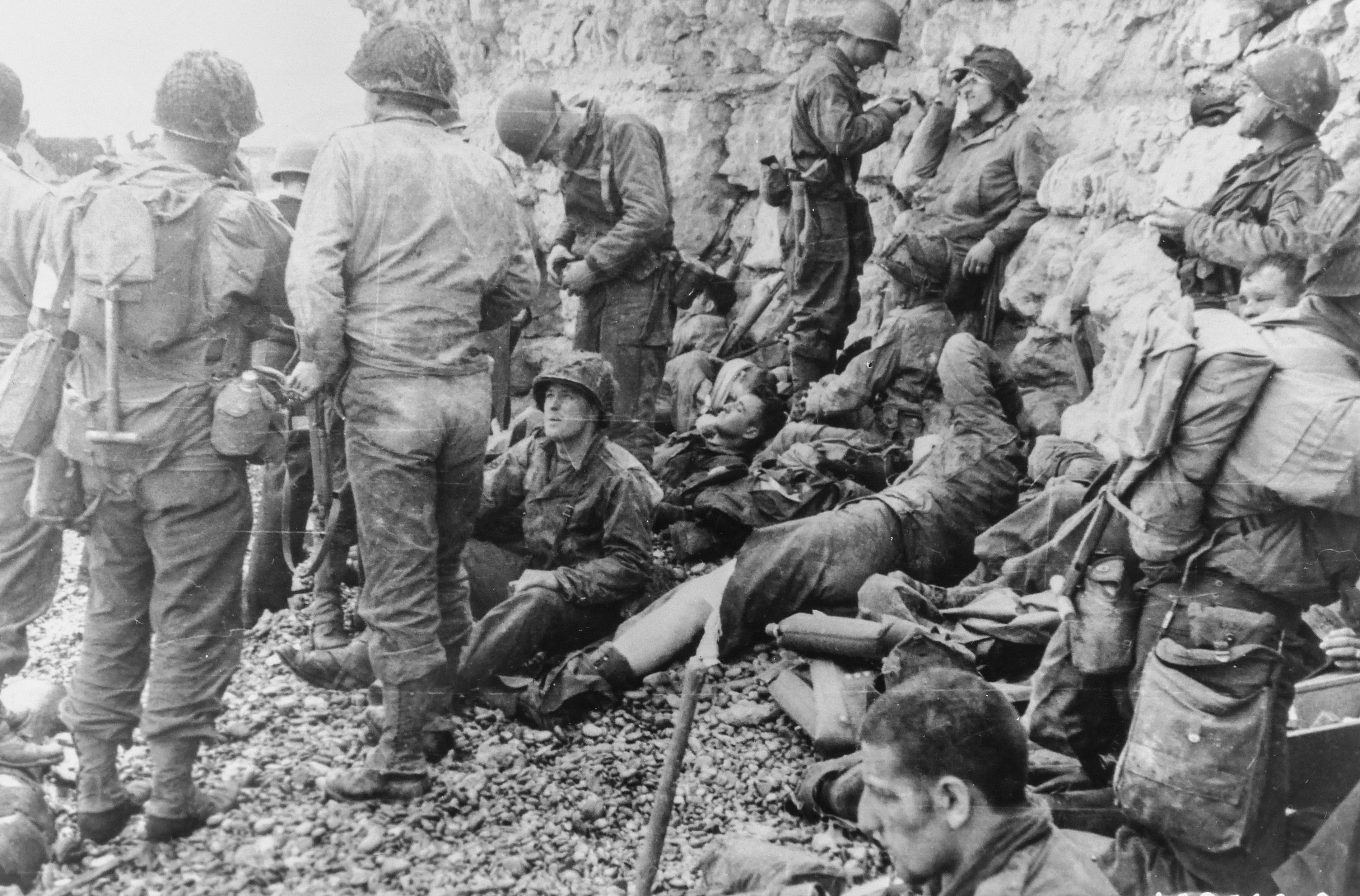
Американские солдаты прячутся от огня противника после высадки

##### Кровавая «Омаха»

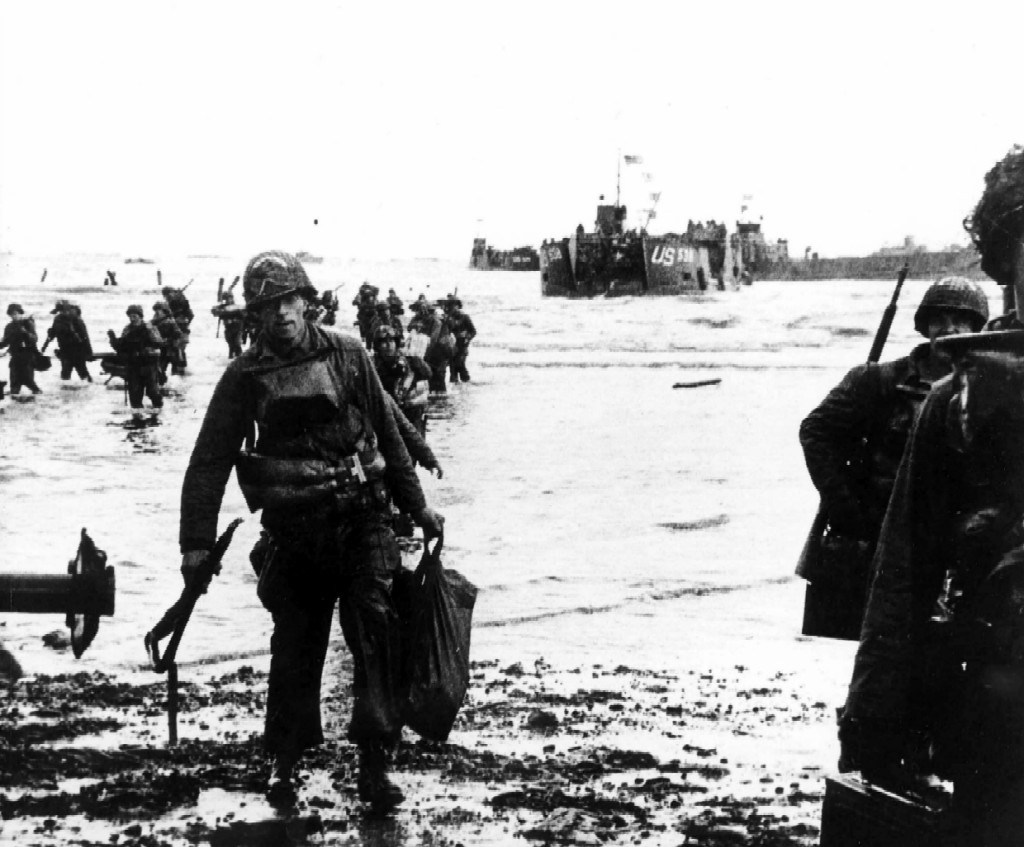
Американские солдаты на нормандском побережье. Плацдарм «Юта». Утро 6 июня. 1944 года

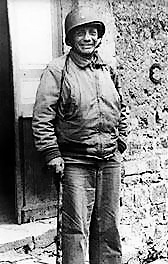
Бригадный генерал Теодор Рузвельт мл. — заместитель командира 4-й пехотной дивизии

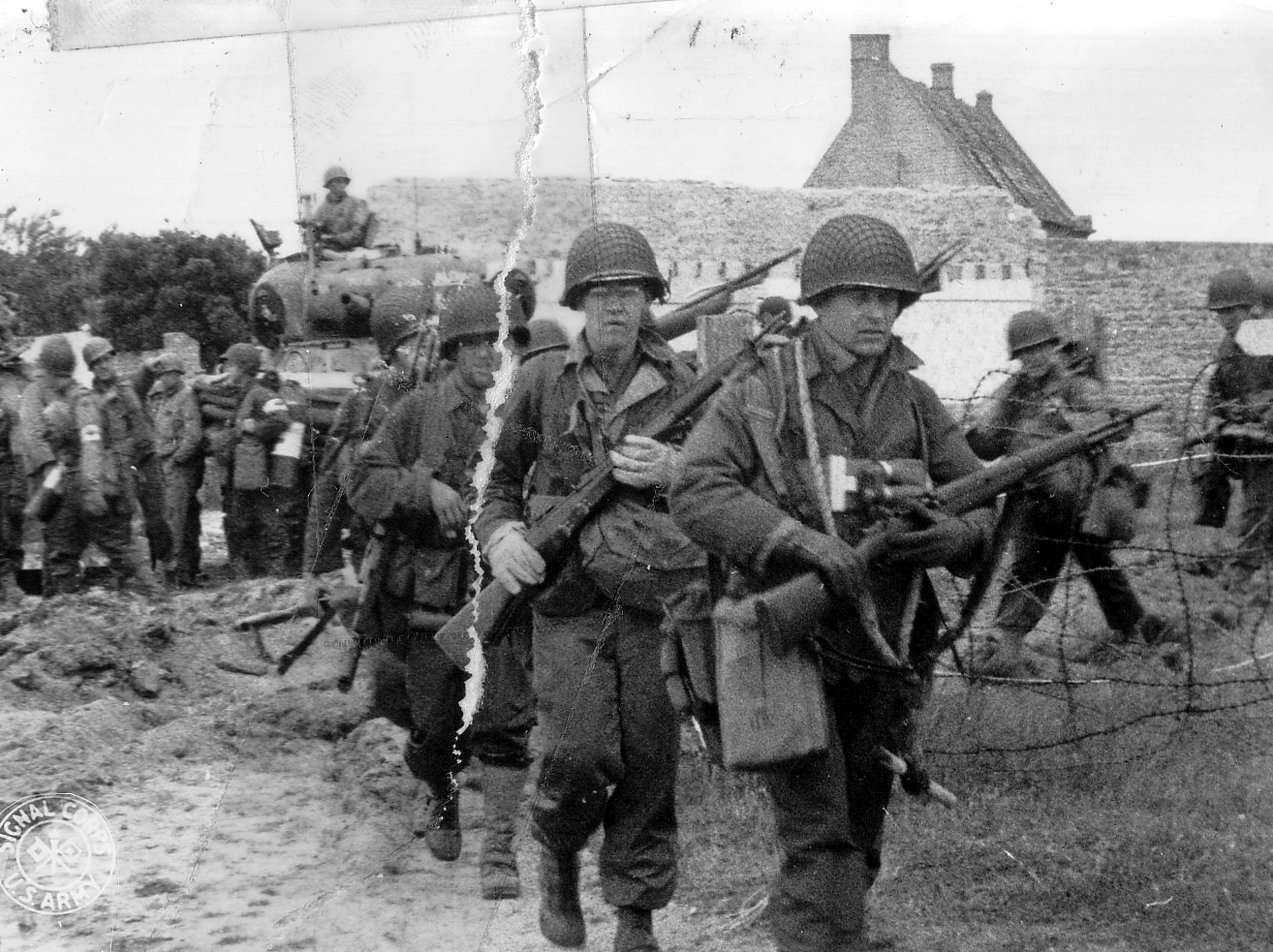
Подразделения 4-й дивизии в районе плацдарма «Юта»

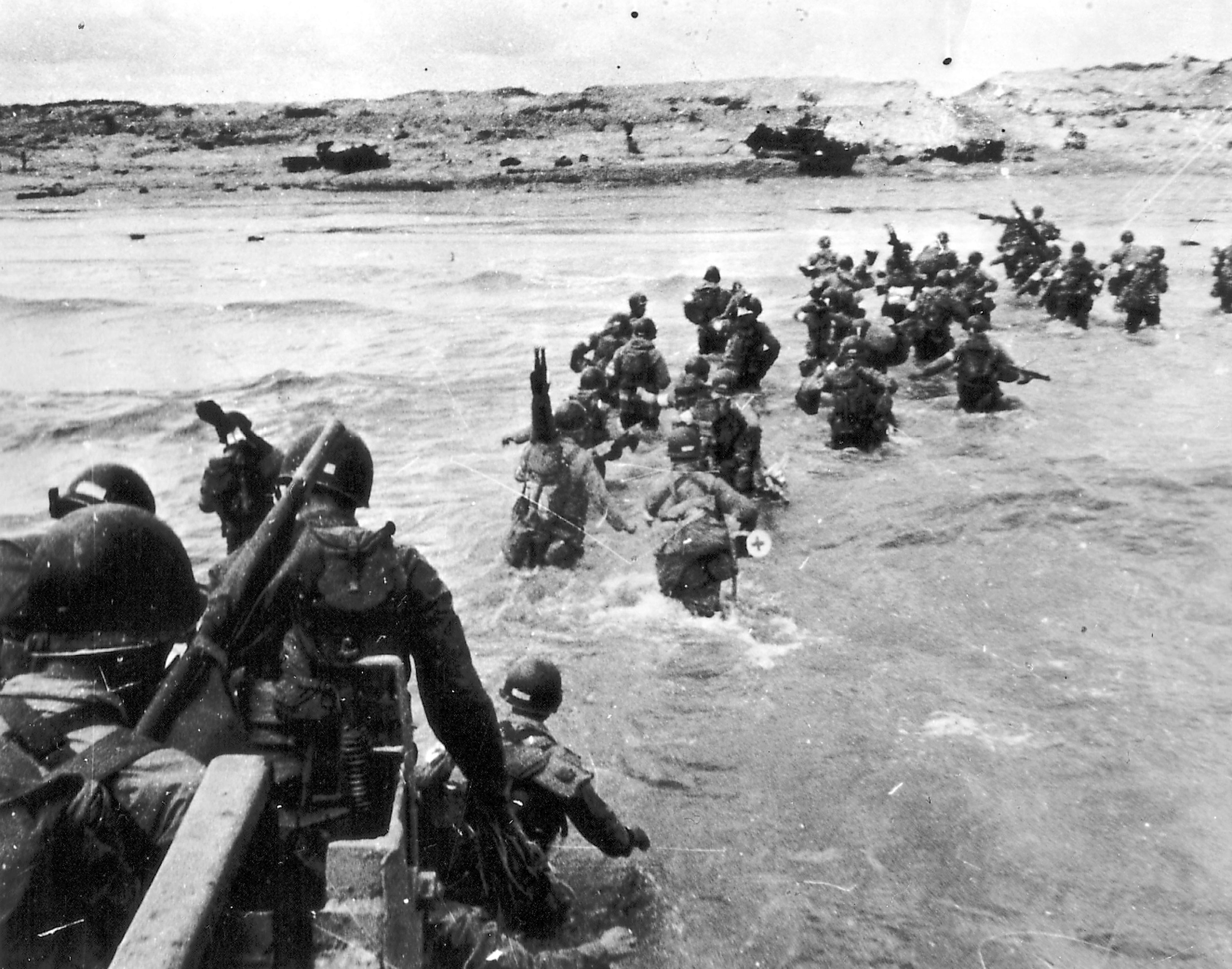
Пляж «Юта»

Несмотря на все тщательные приготовления к высадке войск, с самого начала операция пошла не по плану. Во-первых, погода откровенно не способствовала успеху вторжения. Из-за нависшего тумана артиллерийская подготовка вторжения с моря не принесла ожидаемых результатов. Пилоты бомбардировщиков в этих погодных условиях приняли решение не опускаться ниже уровня облаков и бомбили не прицельно, вследствие чего ни одна бомба не попала в цель. Из-за возникших навигационных трудностей большинство десантных и десантно-высадочных судов потеряли в тумане свои направления движения и не смогли выйти на определённые цели. Так, из девяти рот первой волны десанта лишь одна рота боевой оперативной группы 116-го полка в секторе Dog Green и рейнджеры на её правом фланге высадились там, где им было приказано, и смогли выполнить поставленную перед ними задачу.

10 судов с десантом было потеряно ещё до момента подхода к побережью, они были затоплены штормом. 

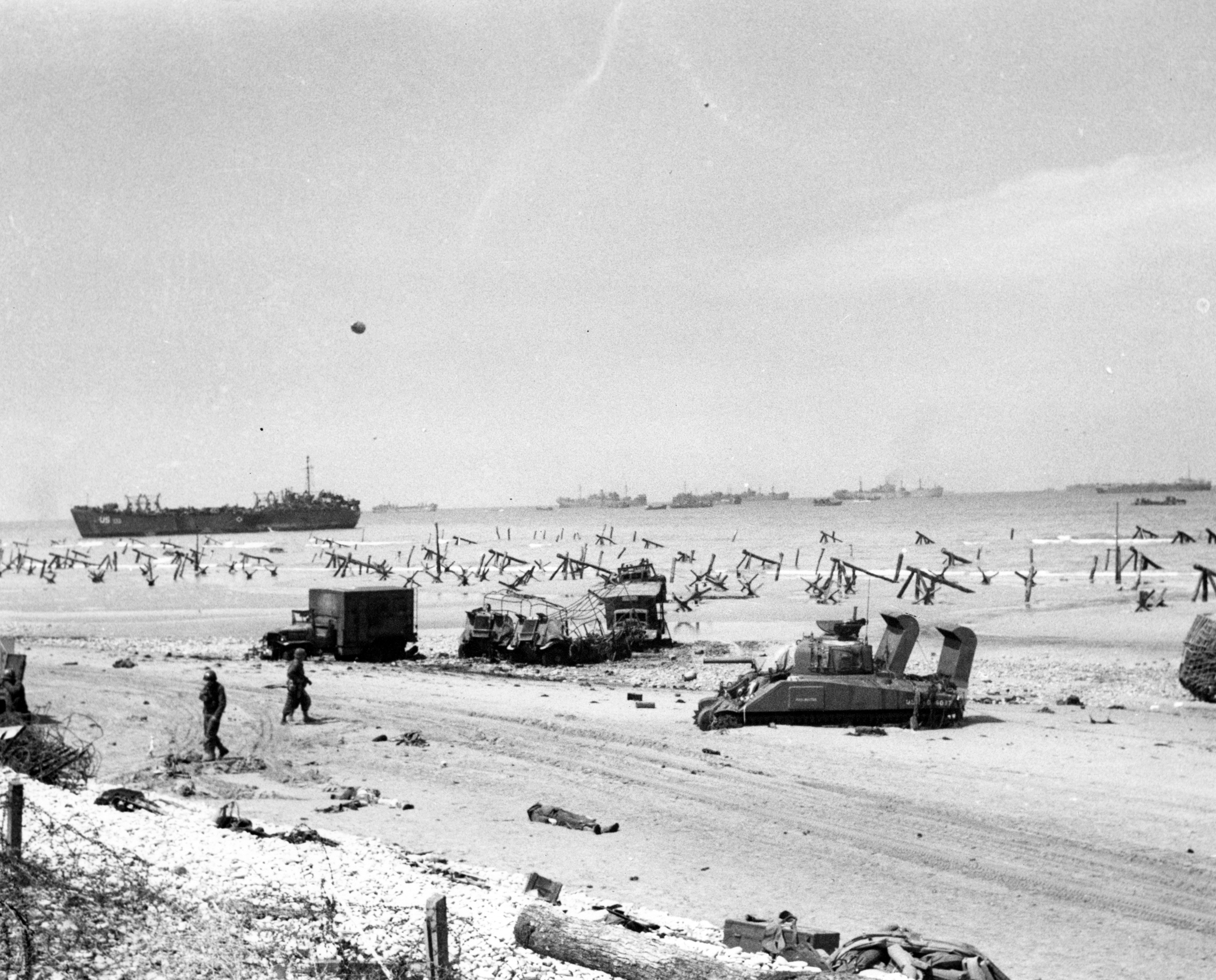
Утро после высадки на плацдарм

Волнение на море заставило принять поспешное решение — спустить плавающие танки значительно раньше на воду. Все танки успешно высадились, но из-за того, что они не были рассчитаны на работу в штормовых условиях, в одном из подразделений из 32 танков 27 сразу же пошли на дно. Только двум танкам удалось добраться до берега и принять участие в боевых действиях. Другое подразделение танков оказалось в более удачных условиях и смогло высадиться на берег с небольшими потерями.
Я был первым, кто высадился. Пятеро следующих были подстрелены: двое убиты, трое ранены. Седьмой солдат также, как и я, выскочил на берег, не получив ранений. Вот так людям сопутствовала удача.Капитан Ричард Милл, 2-й батальон рейнджеров
Малые десантные корабли также страдали от шторма, их постоянно затапливало волнами. Чтобы не затонуть, солдатам приходилось постоянно вычерпывать воду с кораблей. Как следствие, морской десант был вынужден совершить высадку на значительном расстоянии от берега. В некоторых местах глубина оказалась настолько значительной, что накрывала военнослужащих с головой. Они были вынуждены бросать все своё снаряжение и оружие и выбираться вплавь. Многие из них просто утонули.
Большинству кораблей всё же удалось приблизиться к берегу, но десантники сразу же были встречены плотным пулемётным и артиллерийским огнём. Спрятаться на пляже было практически негде.
Вы так и собираетесь валяться здесь и ждать пока вас убьют или всё же встанете и сделаете что-нибудь?Неизвестный лейтенант на пляже «Омаха»
Сопротивление противника оказалось неожиданно сильным и американские войска понесли огромные потери. Под сокрушительным шквальным пулемётным огнём они пытались максимально быстро преодолеть береговые укрепления противника. Многие буквально проползли эти ужасные 250—300 метров, что отделяли их от склонов глубоких оврагов. Однако тяжело экипированные, ослабленные штормом в ходе высадки бойцы не имели сил прорваться сквозь хорошо защищённые выходы, которые простреливались немцами с пляжа. Только на восточном фланге плацдарма небольшая группа из военнослужащих различных подразделений в количестве 125 человек смогла организоваться и решительным броском преодолев зону, которая простреливалась, ворваться на первый рубеж обороны противника. Остальные подразделения, в лучшем случае, лишённые командования и дезорганизованные, были вынуждены лежать под огнём противника в импровизированных укрытиях, потеряв по меньшей мере способность продолжить наступление. В худшем, часть подразделений в таких ужасных условиях просто прекратила своё существование, потеряв любые признаки боевых формирований.
Согласно графику, вслед за основной первой волной десанта шёл второй эшелон с подразделениями поддержки и органами управления войск. Начиная с 7 часов они столкнулись с тем же ожесточённым сопротивлением немецких войск. Единственным утешением было то, что уцелевшие из числа первой волны, хотя и были в основном не способны оказать организованного сопротивления и поддержать огнём своих новоприбывших товарищей, однако отвлекали противника от ведения прицельной стрельбы.
Десант и дальше терпел существенные потери, так и не успев прорвать первую линию обороны противника. В этих условиях артиллерийскую поддержку десанту смогли предоставить только корабельные артиллерийские системы среднего и малого калибра, вместе с этим, из-за опасения нанести удар по своим войскам, корабли вынуждены были вести огонь только по элементам обороны противника, которые базировались на флангах плацдарма. Более того, небольшая глубина в районе высадки американцев не позволяла подойти ближе к берегу основным кораблям, типа линкоров и крейсеров. Только миноносцы, рискуя сесть на мель, приближались ближе всего к берегу, иногда на расстояние до 900 м, и, царапая дно залива, вели артиллерийский огонь, пытаясь поддержать десант.
Проведённый впоследствии анализ результатов огня корабельной артиллерии показал его полную неэффективность в ходе операции. Так, со слов военного историка Адриана Г. Льюиса потери среди американцев были бы значительно меньше, если бы военно-морские силы осуществили артиллерийскую подготовку высадки войск надлежащим образом и подавили основные огневые пункты немцев на побережье.
В результате на берегу и в прибрежной полосе ситуация превратилась в полный хаос: транспортно-десантные катера и корабли продолжали прибывать и высаживать войска; техника, не имея возможности организованно выйти на берег, тонула вблизи берега; корабельная артиллерия и авиация, из-за опасения причинить вред своим войскам, были ограничены в возможностях надёжно подавить береговые позиции противника; необстрелянные формирования, для которых это был, по сути, первый бой в жизни, метались по пляжам, пытаясь найти хоть какое-нибудь укрытие от сокрушительного огня противника; радиостанции были или уничтожены, или повреждены при высадке. Возможность осуществить организованный прорыв с плацдарма вглубь обороны противника была полностью потеряна из-за беспорядочных действий десанта под непрерывным огнём немцев при полной потере управления войсками на берегу. Неся огромные потери, которые иногда достигали до трети и даже половины личного состава пехотных подразделений, не имея возможности прорваться без огневой поддержки через минные поля к укреплениям противника на оборудованных возвышенностях, американцы были практически вынуждены прекратить высадку морского десанта и начать операцию по эвакуации своих сил.
В 13:35 командование 352-й немецкой дивизии, осматривая результаты противодесантной операции, было абсолютно уверено в своей победе, даже отправило официальный рапорт о том, что десант противника повержен и сброшен в море. И хотя американцы продолжали оказывать очаговое сопротивление, с точки зрения немецких офицеров исход битвы был практически предрешён. Командир 916-го полка просил подмоги для окончательного уничтожения десанта. Однако 915-й пехотный полк, который находился в резерве командира дивизии и до того выполнял задачи по борьбе с воздушным десантом союзников, как раз в полосе плацдарма «Омаха», был спешно переброшен для проведения контратак против плацдарма «Голд», где высадились британцы. Более того, командование немцев не знало, что, несмотря на огромные потери, американская пехота незначительными группами все же смогла прорваться на отдельных участках в глубину оборонительных рубежей и постепенно наращивает свои силы за пределами первой оборонной линии. К 9 утра уже более 600 солдат небольшими отрядами до роты включительно смогли это выполнить. Немцы, хотя и не имея достаточно сил сбросить американцев в море, к тому же, вынужденные перенаправить основные резервы против наиболее угрожаемых участков в районах британских плацдармов, всё же, смогли сорвать первоначальный план операции по высадке войск на запад от эстуария реки Сена.
К концу 6 июня на всём пляже «Омаха» с огромными усилиями десантом были захвачены лишь два небольших изолированных опорных пункта противника, благодаря которым до 21:00 первый эшелон закрепился на берегу и впоследствии союзники смогли развить наступление вглубь плацдарма против ослабленной немецкой обороны.
Десант на «Омахе», по сравнению с другими участками высадки, понёс наибольшие в тот день потери в живой силе и технике. Было уничтожено до 26 артиллерийских систем, 50 танков, до 50 высадочных кораблей и катеров и 10 транспортных судов. От 2 400 тонн материальных запасов, предназначавшихся десанту, на берегу было только 100. Потери 5-го корпуса составляли до 1.700 человек только убитыми и пропавшими без вести, и ещё около 3 тыс. человек были ранены. 16-я и 116-а полковые боевые группы потеряли по 1000 солдат и офицеров каждая. Следующим утром только 5 танков из состава тех, что высадились, были готовы к дальнейшим действиям.
Потери немецкой 352-й дивизии составили до 1200 человек убитыми, ранеными и пропавшими без вести — до 20 % штатной численности формирования.

Впоследствии после реорганизации, проведённой второпях среди войск, которые уцелели на берегу, были сформированы боевые группы в составе полков, батальонов и рот, которые лишь через двое суток после высадки смогли выполнить задачу первого дня вторжения. 

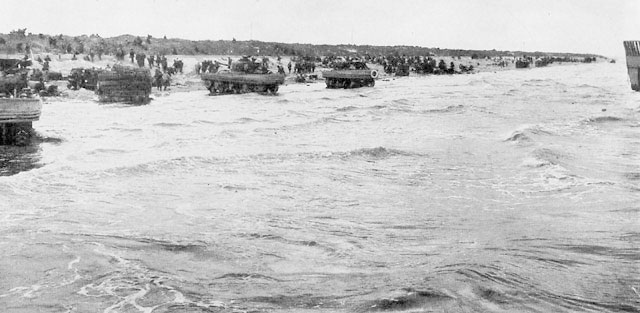
Высадка десанта под прикрытием плавающих танков на пляж «Юта»

#### Пляж «Юта»
Плацдарм «Юта» находился на западном фланге зоны вторжения англо-американских войск и занимал сектор шириной до 5 км между населёнными пунктами Пуппвилль и Ла-Маделейн на левом берегу эстуария реки Дув.
Начало операции по высадке морского десанта на этом участке было запланировано на 6:30 утра. Высадку войск планировалось осуществить в 4 этапа: в первую очередь шёл десант на 20 высадочных катерах по 30 человек в каждом, из состава 8-го пехотного полка 4-й пехотной дивизии. После этого, с интервалом в несколько минут следовали 2 батальона, общей численностью до 1 тыс. человек каждый, за которыми, в свою очередь, высаживались последние две волны с подразделениями инженерных войск, артиллерии и органами управления.
С приближением первой волны десанта на расстояние 250—350 метров до береговой линии, командиры использовали специальные сигнальные средства для оповещения военно-морских сил о начале артиллерийской поддержки высадки подразделений. Почти в запланированное время войска начали высадку с десантных средств на расстоянии до 90 метров от уреза воды. Артиллерийские подразделения вермахта предприняли отчаянную попытку разгромить десантные отряды противника, но были почти все выведены из строя огнём корабельной артиллерии союзников и прекратили огонь.
В составе первых подразделений, которые высадились на берег, особенно отличился заместитель командира 4-й дивизии бригадный генерал Теодор Рузвельт младший, сын 26-го Президента США, Теодора Рузвельта, который лично возглавил высадку морского десанта на побережье. Он стал первым и единственным генералом союзной армии, высадившемся с первыми волнами десанта на территорию оккупированной Нормандии в День «Д», и в возрасте 57 лет стал самым старым солдатом, который достиг побережья.
Осознав, что из-за ухудшения погодных условий высадка произошла с существенным отклонением от заранее запланированных участков, Рузвельт мгновенно принял всё дальнейшее командование десантом на себя и сумел чётко организовать управление последними волнами союзного десанта. Каждое подразделение на месте получало от него уточнённые задачи и с ходу вступало в бой. Сохраняя ледяное спокойствие при таких обстоятельствах, генерал, не теряя чувство юмора, уверенно и всячески поддерживая солдат, которые высадились в первых рядах морского десанта руководил боевыми действиями на плацдарме. За проявление мужества во время вторжения в сложных боевых условиях бригадный генерал Теодор Рузвельт младший был посмертно награждён медалью Почёта.
К концу первого дня высадки американцы смогли сосредоточить на берегу до 23 250 человек личного состава и 1700 единиц боевой техники. Потери в совокупности составляли убитыми и ранеными 197 человек.
Основными факторами, которые положительно повлияли на успех высадки на плацдарме, стали:
- слабость фортификационных укреплений немцев на этом участке побережья, который, с точки зрения командования вермахта, был малопригоден для вторжения союзников;
- эффективность авиационной и артиллерийской подготовки перед вторжением войск;
- успешное применение плавающих танков, которые, в отличие от пляжа «Омаха», были спущены на воду на незначительном удалении от берега, не понесли потерь на плаву, и таким образом, смогли результативно повлиять на боевые действия пехотных подразделений на берегу;
- ошибка при высадке войск — при отклонении более чем на 1,5 км от ранее запланированных направлений десант оказался вне зоны досягаемости пулемётного и артиллерийского огня противника;
- действия воздушно-десантных дивизий в тыловой полосе оборонительных рубежей немцев, которые смогли дезорганизовать систему управления войсками противника, вывести из строя многие элементы оборонительных укреплений противника и сорвать возможность немецкого командования эффективно осуществлять контрмеры против морского десанта. В то же время воздушный десант заплатил за это очень высокую цену: только в 101-й дивизии потери составляли до 40 %.

## Отдельные операции в рамках высадки в Нормандии

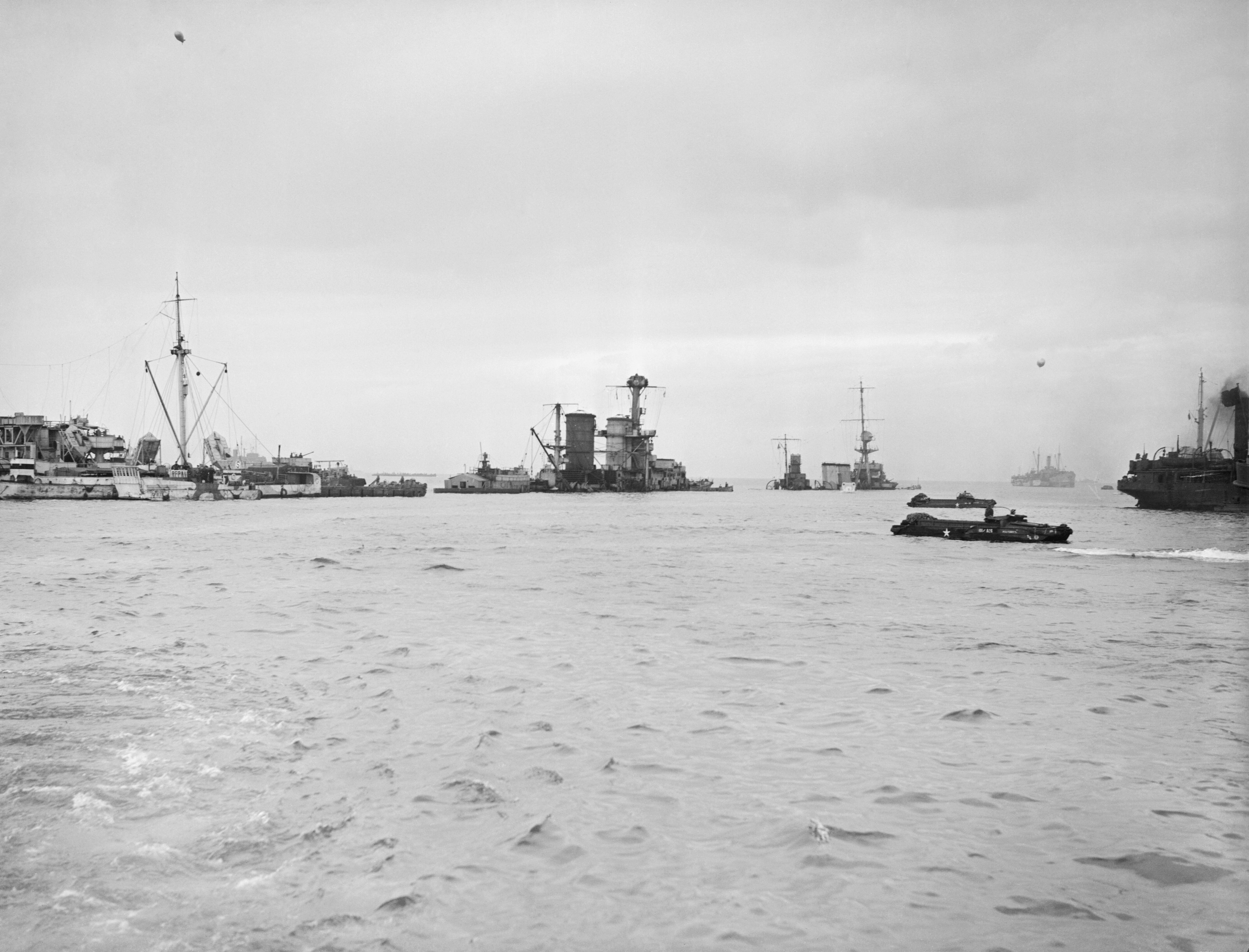
Построение искусственной гавани «Гузберри-5» вокруг Уистреама. Затапливаются старые крейсера «Дурбан» и «Суматра». Пляж «Сорд» Июнь 1944 года.

| Кодовое наименование                                                                              | Военное формирование                                   | Боевое задание |
| ------------------------------------------------------------------------------------------------- | ------------------------------------------------------ | --- |
| Операция «Титаник» Операция «Глиммер» Операция «Таксабл» Операция «Воздушная сигара»              | Особая воздушная служба Королевские ВВС Великобритании | Серия дезинформационных операций с целью введения противника в заблуждение относительно реальной зоны высадки основных сил десанта |
| Операция «Бостон»                                                                                 | Армия США 82-я воздушно-десантная дивизия              | Операция высадки 82-й дивизии в Нормандии                                                                                          |
| Операция «Детройт»                                                                                | Армия США                                              | Операция по высадке планерного десанта 82-й дивизии (первая волна)                                                                 |
| Операция «Эльмира» Операция «Гальвестон» Операция «Хакенсак» Операция «Фрипорт» Операция «Мемфис» | Армия США                                              | Серия операций по высадке планерного десанта и подкреплений 82-й дивизии                                                           |
| Операция «Олбани»                                                                                 | Армия США 101-я воздушно-десантная дивизия             | Операция высадки 101-й дивизии в Нормандии                                                                                         |
| Операция «Чикаго»                                                                                 | Армия США                                              | Операция по высадке планерного десанта 101-й дивизии                                                                               |
| Операция «Кеокук»                                                                                 | Армия США                                              | Операция по высадке планерного десанта и подкреплений 101-й дивизии                                                                |
| Операция «Санфлауер I-ІІІ» Операция «Коней» Операция «Роброй I-ІІІ»                               | Британские и французские коммандос                     | Операция по высадке подразделений войск специального назначения накануне вторжения                                                 |
| Операция «Тонга»                                                                                  | 6-я воздушно-десантная дивизия                         | Операция по высадке 6-й дивизии в Нормандии                                                                                        |
| Операция «Гамбит»                                                                                 | Королевские ВВС Великобритании                         | Операция по обеспечению высадки войск подводными лодками Великобритании                                                            |
| Операция «Мейпл»                                                                                  | Королевские ВМС и Королевские ВВС Великобритании       | Операция с минированием подходов к плацдармам силами флота и ВВС                                                                   |

## Выводы

### Итоги операции

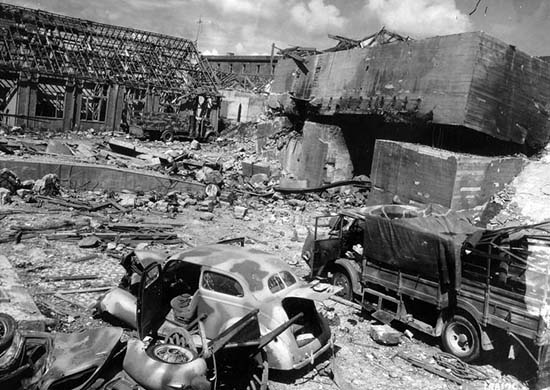
Разгромленные немецкие позиции, уничтоженные союзниками во время высадки в Нормандии

В течение Дня «Д» союзники высадили в Нормандии 156 000 человек. Американский компонент насчитывал 73 000 человек: 23 250 морской десант на пляж «Юта», 34 250 — пляж «Омаха» и 15 500 — воздушный десант. На британские и канадский плацдармы высадилось 83 115 военнослужащих (из них 61 715 — британцы): 24 970 — пляж «Голд», 21 400 — пляж «Джуно», 28 845 — пляж «Сворд» и 7900 — воздушный десант.
Было задействовано 11 590 самолётов воздушной поддержки различного типа, которые совершили в общей сложности 14 674 самолёто-вылетов, сбито 127 боевых самолётов. На высадку воздушного десанта в течение 6 июня привлекалось 2395 самолётов и 867 планеров.
Военно-морские силы задействовали 6939 кораблей и судов: 1213 — боевых, 4126 — десантных, 736 — вспомогательных и 864 — для товарных перевозок. Для обеспечения флот выделил: 195 700 моряков: 52 889 — американских, 112 824 — британских, 4988 — из других стран коалиции.
К 11 июня 1944 года на французском берегу уже находилось: 326 547 военных, 54 186 единиц военной техники, 104 428 тонн военного имущества и запасов.
Последние тщательно проверенные данные свидетельствуют о том, что в ходе высадки англо-американские войска потеряли погибшим 4,5 тыс. человек (2,5 тыс. — американцы, 2 тыс. — представители других стран). В целом общие потери составляют около 10 тыс. человек (6603 — американцы, 2700 — британцы, 946 — канадцы). Потери, которые понесли союзники, включают: погибших, раненых, пропавших без вести (чьи тела так и не были найдены) и военнопленных. В силу объективных обстоятельств количество потерь, которое фигурировало в официальных данных, было очень далеко от точных. Например, военные, которые десантировались в тыл, считались погибшими или пропавшими без вести, но через несколько дней вышли к другим подразделениям союзных войск.
Только во время подготовки операции «Нептун» (апрель — май 1944 года) союзники потеряли почти 12 тыс. человек и 2 тыс. самолётов.
Точных данных о потерях войск вермахта нет. По приблизительным оценкам они составляют 4—9 тыс. человек.

От 15 до 20 тыс. мирных французских жителей погибли во время вторжения — в основном в результате бомбардировок союзной авиацией. 

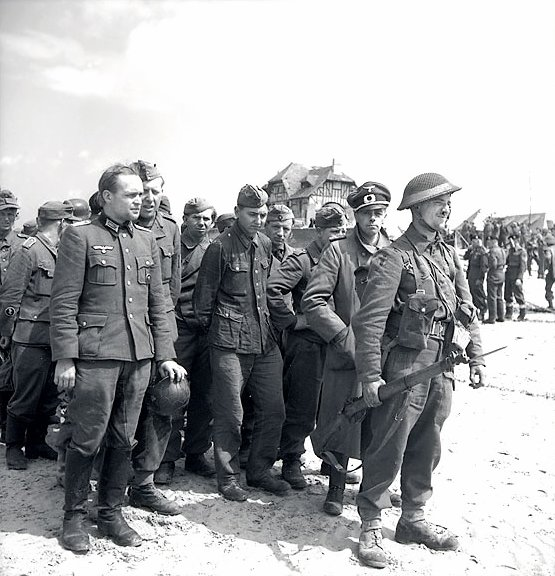
Пленные немцы под охраной канадского солдата. Курсель-сюр-Мер, 6 июня 1944

### Стратегическое значение операции
Нормандская десантная операция по количеству высаженных войск, военно-морских сил и военно-воздушных сил, а также транспортных средств, принимавших в ней участие, стала самой масштабной операцией во Второй мировой войне на западном фронте и в целом в мировой истории войн. Важнейшая её особенность — огромные масштабы, большая численность высаженных войск и введённых в действие сил на море и в воздухе, которые определялись целью операции — создать самостоятельный фронт борьбы в Западной Европе, который предстал важным фактором в военных действиях антигитлеровской коалиции на завершающем этапе войны против Германии и её союзников. Согласно общему замыслу операции «Оверлорд», первая стадия вторжения — операция «Нептун» в целом была успешно выполнена. Плацдарм, захваченный в ходе операции, был в 2 раза меньше того, который предполагалось занять в соответствии с планом, однако в условиях абсолютного господства в воздухе оказалось возможным сосредоточить на нём достаточно сил и средств для проведения в дальнейшем стратегической наступательной операции в Северо-Западной Франции.
После концентрации сил экспедиционные войска, ведя наступление в восточном и западном направлениях, захватили расположенные вдоль побережья Нормандии порты и, в дальнейшем, взаимодействуя с войсками, высаженными на юге Франции, осуществили операцию по блокированию войск противника в юго-западной Франции. В течение нескольких месяцев союзники смогли освободить всю территорию страны и прорвать линию «Зигфрида», тем самым создав себе плацдарм для вторжения на территорию Германии.
Командование вермахта, не имея достаточных сил и средств, прежде всего во флоте и авиации, не смогло подготовить и провести противодесантную операцию на море, а ограничилось лишь отражением высадки на суше. При наличии тех сил, которые они имели в своём распоряжении, немцы могли организовать достаточно эффективную противодесантную оборону на побережье. Но при их использовании были допущены серьёзные ошибки. К ним следует отнести: ошибочное определение района предполагаемой высадки, вследствие чего в Нормандии, и в частности в Сенской бухте, оказалось меньше сил и средств для обороны, чем в других районах. Так, оборонительные сооружения в районе Сенской бухты были закончены лишь на 18 %, тогда как в районе Кале—Булонь на 68 %. Демонстративные налёты авиации и обстрел берега немцы принимали за действительную подготовку к вторжению, минирование Балтийских проливов и Кильского канала рассматривало как вероятные действия по подготовке к высадке в Норвегии или на Ютландском полуострове. Ошибочное определение возможного района высадки повлекло и объявления тревоги в 7-й армии, которая дислоцировалась в Нормандии, только в 01:30 6 июня, то есть уже после высадки воздушных десантов.
Немецкое командование явно пренебрегало действиями противника. Оно считало маловероятным высадку под артиллерийским огнём на оголённый отливом широкий песчаный пляж, поэтому препятствия вдоль береговой линии (железные и железобетонные надолбы с плоскими минами) были установлены с расчётом их срабатывания в полную воду. Высадка в малую воду сделала их абсолютно бесполезными. В то же время, решение о высадке десанта у дальней кромки берега, принятое именно из-за наличия противодесантных препятствий, позволила немцам увеличить время огневого воздействия на десант на величину, необходимую для преодоления пляжа. Это позволяет считать, что инженерные заграждения частично выполнили возложенную на них задачу, а именно — облегчили построение обороны.
Стационарная артиллерия в районе высадки в основном была установлена на открытых позициях, слабо защищена от огня с моря и бомбардировок с воздуха и не смогла проявить свою эффективность для отражения десанта на том или ином участке. Операция готовилась англо-американским командованием очень тщательно и длительное время. Одним из важнейших условий успеха вторжения явилось быстрое и планомерное накопление сил на плацдарме. Решение этой задачи зависело от наличия достаточного количества морских транспортных средств, а также от правильной организации морских перевозок. Командованию союзников удалось решить эту задачу. Особый интерес вызывает сооружение искусственных гаваней, которые сыграли важную роль в накоплении сил на плацдарме, в решении проблемы текущего ремонта и восстановления боеспособности десантных кораблей, высадочных средств и малых боевых кораблей на плацдармах высадки. Большое значение в этой операции получили также специально сконструированные и применённые в массовом масштабе баржи с артиллерийским и реактивным оружием, плавающие танки, предназначенные для ведения боя из воды, и другие амфибийные средства.
Тщательно продуманные и спланированные этапы операции, интенсивные дезинформационные мероприятия, чётко и грамотно налаженная система морских перевозок через Ла-Манш, высадка воздушных десантов, огневая поддержка десанта с моря и бесперебойное обеспечение наращивания сил на плацдармам при полном господстве союзников на море и в воздухе оказались ключевыми факторами, которые способствовали полному успеху морской операции.

## «День Д» в массовой культуре

### Кинематограф
- Изгнание из рая / Fall from Grace — шпионская драма (Франция, США, Великобритания, Италия, 1994) режиссёра Уориса Хуссейна о противоборстве разведок перед операцией.
- Мой путь — корейский кинофильм режиссёра Кан Джегю, вышедший на экраны в 2011 году.
- Братья по оружию — американский телевизионный мини-сериал, снятый в 2001 году.
- Спасти рядового Райана — американский кинофильм 1998 года режиссёра Стивена Спилберга начинается с высадки морского десанта в секторе «Омаха».
- Самый длинный день — американский чёрно-белый кинофильм 1962 года о высадке союзников в Нормандии.
- Первопроходцы: В компании незнакомцев — американский фильм 2009 года об американском десанте, который был закинут в Нормандию.
- Молодые люди / Young Men — англо-французский перформанс 2016 года режиссёров Майкла Нанна / Michael Nunn, Уильяма Тревитта / William Trevitt о высадке союзников в Нормандии.

### Компьютерные игры
| - Commandos: Behind Enemy Lines — миссия «Высадка». - Commandos 3: Destination Berlin — миссия в Нормандии (штурм берега). - Company of Heroes - Medal of Honor: Frontline - Medal of Honor: Allied Assault - Call of Duty - Call of Duty 2 - Call of Duty: WWII - Brothers in Arms - Battlefield 1942 - World war heroes - Unreal Turnament — карта «Overlord» в режиме штурм. | - Day of Infamy — карта «Dog Red». - Order of War - Arma 3: Iron Front - «World of Tanks» — карта «Оверлорд» - «War Thunder» — карта «Нормандия» - Empires: Dawn of the Modern World — «Кровь и кишки»: кампания за США во Вторую мировую войну - В тылу врага: Штурм 2 — карта «Оверлорд» - Pixel Gun 3D — карта «День Д» - Enlisted* - Worms 3D — карта «D-Day» - Worms Ultimate Mayhem — «D-Day» - Hell Let Loose — карты «Omaha Beach» и «Utah Beach» |

### Музыка
- Песня Primo Victoria шведской хэви-метал-группы Sabaton
- Песня The Longest Day британской хэви-метал группы Iron Maiden
- Песня The Ghost Of You американской рок-группы «My Chemical Romance»

### Музеи и мемориалы
На каждом участке высадки десанта установлены мемориалы и открыты музеи. Самыми известными являются: музей операции «Оверлорд», танковый музей в Нормандии, музей «Битва за Нормандию» (Bayeux), мемориал Освобождения и музей Quineville, музей «D-Day Omaha» и другие. Сохранились как памятники фрагменты немецких фортификационных сооружений.